# Freising

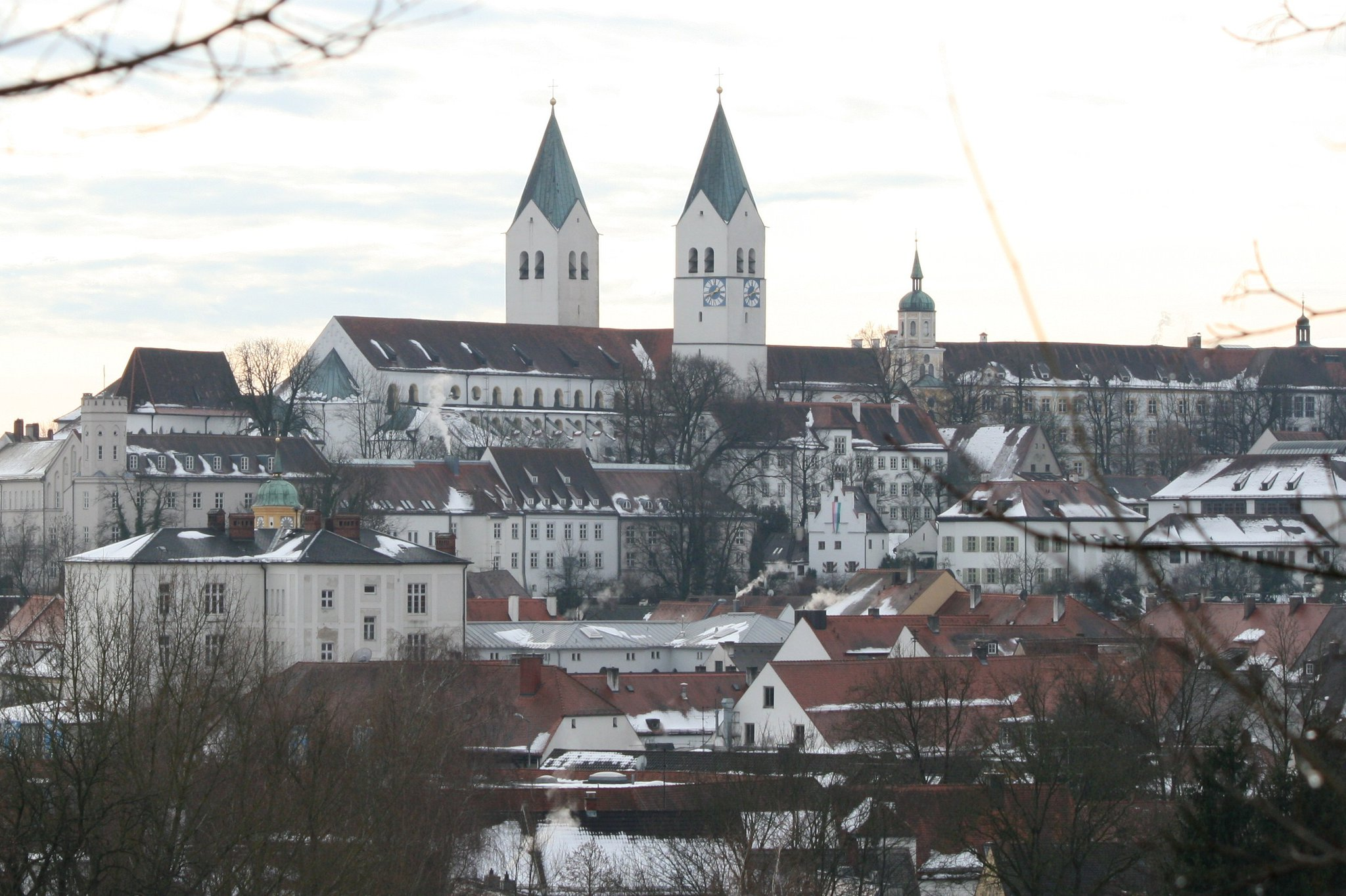
Der Freisinger Domberg mit dem Dom St. Maria und St. Korbinian und der ehemaligen fürstbischöflichen Residenz

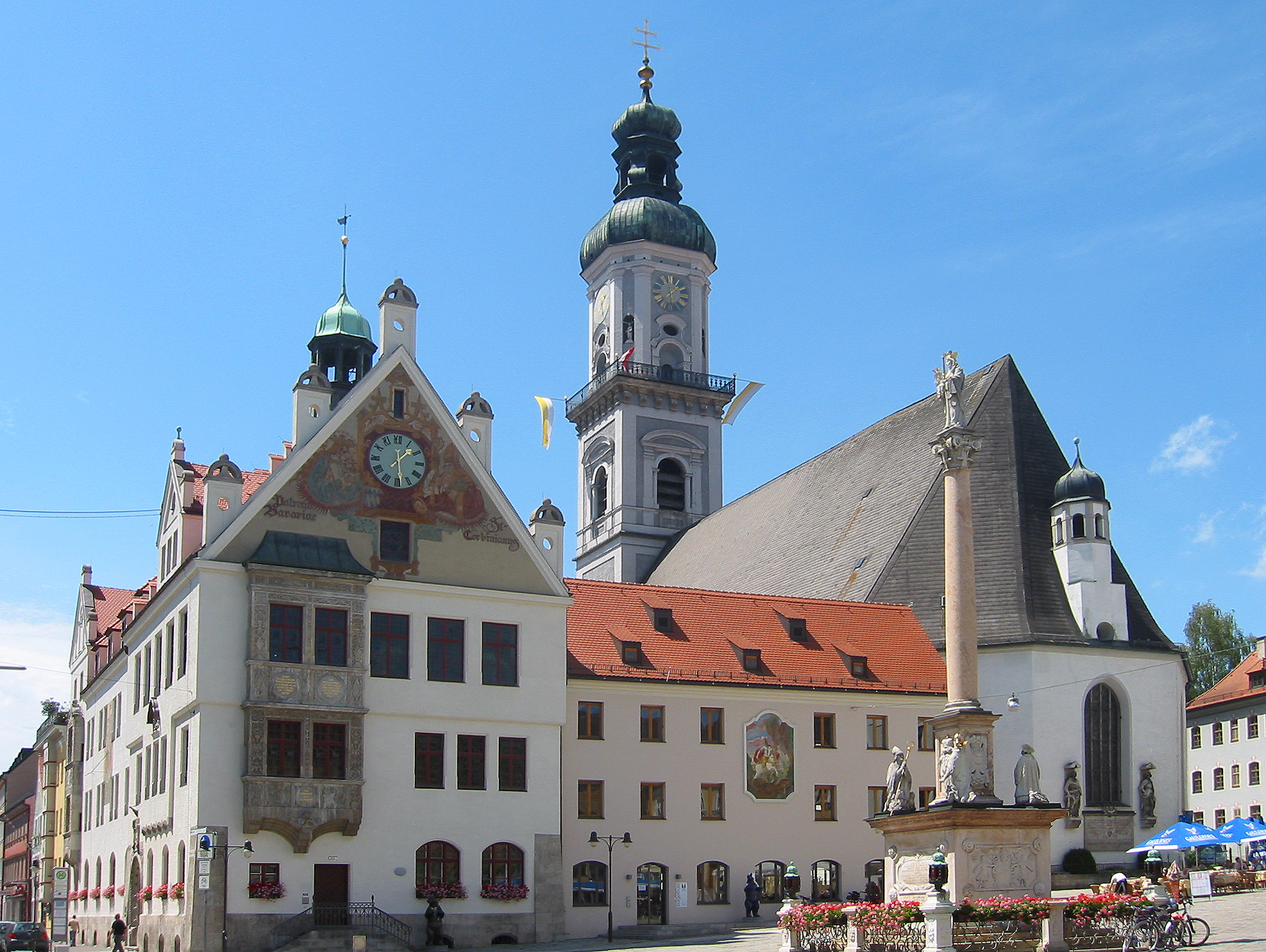
Der Marienplatz mit Rathaus, Stadtpfarrkirche St. Georg und Mariensäule

Freising (früher Frigisinga, Frisinga, Freisingen, Freysing, lateinisch Frisinga) ist eine Große Kreisstadt und Universitätsstadt in Oberbayern. Sie ist ein Oberzentrum in der Region München. Freising liegt an der Isar, ungefähr 30 Kilometer nördlich der Landeshauptstadt München. Die Stadt war Herzogssitz im ersten bairischen Stammesherzogtum und erlangte als frühmittelalterlicher Bischofssitz und später als Zentrum des Hochstifts Freising große Bedeutung. Mit dem Aufstieg Münchens und der Säkularisation verlor die Stadt an Bedeutung. Heute ist Freising Verwaltungssitz des gleichnamigen Landkreises Freising. Rund um das ehemalige Kloster Weihenstephan liegen das Wissenschaftszentrum Weihenstephan der Technischen Universität München sowie die Hochschule Weihenstephan-Triesdorf und weitere Forschungs- und Bildungseinrichtungen. Direkt vor den Toren der Stadt im Erdinger Moos liegt der Flughafen München.

## Geografie

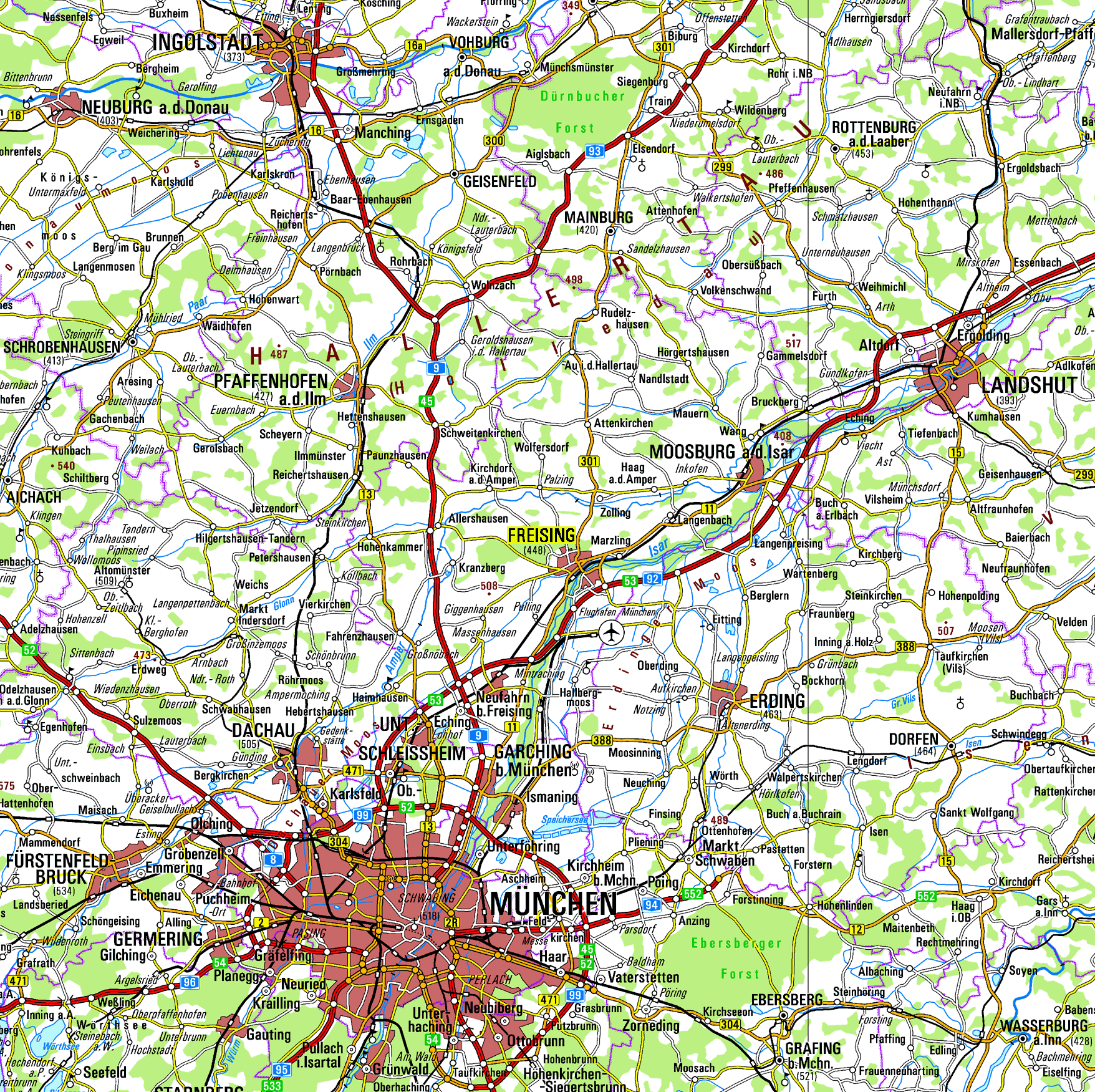
Freising liegt zwischen München und Landshut an der Isar.

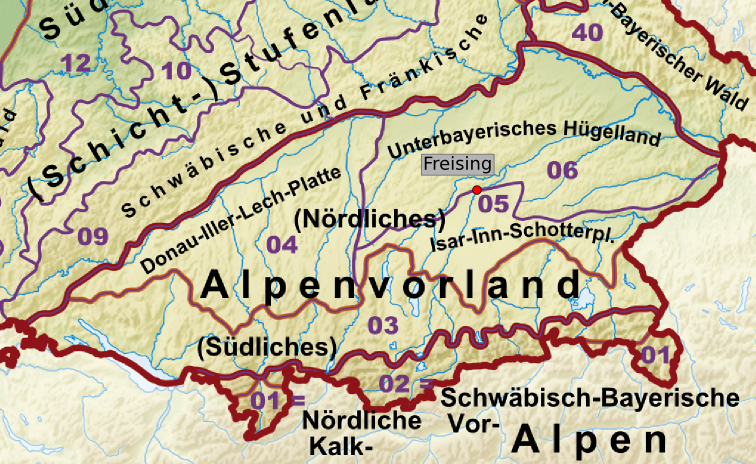
Freising liegt im Übergangsbereich zwischen Unterbayerischem Hügelland und den Isar-Inn-Schotterplatten.

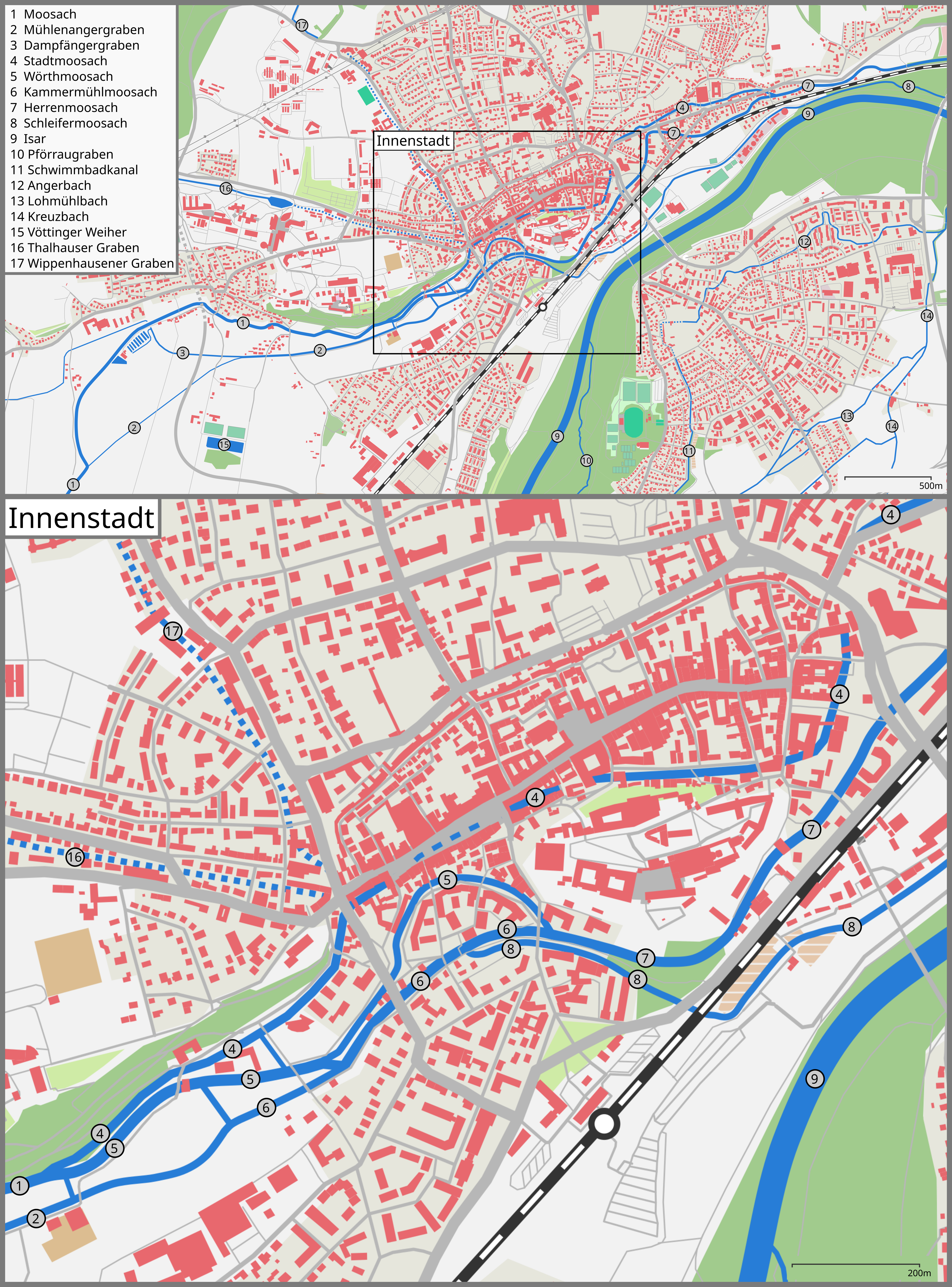
Größere Gewässer im Stadtbereich von Freising. Neben der Isar verläuft hier die Moosach, die sich in mehrere Arme aufteilt.

### Geologie und Topographie
Die Stadt Freising liegt 448 m ü. NHN an der Isar auf halber Strecke zwischen München und Landshut in Oberbayern, 33 km nordöstlich der Landeshauptstadt. Das Gemeindegebiet ist geprägt von der Nahtstelle zweier charakteristischer Landschaften des Alpenvorlandes, des Flachlands der Münchner Schotterebene, die der auffallendste Teil der Isar-Inn-Schotterplatten ist, und des zum Unterbayerischen Hügelland gehörenden tertiären Donau-Isar-Hügellands.
Im südwestlichen Gemeindegebiet liegt das Freisinger Moos, eines der größten noch erhaltenen Niedermoorgebiete Bayerns. Es hat sich dort entwickelt, wo die Schotterpakete der Münchner Ebene so dünn sind, dass die Grundwasserströme an die Oberfläche traten und ausgedehnte Niedermoore bildeten. In dem von vielen Gewässern wie der Moosach durchzogenen früheren Niedermoor-Gebiet liegen die Gemeindeteile Pulling und Achering auf etwas höheren Schotterzungen. Neben den natürlichen Gewässern entstanden dort durch Kiesabbau einige Baggerseen. Der größte dieser Seen ist der zwischen Pulling und Achering gelegene Pullinger Weiher, an dem noch ein aktives Kieswerk besteht, sowie der Stoibermühlsee. Im Südosten des Gemeindegebiets beginnt das Erdinger Moos, das jedoch größtenteils trockengelegt ist. Dort liegt der Gemeindeteil Attaching und an dessen Ortsrand beginnt das Gelände des Flughafens München. Größere Fließgewässer sind dort die Goldach, die südlich von Attaching verläuft, sowie der Pförreraugraben und der Angerbach.
Von Süden kommend trennt die Isar, die zwischen Achering und der Isarbrücke bei Marzling das Gemeindegebiet auf einer Strecke von etwa 10 km durchfließt, die beiden Feuchtgebiete. Sie wird an beiden Uferseiten von Auwald begleitet, der auch im Stadtgebiet von Freising vorhanden ist, aber durch den Eingriff des Menschen seinen Charakter zum Teil schon verloren hat. Durch den Bau des Mittlere-Isar-Kanals führt die Isar seit fast einem Jahrhundert im Bereich Freising während der trockenen Monate nur noch eine geringe Restmenge an Wasser. Durch die Eindämmung des Flusses, die Begradigung der Isar und Geschiebemangel durch den Bau des Sylvensteinspeichers gräbt sie sich immer tiefer ein und der Grundwasserspiegel in der Umgebung ist gesunken. Der Auwald ist nur noch selten überschwemmt und hat sich in der Artenzusammensetzung stark gewandelt. In den ehemals nahezu unbewohnten Überschwemmungsgebieten südlich der Isar liegt der bevölkerungsreichste Stadtteil Lerchenfeld. Der zweite, wesentlich weniger Wasser führende Fluss, der durch das Stadtgebiet von Freising fließt, ist die Moosach. Diese teilt sich, aus dem Freisinger Moos kommend, im Stadtgebiet in mehrere Arme, die der Mensch zum Teil für Mühlen künstlich angelegt hat. Einer davon fließt nördlich des Dombergs durch die Innenstadt, der Hauptarm südlich am Domberg vorbei. Beide Arme vereinigen sich am östlichen Stadtrand wieder. Die ausgeleitete Schleifermoosach unterquert die Bahnstrecke und fließt weiter durch die Isarauen, bis sie in Marzling wieder in die Moosach mündet.
Nördlich einer Linie Pallhausen-Vötting-Tuching ändert sich die Landschaft auffallend. Das Isartal wird von steilen Hängen begrenzt, die zum Teil noch bewaldet sind. Zwei exponierte Hügel dieses Tertiärhügellandes, der Domberg und der Weihenstephaner Berg, sind seit alter Zeit besiedelt und treten auf Grund der weit sichtbaren Bebauung hervor. Die Landschaft des Stadtgebiets im tertiären Hügelland ist von muldenförmigen Bachtälern geprägt, deren Wasserläufe nach kurzem Verlauf in die Isar oder Moosach münden. In der von oft asymmetrischen Tälchen durchzogenen Landschaft liegen Orte wie Hohenbachern, Sünzhausen, Itzling und Pettenbrunn sowie die nördliche Stadterweiterung der Stadt Freising. Die Altstadt, die sich an den Nordfuß des Dombergs anschmiegt, ist durch ihre Lage zwischen Domberg (Lehrberg), Weihenstephaner Berg (Nährberg) und den ehemaligen Kasernenbergen (Wehrberg) im Norden geprägt. Die Stadt Freising begrenzt im Norden und Nordwesten ein Waldgürtel, der Bannwald-Charakter hat. Er ist zum großen Teil Staatswald und dient der wissenschaftlichen Forschung.
Im nördlichsten Teil des Gemeindegebietes fällt das sanft gewellte Hügelland steil ins breite Tal der Amper ab, die außerhalb des Stadtgebiets verläuft. Die Steilhänge der sogenannten Amperleite sind überwiegend von Wald bedeckt, während das flache Ampertal landwirtschaftlich genutzt wird, da es seinen Mooscharakter schon weitgehend verloren hat. Dort liegen die Gemeindeteile Haindlfing, Garten und Erlau.

### Naturschutz
- Als Landschaftsschutzgebiete sind das Freisinger Moos, das Gelände entlang der Isar sowie das Ampertal und dessen Hänge ausgewiesen. Teile des Freisinger Mooses und der Auwald entlang der Isar sind als Fauna-Flora-Habitate geschützt.
- Für den Vogelschutz wurden das Freisinger Moos und Flächen bei Attaching (inklusive der nördlichen Startbahn des Flughafens) als Special Protection Area (SPA) ausgewiesen.
- Alte Kiesgrube bei Vötting, ein 1,5 ha großes Wäldchen an der Feldfahrt im Westen Freisings.
- Als Naturdenkmal ist der Quellkomplex Lohmühlbach in Lerchenfeld unter Schutz gestellt.[4]
- Sideritbildung im Ampermoos (Geotop-Nummer 178A002)
- Schürfgrubenfeld Waldsiedlung Freising (Geotop-Nummer 178G001)

Darüber hinaus befinden sich auch Teile des Naturwaldes Auwälder an der mittleren Isar innerhalb oder in der Nähe der Stadt.

### Nachbargemeinden und Umgebung

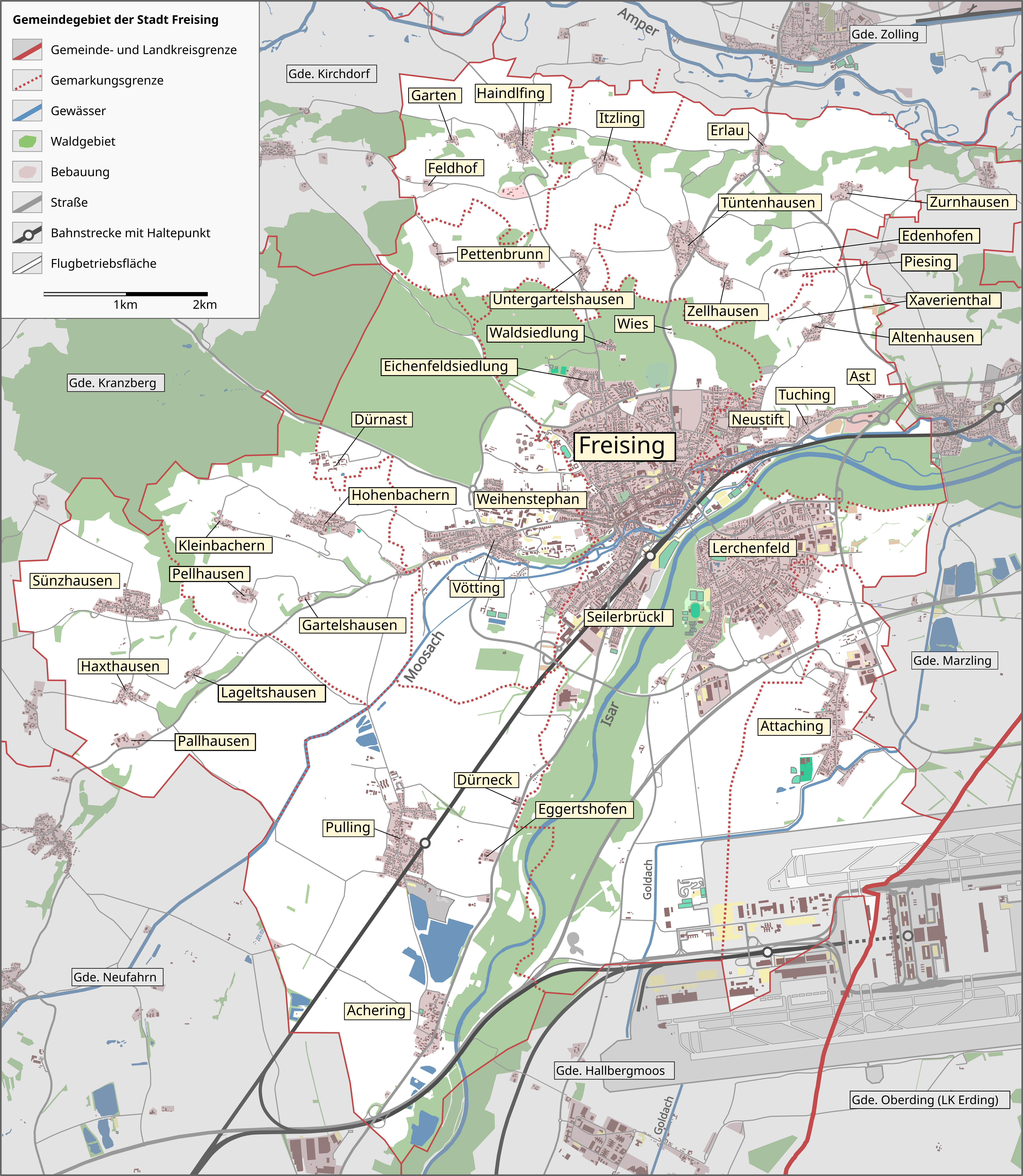
Übersicht über das Gemeindegebiet der Stadt Freising, mit den Gemarkungsgrenzen und den Nachbargemeinden

Folgende Gemeinden grenzen an die Stadt Freising: im Norden Zolling, im Nordosten Marzling, im Südosten Hallbergmoos und Oberding, im Südwesten Neufahrn, im Westen Kranzberg und im Nordwesten Kirchdorf an der Amper. Bis auf die im Landkreis Erding liegende Gemeinde Oberding gehören alle zum Landkreis Freising.
Freising ist in der Planungsregion München nach München die zweitgrößte Stadt und das zweite Oberzentrum, sowie die viertgrößte im Regierungsbezirk Oberbayern nach München, Ingolstadt und Rosenheim. Bis 2013 war die Stadt als ein Mögliches Oberzentrum (Mittelzentren mit Teilfunktion eines Oberzentrums) ausgewiesen. Weitere Städte der Umgebung sind Erding, Moosburg und Pfaffenhofen.

### Stadtgliederung
Die Gemeinde hat 41 Gemeindeteile (in Klammern ist der Siedlungstyp angegeben):
- Achering (Kirchdorf)
- Altenhausen (Kirchdorf)
- Ast (Weiler)
- Attaching (Kirchdorf)
- Dürnast (Einöde)
- Dürneck (Weiler)
- Edenhofen (Einöde)
- Eggertshofen (Einöde)
- Erlau (Dorf)
- Feldhof (Einöde)
- Freising (Hauptort)
- Gartelshausen (Einöde)
- Garten (Weiler)
- Haindlfing (Pfarrdorf)
- Haxthausen (Dorf)
- Hohenbachern (Kirchdorf)
- Itzling (Weiler)
- Kammermüllerhof (Einöde)
- Kleinbachern (Dorf)
- Lageltshausen (Weiler)
- Lohmühle (Siedlung)
- München-Flughafen
- Neustift (Stadtteil)
- Pallhausen (Weiler)
- Pellhausen (Weiler)
- Pettenbrunn (Weiler)
- Pförrerhof (Einöde)
- Piesing (Einöde)
- Plantage (Einöde)
- Pulling (Pfarrdorf)
- Schönleutnerhof (Einöde)
- Sünzhausen (Kirchdorf)
- Tuching (Stadtrandsiedlung)
- Tüntenhausen (Kirchdorf)
- Untergartelshausen (Dorf)
- Vötting (Stadtteil)
- Weihenstephan (Einöde)
- Wies (Weiler)
- Xaverienthal (Einöde)
- Zellhausen (Weiler)
- Zurnhausen (Weiler)

Die Gemeinde Freising besteht aus den zehn Gemarkungen Attaching, Freising, Haindlfing, Hohenbachern, Itzling, Neustift, Pulling, Sünzhausen, Tüntenhausen und Vötting. Die Gemarkungen Itzling und Tüntenhausen liegen – historisch bedingt – nicht vollständig auf Freisinger Gemeindegebiet, sondern teilweise auf dem Gebiet der Gemeinde Zolling.
Die Kernstadt mit der Altstadt liegt größtenteils auf dem Gebiet der Gemarkung Freising. Weihenstephan und Vötting liegen in der Gemarkung Vötting, Tuching und Neustift in der Gemarkung Neustift. Ein kleiner Teil von Lerchenfeld liegt in der Gemarkung Attaching. Weitere Teile der Kernstadt mit Eigennamen sind die Eichenfeldsiedlung und Seilerbrückl.

### Ausdehnung
Die Gesamtfläche der Stadt Freising beträgt 88,59 km². Der größte Teil davon entfällt auf Landwirtschafts- und Waldflächen sowie auf Siedlungs- und Verkehrsflächen. Die Flächen verteilen sich wie folgt:
| Flächentyp                            | Fläche in Hektar | Flächenanteil in Prozent |
| ------------------------------------- | ---------------- | ------------------------ |
| Gebäude- und Freifläche               | 898              | 10,1                     |
| Betriebsfläche                        | 20               | 0,2                      |
| – davon Abbauland                     | 12               | 0,1                      |
| Erholungsfläche                       | 113              | 1,3                      |
| – davon Grünanlagen                   | 51               | 0,6                      |
| Verkehrsfläche                        | 913              | 10,3                     |
| – davon Straßen, Wege, Plätze         | 500              | 5,6                      |
| Landwirtschaftsfläche                 | 4951             | 55,9                     |
| Waldfläche                            | 1534             | 17,3                     |
| Wasserfläche                          | 221              | 2,5                      |
| Flächen anderer Nutzung               | 209              | 2,4                      |
| Gebietsfläche insgesamt               | 8859             | 100,0                    |
| – davon Siedlungs- und Verkehrsfläche | 1944             | 21,9                     |

### Klima

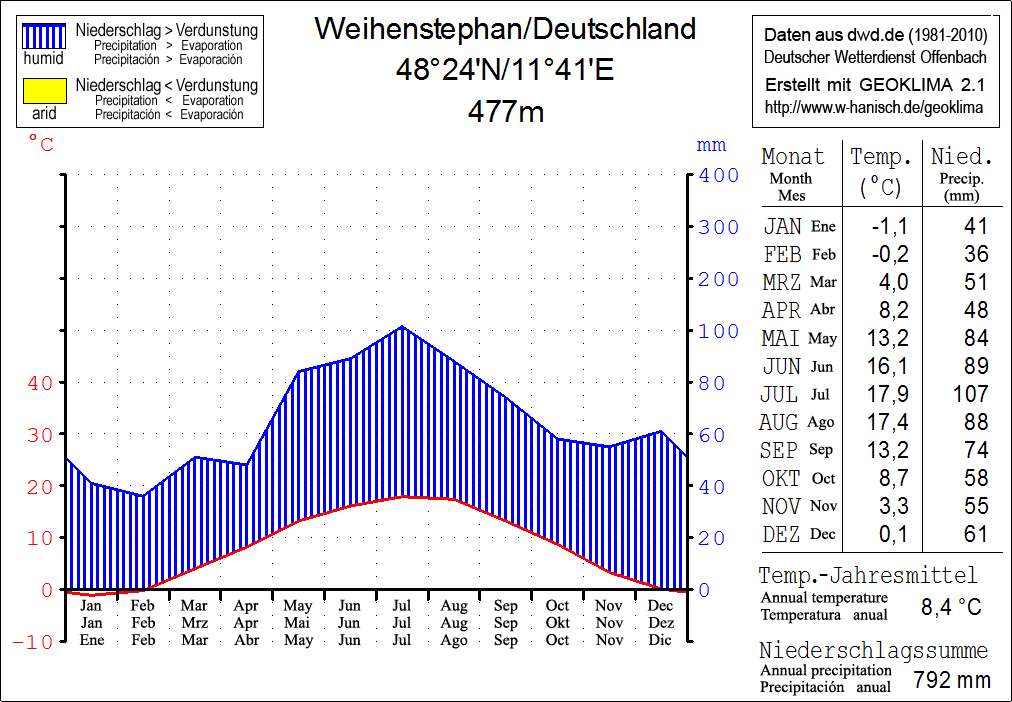
Klimadiagramm der Wetterstation Freising–Dürnast

Freising liegt im Übergangsbereich zwischen feuchtem Atlantik- und trockenem Kontinentalklima (Typ Dfb). Durch diese Konstellation ist das Wetter relativ wechselhaft. Im langjährigen Mittel fallen in Freising etwa 790 mm Niederschlag mit einem ausgeprägten Maximum in den Monaten Mai bis August. Der Föhn bringt an einigen Tagen des Jahres aus südlicher Richtung warme, trockene Luft und damit eine gute Fernsicht auf die Bayerischen Alpen. Dadurch kann es auch in den Wintermonaten zu frühlingshaften Temperaturen kommen. Durch die Nähe der Alpen sind schneereiche Winter nicht selten. Vor allem die südlichen Gemeindeteile im Freisinger und Erdinger Moos sowie Gebiete in Isarnähe sind vor allem im Herbst häufig neblig. Im Sommerhalbjahr treten häufig Wärmegewitter auf.
|                        | Jan  | Feb  | Mär  | Apr  | Mai  | Jun  | Jul   | Aug  | Sep  | Okt  | Nov  | Dez  |   |     |
| Mittl. Temperatur (°C) | −1,1 | −0,2 | 4,0  | 8,2  | 13,2 | 16,1 | 17,9  | 17,4 | 13,2 | 8,7  | 3,3  | 0,1  | ⌀ | 8,4 |
|                        |      |      |      |      |      |      |       |      |      |      |      |      |   |     |
| Niederschlag (mm)      | 41,0 | 36,0 | 51,0 | 48,0 | 84,0 | 89,0 | 107,0 | 88,0 | 74,0 | 58,0 | 55,0 | 61,0 | Σ | 792 |

|  |

|  |

|  |

|  |

|  |

|  |

|  |

|  |

|  |

|  |

|  |

|  |

|  |

|  |

|  |

|  |

|  |

|  |

|  |

|  |

|  |

|  |

|  |

|  |

## Geschichte

### Vor- und Frühgeschichte
Älteste Spuren menschlicher Besiedelung des Freisinger Gebietes offenbarten Ausgrabungen auf dem Domberg im Jahr 1976, die Keramik und Hornsteingeräte zu Tage förderten. Diese Funde wurden der jungneolithischen Münchshöfener Kultur zugeordnet. Weitere Zeugnisse sind umfangreiche Funde aus der frühen Bronzezeit und der Urnenfelderzeit. Auch eine Römerstraße an der Isar ist Archäologen bekannt. Eine kontinuierliche Besiedlung ist bisher zwar nicht zweifelsfrei belegt, wegen der exponierten landschaftlichen Lage des Dombergs aber höchstwahrscheinlich.
Der ursprüngliche Stadtname, der Siedlung eines Frigis bedeutet, geht möglicherweise auf eine Ortsgründung vor der Völkerwanderung zurück und ist vermutlich keltischer Herkunft.

### Von der Herzogspfalz zur Geistlichen Stadt
Die nächsten siedlungsgeschichtlichen Zeugnisse stammen erst aus dem frühen Mittelalter, als der Ort unter dem Namen Frigisinga eine Herzogspfalz im ersten bairischen Stammesherzogtum (ab 555 n. Chr.) war. Nachdem Herzog Theodo II. noch zu Lebzeiten das Herzogtum unter seinen vier Söhnen aufgeteilt hatte, wurde Freising um 715 eine agilolfingische Residenz, zu der eine Burg (Castrum), ein Wohnsitz (Palatium) und eine Marienkapelle gehörten. Freising ist die einzige bekannte Stadtgründung der bajuwarischen Agilolfinger und damit die älteste Stadt in Oberbayern.
Die Marienkirche, der erste Vorgängerbau des späteren Doms, war damals bereits aus Stein erbaut und als Bischofskirche konzipiert. Herzog Theodo war nach Rom gepilgert und hatte bei Papst Gregor II. um die Errichtung von Bischofssitzen in Bayern gebeten. Dieses Ereignis wurde im Liber pontificalis festgehalten und führte 716 zur päpstlichen Instruktion, vier Bischofssitze (Regensburg, Passau, Salzburg und Freising) in Bayern zu gründen. Diese erste Kirchenorganisation kam jedoch aus unbekannten Gründen nicht zustande, obwohl der Herzog auf einen Bischof wartete, da er sich von ihm eine Festigung seiner Herrschaft versprach.

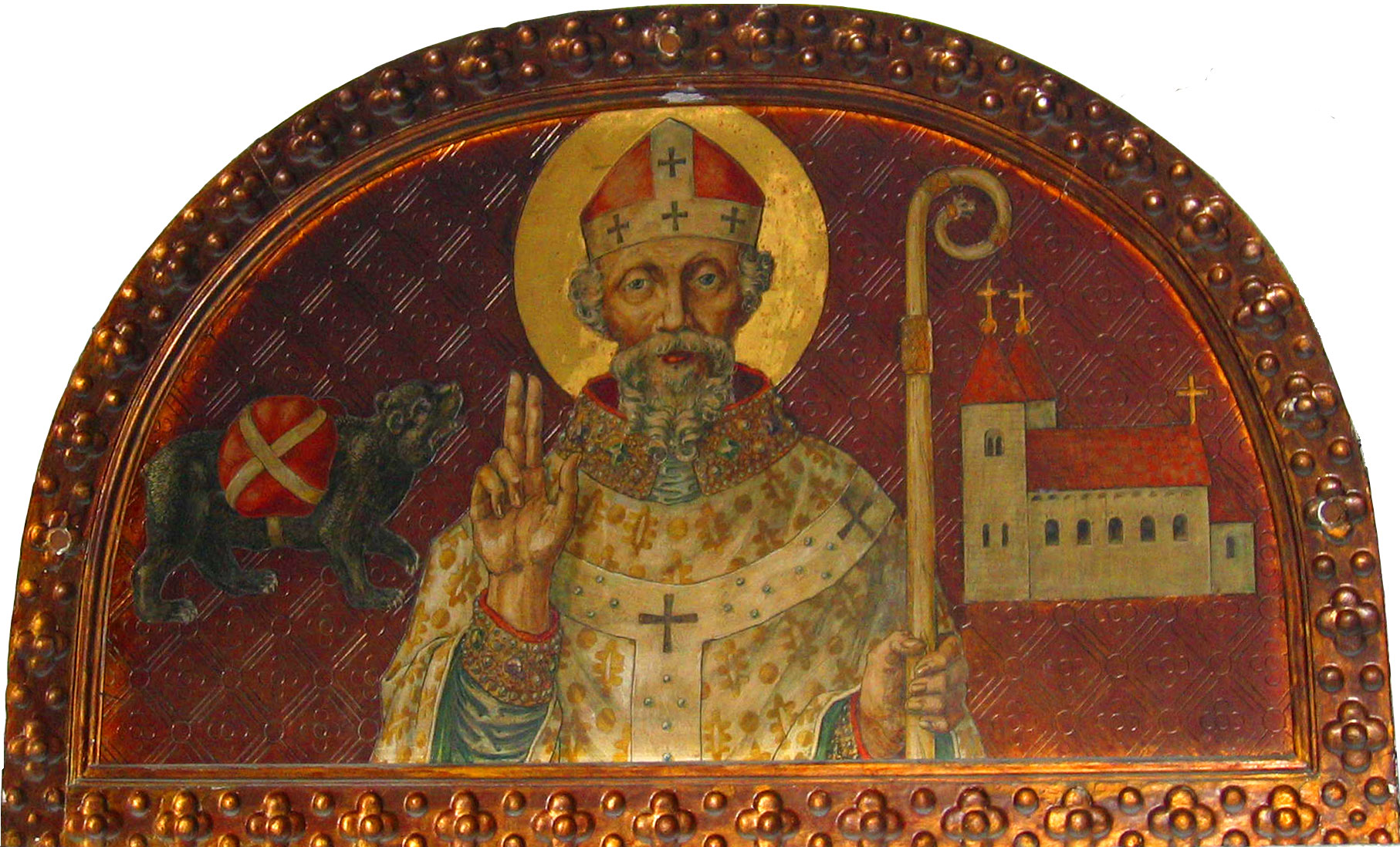
Darstellung des Hl. Korbinian in der Domkrypta

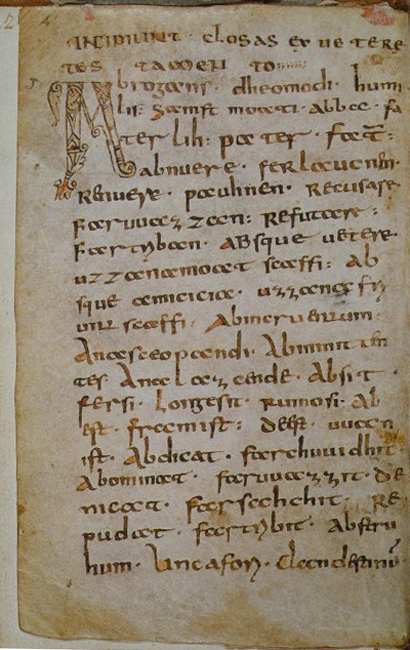
Die erste Seite des Codex Abrogans des Arbeo von Freising

In seinen Bestrebungen, dem Herzogtum Bayern-Freising eine kirchliche Ordnung zu geben, suchte und fand Herzog Grimoald (Sohn des Theodo II.) den fränkischen Wanderbischof Korbinian, der offiziell 724 (vermutlich aber bereits um 715) aus Arpajon (südlich von Paris) nach Freising kam. In Freising fand der Bischof auf dem Weihenstephaner Berg eine Kapelle (St. Stephanus) vor, die zu einem Ausgangspunkt seines Wirkens wurde. Korbinian wird deshalb als der erste Freisinger Bischof und als Gründungsheiliger des Bistums angesehen, auch wenn die kanonische Anerkennung des Bischofssitzes erst 739 durch Bonifatius erfolgte. Bis heute ist der heilige Korbinian Schutzpatron der Erzdiözese München und Freising. Sein besonderes Attribut, der Bär, der der Legende nach dem Heiligen das Gepäck über die Alpen trug, ziert das Freisinger Stadtwappen.
Herzog Grimoald und Korbinian gerieten in Streit über die Eheschließung des Herzogs mit Pilitrud, der Witwe seines Bruders Theodolt (Herzog in Regensburg). Da dies nach damaligen Kirchenrecht untersagt war, verlangte Korbinian die Auflösung der Ehe. Als Herzogin Pilitrud daraufhin versuchte, Korbinian zu vergiften, floh der Heilige nach Kuens (bei Meran) und kehrte erst einige Jahre später wieder nach Freising zurück. Herzog Grimoald war inzwischen gestorben und sein Neffe Hugibert Herzog in Bayern. Das um 725 auf dem Domberg errichtete Hugibertsmünster geht auf diesen zurück. Ab diesem Zeitpunkt erschien Freising nicht mehr als Herzogspfalz.
Gegen Ende des älteren baierischen Stammesherzogtums ging der Burgberg und die entstandene Stadt (Civitas, Oppidum) 788 in kirchlichen Besitz über und wurde zum Domberg. Freising entwickelte sich zur Geistlichen Stadt, in der Priestergemeinschaften und Klöster, Bibliotheken, Scriptorien und eine Domschule entstanden. Bischof Arbeo von Freising (723–784), der als erster Schriftsteller deutscher Herkunft gilt, wird als Verfasser des Codex Abrogans genannt, eines lateinisch-althochdeutschen Glossars, dessen in St. Gallen aufbewahrte Abschrift als das älteste erhaltene deutsche Buch gilt.

### Domstadt und Gelehrtenberg im Hochmittelalter

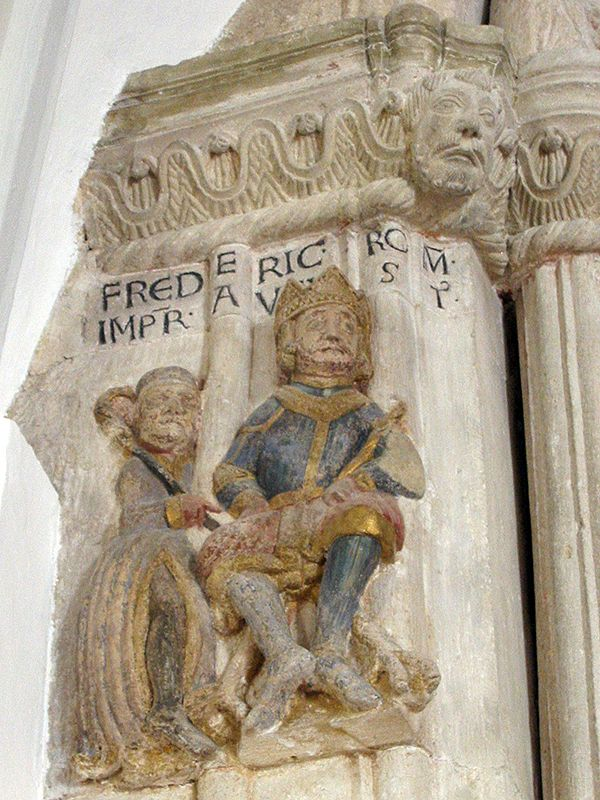
Reliefdarstellung Kaiser Friedrichs I. Barbarossa im Freisinger Dom

Um 860 ließ Bischof Anno eine neue dreischiffige Domkirche am Ort der ehemaligen Marienkapelle, der ältesten Marienkirche der Diözese, erbauen. Vor der Bischofserhebung von Bischof Waldo (884), Kanzler von König Karl III., mischte sich der König erstmals in die Besetzung des Freisinger Stuhls ein. In den folgenden 250 Jahren entschieden ostfränkische Könige, wer Bischof von Freising wurde. Die Freisinger Bischöfe dieser Zeit standen oft als Kanzler, Notare oder königliche Gesandte im Dienst des jeweiligen Herrschers. Überhaupt genossen Freisinger Bischöfe und die Freisinger Domschule ein hohes Ansehen bei den Königen und Kaisern jener Zeit. Ludwig der Deutsche und Ludwig das Kind waren Schüler der Freisinger Domschule, Kaiser Heinrich der Heilige wurde von Bischof Abraham in die Wissenschaft eingeführt und Kaiser Konrad II. übergab seinen erstgeborenen Sohn zur Erziehung in die Obhut von Bischof Egilbert.
903 brannte der Dom zum ersten Mal, die Schäden waren jedoch bis 906 wieder behoben. 955 wurde die Stadt von den einfallenden Ungarn geplündert, allerdings blieb der Domberg auf wundersame Weise davon verschont. In späteren Jahren wurde dies auf die Gebete und „Nebelwunder“ des damaligen Bischofs Lantbert zurückgeführt. Er ist neben dem Bistumsgründer der einzige Heilige, der auch Bischof von Freising war.
Das inzwischen am Fuße des Domberges entstandene Freisinger Bürgertum konnte sich im Gegensatz zu Augsburg und Regensburg nicht aus der bischöflichen Herrschaft befreien. Freising blieb deshalb über Jahrhunderte ein vom Domberg dominierter Ort, der im Mittelalter als mons doctus (Gelehrtenberg) bekannt und zum kulturellen, künstlerischen und religiösen Zentrum Altbayerns wurde. Viele Orte in Oberbayern sind aus diesem Grund in Freisinger Traditionsbüchern erstmals erwähnt. Mittelalterliche Schreibkunst und Buchmalerei erreichten eine frühe Blütezeit in Freising. So entstanden beispielsweise zwischen 972 und 1039 die Freisinger Denkmäler, drei Texte in slowenischer Sprache, die ältesten Zeugnisse der slowenischen Sprache und einer in lateinischer Schrift geschriebenen slawischen Sprache, beruhend auf der Schenkung von Ländereien und des Ortes Škofja Loka (Bischoflack) in Slowenien durch Kaiser Otto II. an Bischof Abraham von Freising im Jahr 973.
Auch der Musikinstrumentenbau und die frühe Kirchenmusik hatten in Freising eine besondere Qualität erreicht. So wandte sich bereits im Jahr 873 Papst Johannes VIII. an Bischof Anno, einen Orgelbauer und Organisten nach Rom zu senden. Das älteste deutsche Kirchenlied Petrusleich wurde im 10. Jahrhundert in Freising gedichtet und das Dreikönigsspiel (auch als Freisinger Magierspiel bekannt), das erste bekannte (weil textlich erhaltene) lateinische Weihnachtsspiel, wurde um 1080 im Chor des Freisinger Doms uraufgeführt.
Im Bayerischen Staatsarchiv in München wird die Urkunde aufbewahrt, mit der Kaiser Otto III. Freising im Jahr 996 das Markt-, Münz- und Zollrecht verlieh. In dieser Urkunde wird auch eine Schenkung des Kaisers an den Bischof Gottschalk von Freising von etwas Land in der Gegend von Neuhofen an der Ybbs regione vulgari vocabulo Ostarrichi (‚in der gewöhnlich Ostarrîchi genannten Region‘) erwähnt. Dies gilt als die erste urkundliche Nennung von Österreich.
Seit 1040 befindet sich am Berg Weihenstephan die älteste noch existierende Brauerei der Welt.

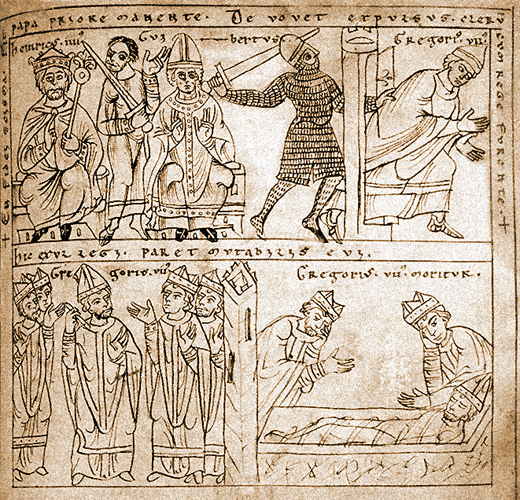
Abbildung aus der Weltchronik des Otto von Freising (zwölftes Jahrhundert)

Bischof Otto von Freising (1112–1158) aus dem Haus der Babenberger und Abt im Zisterzienserkloster Morimond war einer der bedeutendsten Geschichtsschreiber des Mittelalters. Um 1140 gründete er am Stadtrand das Prämonstratenser-Kloster Neustift. 1143 verfasste er seine berühmte Weltchronik Chronica sive Historia de duabus civitatibus (Chronik oder die Geschichte der zwei Reiche), worin er in sieben Bänden die Weltgeschichte und im achten Band seine Vision des Jüngsten Gerichts darstellte. Bischof Otto war auch der Chronist Kaiser Friedrichs I. (Die Taten Friedrichs, oder richtiger deren Chronica).
Im Jahr 1158 ließ der bayerische Herzog Heinrich der Löwe die zu Freising gehörende Zollbrücke bei Föhring abbrennen, um die Salzstraße durch sein Besitztum apud Munichen, einer Niederlassung von Mönchen aus dem Kloster Tegernsee auf dem heutigen Petersbergl, zu führen und damit Geld zu verdienen. Der Bischof reagierte mit einer Klage beim Kaiser. Im Augsburger Schiedsspruch (auch Augsburger Schied genannt) vom 14. Juni 1158 entschied Kaiser Friedrich I. Barbarossa den Streit um die Isarbrücken, obwohl Bischof Otto von Freising sein Onkel war, zugunsten Heinrichs des Löwen. Das geschah aus Gründen der Staatsräson, da der Kaiser zu diesem Zeitpunkt auf den Welfenherzog angewiesen war und eine Auseinandersetzung mit dem mächtigsten Reichsfürsten scheute. München wurde das Markt- und Münzrecht bestätigt, es musste jedoch ein Drittel der Einnahmen daraus an Freising abführen. Diese Zahlungen erfolgten bis 1803 an das Hochstift Freising und anschließend bis 1852 an das Königreich Bayern. Der 14. Juni 1158 ist auch der offizielle Stadtgründungstag Münchens, mit dem der Aufstieg Münchens zur späteren Metropole begann. Nach der Verbannung Heinrichs wurde München im Regensburger Schied von 1180 dem Bischof von Freising zugesprochen, bevor es 1240 in den Besitz der neu mit dem Herzogtum Bayern belehnten Wittelsbacher kam und 1255 deren Residenz wurde.
1159 wurde anstelle des Vorgängerbaus, der im selben Jahr einem Brand zum Opfer fiel, mit dem Bau des fünfschiffigen romanischen Doms begonnen. Die Gründe für den verheerenden Stadt- und Dombrand vom 5. April 1159 liegen im Dunklen. Sie standen aber im engen zeitlichen Zusammenhang mit der Auseinandersetzung des Freisinger Bischofs mit Heinrich dem Löwen. Beim zügigen Wiederaufbau (bis 1205) traten Kaiser Barbarossa und seine Gemahlin Beatrix von Burgund als Stifter in Erscheinung. Am inneren romanischen Domportal wurde das Stifterpaar mit Reliefstatuen verewigt. Der Bau selbst war der erste Ziegelbau nördlich der Alpen seit dem Untergang des Römischen Reiches. Bischof Albert I. von Harthausen leitete den Wiederaufbau der in der Folgezeit zwar öfter veränderten, aber im Kern auf ihn zurückgehenden mächtigen Pfeilerbasilika mit zwei Westtürmen und Hallenkrypta. Die berühmte Bestiensäule (um 1160) in der Krypta ist die einzige ihrer Art in Deutschland.

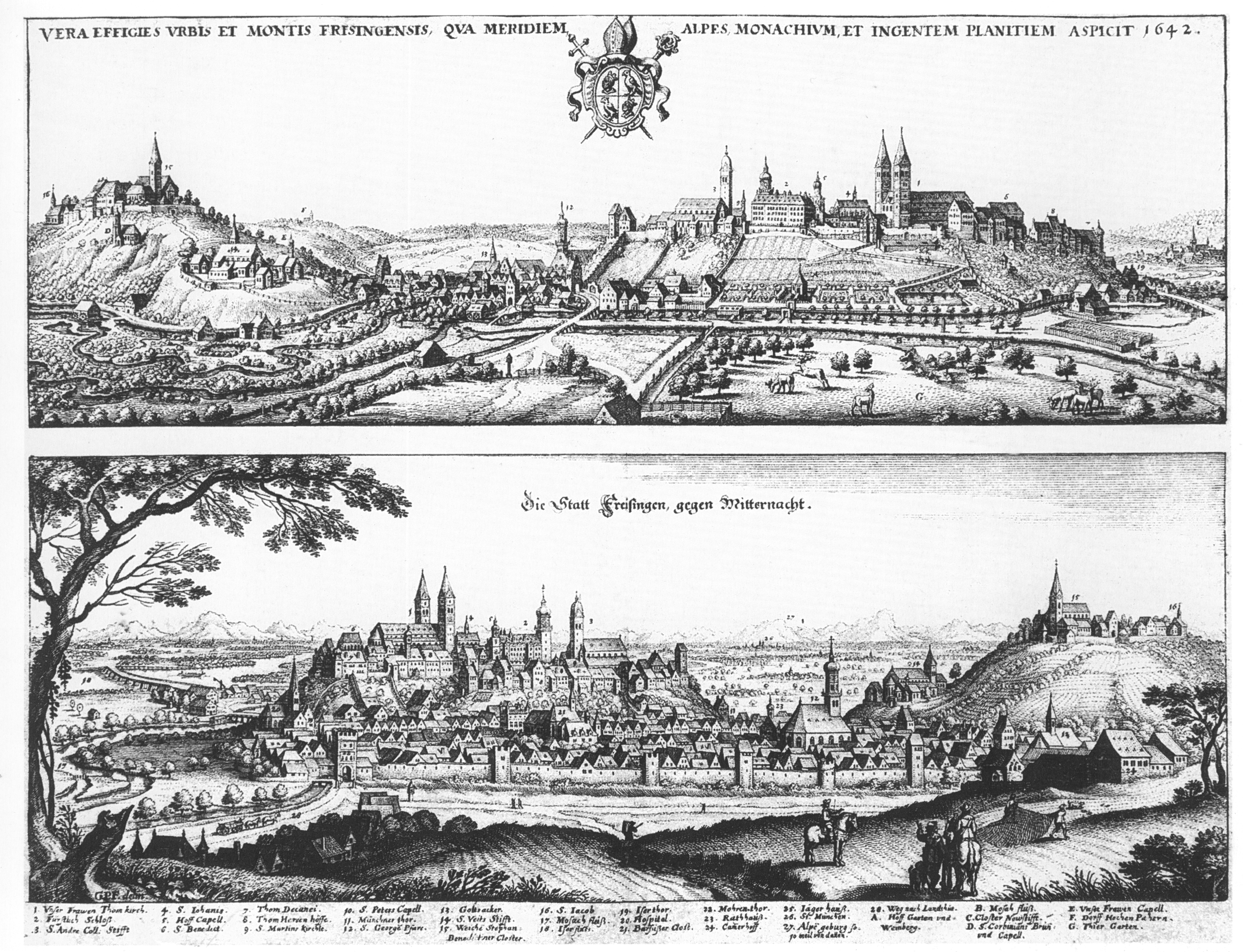
Kupferstich in der Topographia Germaniae des Matthaeus Merian, 1642

### Hochstift

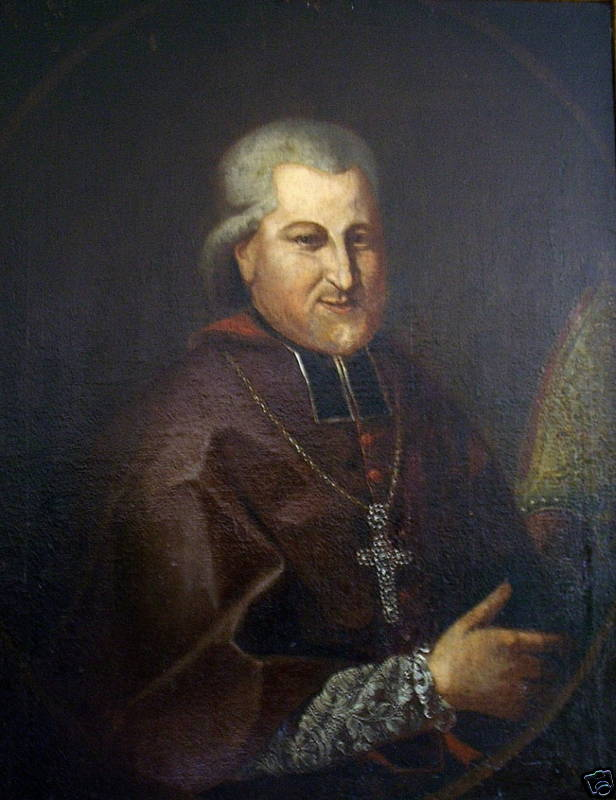
Joseph Konrad von Schroffenberg-Mös, der letzte Fürstbischof von Freising

Im Spätmittelalter entwickelte sich Freising zu einer größeren Stadt, deren Fürstbischöfe (Hochstift seit 1294) sich vor allem um den Kulturbesitz ihrer Residenzstadt verdient machten. Ein weiterer wichtiger Schritt war 1359 die Verleihung der Stadtrechte durch Bischof Albert. Die Herzöge von Bayern aus dem Geschlecht der Wittelsbacher sahen das Hochstift Freising mit seinen Grafschaften und Besitzungen (Garmisch-Partenkirchen, Mittenwald, Ismaning, Burgrain und Isen) allerdings stets als Dorn im bayerischen Herzogtum. Sie versuchten, Mitglieder der eigenen Familie auf den Freisinger Bischofsstuhl zu platzieren, was ihnen ab dem 15. Jahrhundert auch wiederholt gelang.

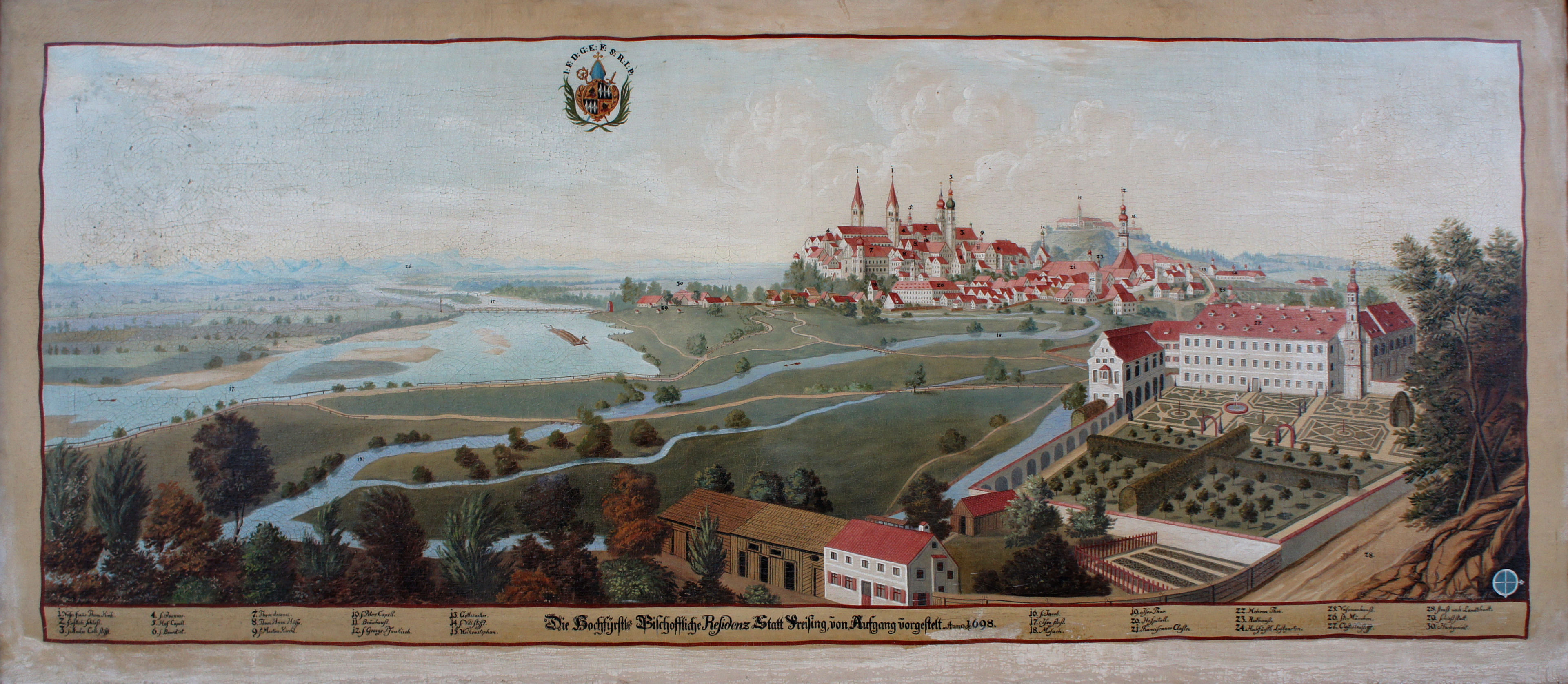
Freising 1698 von Osten auf einem Gemälde im Fürstengang der bischöflichen Residenz

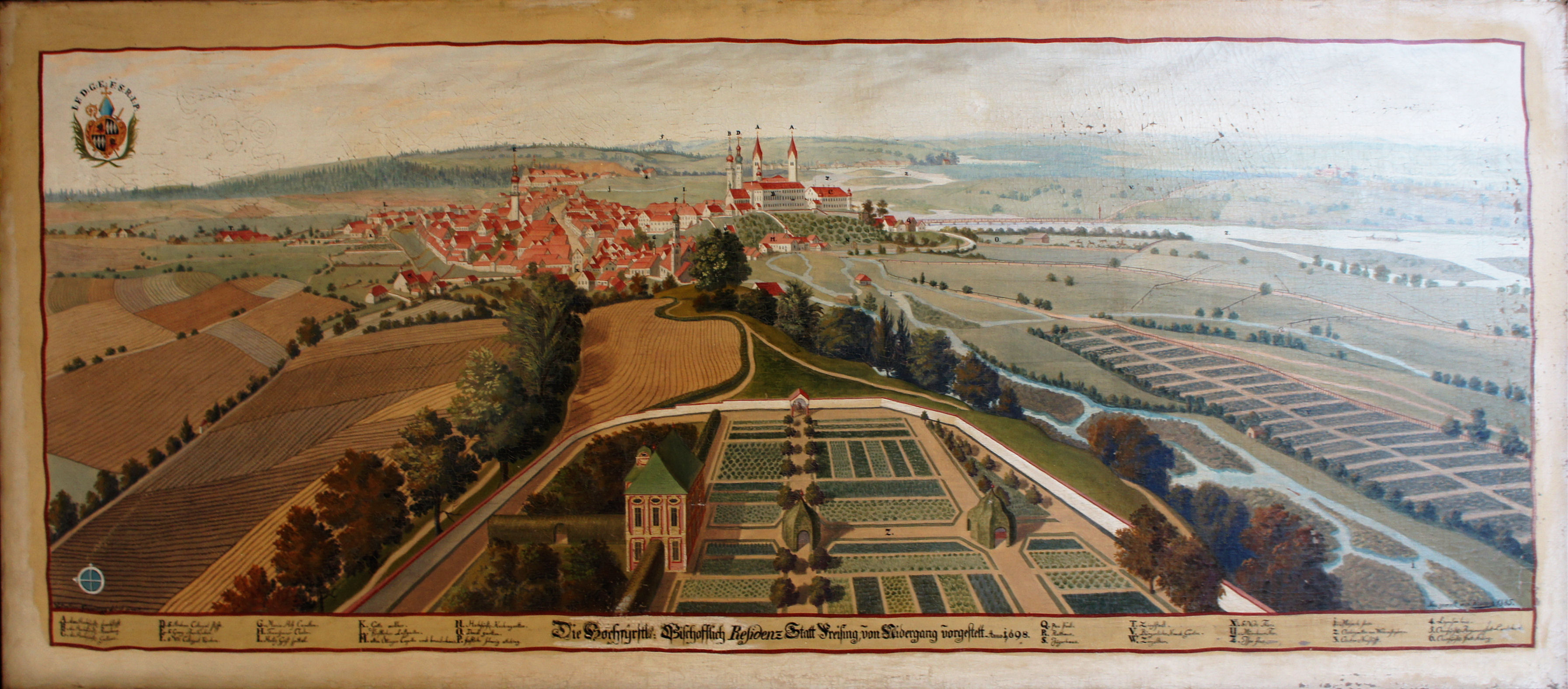
Freising 1698 von Westen

Bischof Veit Adam von Gepeckh (1618–1651) ließ den Dom weitreichend umgestalten und die fürstbischöfliche Residenz errichten. Bei Peter Paul Rubens gab er das große Hochaltarbild des Doms Das Apokalyptische Weib in Auftrag. Er führte Freising durch die schwere Zeit des Dreißigjährigen Krieges. 1632 kam der schwedische König Gustav Adolf auf seinem Weg nach München durch Freising, forderte 30.000 Gulden und brandschatzte die Stadt dennoch. Hunger und Pest wüteten, als die Schweden 1646 abermals in die Stadt einfielen. Der Nachfolger des Bischofs, Albrecht Sigismund von Bayern, stiftete 1674 als Zeichen der überwundenen Pest die Mariensäule, die dem zentralen Platz in der Altstadt seinen Namen gibt. Er ließ das äußere Domportal errichten und außerhalb der Stadtbefestigung einen Hofgarten anlegen.
Eine kulturelle Blütezeit erlebte Freising unter Bischof Johann Franz Eckher von Kapfing und Liechteneck (1696–1727). Dem Dom stiftete er die Maximilianskapelle, in der Annahme, der Heilige Maximilian hätte schon vor 1.500 Jahren von Freising aus die Bayern christianisiert. Auf Bischof Eckher geht auch der Fürstengang zurück, eine Bildergalerie aller Freisinger Bischöfe und Ansichten der Freisinger Ländereien. 1697 gründete er die erste Freisinger Hochschule, das Lyzeum am Marienplatz, und ließ den barocken Turm der Stadtpfarrkirche St. Georg erbauen. Zum tausendjährigen Bistumsjubiläum (1724) betraute er die Brüder Asam mit einer umfassenden Renovierung der Bischofskirche. Außerdem beauftragte er den Benediktinerpater Karl Meichelbeck, eine neue Chronik zu verfassen. Das zweibändige Geschichtswerk Historia Frisingensis gilt als erstes quellenkritisches Geschichtswerk im deutschen Raum und führte die lange Tradition Freisinger Geschichtsschreibung fort. Ein dunkles Kapitel dieser Zeit waren die Kinderhexenprozesse in Freising ab 1715, bei denen mehrere Kinder hingerichtet wurden, darunter die Bettelbuben Andre und Veit Adlwart.

### Säkularisation
Die Säkularisation im Jahr 1802/03 bedeutete die Aufhebung des über tausendjährigen Hochstifts Freising und damit das Ende der geistlichen Herrschaft der Freisinger Fürstbischöfe. Am 23. August 1802 wurde die Stadt militärisch besetzt. Ab 27. November 1802 verwaltete der Zivilbesitzergreifungskommissär Freiherr Johann Adam von Aretin die Stadt. Er veranlasste die Auflösung des Hochstifts, die Übernahme der Güter und entließ die Dom- und Stiftskollegien mit ihrem Hofstaat aus den Ämtern. Die ehemalige Residenzstadt wurde in das Kurfürstentum Bayern einverleibt. Der Sitz des neu gegründeten Erzbistums München und Freising wurde 1821 nach München verlegt. Der Säkularisation fielen auch alle Klöster und viele Kirchen der Stadt zum Opfer. Entweder wurden sie geplündert und abgebrochen oder profaniert und anderen Verwendungen zugeführt. Die Stiftskirchen und Klöster von St. Andreas auf dem Domberg und St. Veit auf einem weiteren Hügel zwischen Weihenstephaner Berg und Domberg wurden vollständig, Kloster Weihenstephan größtenteils zerstört. Selbst die Domkirche und ihre frühgotischen Nebenkirchen (Johannis- und Benediktuskirche) sollten abgerissen werden. Dies verhinderte jedoch der französische General Duverdien, der das Gotteshaus als Festsaal für die Geburtstagsfeier Napoleon Bonapartes benutzen wollte. Besonders schwerwiegend war dagegen der Verlust der Asamkapelle St. Korbinian über einer ehemals als Wallfahrtsort bekannten Quelle (Korbiniansbrünnlein) auf dem Weihenstephaner Berg. Die Ruine ist die einzige erhaltene Kirchenruine aus der Säkularisation in Bayern.
Die Gebäude des Prämonstratenserklosters Neustift (die Eingemeindung des Ortsteils erfolgte 1905) präsentieren sich als Juwel des bayerischen Rokoko und beherbergen das Freisinger Landratsamt. Die 1020 gegründete Benediktinerabtei Weihenstephan blieb als Brauerei und landwirtschaftlicher Musterbetrieb erhalten und ist Sitz der Hochschule Weihenstephan-Triesdorf und des Wissenschaftszentrums Weihenstephan für Ernährung, Landnutzung und Umwelt der Technischen Universität München.
Die Säkularisation traf die Residenzstadt des ehemaligen Hochstifts sehr hart und stellte nicht nur ihre Stadttradition, sondern ihre Existenz schlechthin in Frage. Man beklagte den Verlust vieler Kirchengüter; durch den Wegfall der bischöflichen Herrschaft und des zu versorgenden Klerus von sieben Klöstern war ein Großteil der Freisinger Bevölkerung plötzlich arbeits- und brotlos. Es dauerte über ein Jahrzehnt, bis sich die Stadt von diesem Schlag erholte. Selbst das seit dem Mittelalter reiche Freisinger Zunftleben mit seltenen Handwerksberufen wie Instrumentenbauer und Goldschmied kam fast zum Erliegen.

### Freising im Königreich Bayern
Zwischen 1817 und 1819 wurde der Nierenbach, eine Abzweigung der Stadtmoosach, in der Hauptstraße und der Heiliggeistgasse überwölbt.
Anlässlich der Jubelfeiern zur 25-jährigen Regentschaft des bayerischen Königs Maximilian Joseph wurde 1824 in Freising der Königsstein aufgestellt. Der Königsstein stand zuerst im Schulgarten nahe dem Heiliggeistspital und wurde 1853 auf den Fürstendamm versetzt.
1834 wurde das Lyzeum als Theologische Hochschule wieder eingerichtet, aus der sich 1923 die bis 1969 bestehende Philosophisch-theologische Hochschule Freising entwickelt. Sie knüpfte an das erste Lyzeum von 1697 bis 1803 an. Heute ist in den Gebäuden die Dombibliothek untergebracht, die mit über 322.000 Bänden zu den größten kirchlichen Bibliotheken Deutschlands zählt.
1858 gab die AG der Bayerischen Ostbahnen die erste Eisenbahnstrecke von München über Freising und Landshut nach Regensburg für den Personen- und Güterverkehr frei. Der Bahnhof wurde südlich der Stadt errichtet; die Strecke außerhalb der Innenstadt zwischen Isar und Domberg geführt. Wegen des erhöhten Verkehrsaufkommens und der zu niedrigen Durchfahrtshöhen wurden im 19. Jahrhundert alle mittelalterlichen Stadttore abgetragen. Von der Freisinger Stadtbefestigung stehen nur noch der Bürgerturm, in dem sich ein Museum befindet, und der Karlsturm. Erhalten blieben dagegen die Tore an den Auffahrten zum Domberg.
Auf dem Gelände der Dechantei von St. Andreas auf dem Domberg wurde zwischen 1868 und 1870 ein von Matthias Berger entworfenes Gebäude für das Erzbischöfliche Knabenseminar gebaut, in dem sich heute das Diözesanmuseum Freising befindet.
Da die Garnison in Neustift (im ehemaligen Kloster Neustift) nach Freising verlegt werden sollte, begannen am 7. Dezember 1904 die Bauarbeiten für die Prinz-Arnulf-Kaserne (später Vimy-Kaserne). Die Gemeinde Neustift verlor damit einen wichtigen Wirtschaftsfaktor, deshalb beantragte sie als Entschädigung die Eingemeindung nach Freising, die am 1. Januar 1905 vollzogen wurde.
Am Domberg erhielt zwischen 1900 und 1902 die als Priesterseminar genutzte Residenz einen Anbau. Architekt des Gebäudes auf dem Gelände der früheren Kirche St. Andreas war Gabriel von Seidl. In den Jahren 1904/05 wurde am Marienplatz das neue Freisinger Rathaus errichtet, das der Münchner Architekt Günther Blumentritt geplant hatte. 1908 wurde der überwölbte Nierenbach in der Innenstadt beim Bau von Abwasserkanälen trockengelegt.
Während des Ersten Weltkrieges war, wie in ganz Deutschland, vor allem die sich verschlechternde Versorgungslage ein Problem für die Bevölkerung.

### Revolution, Weimarer Republik und Nationalsozialismus

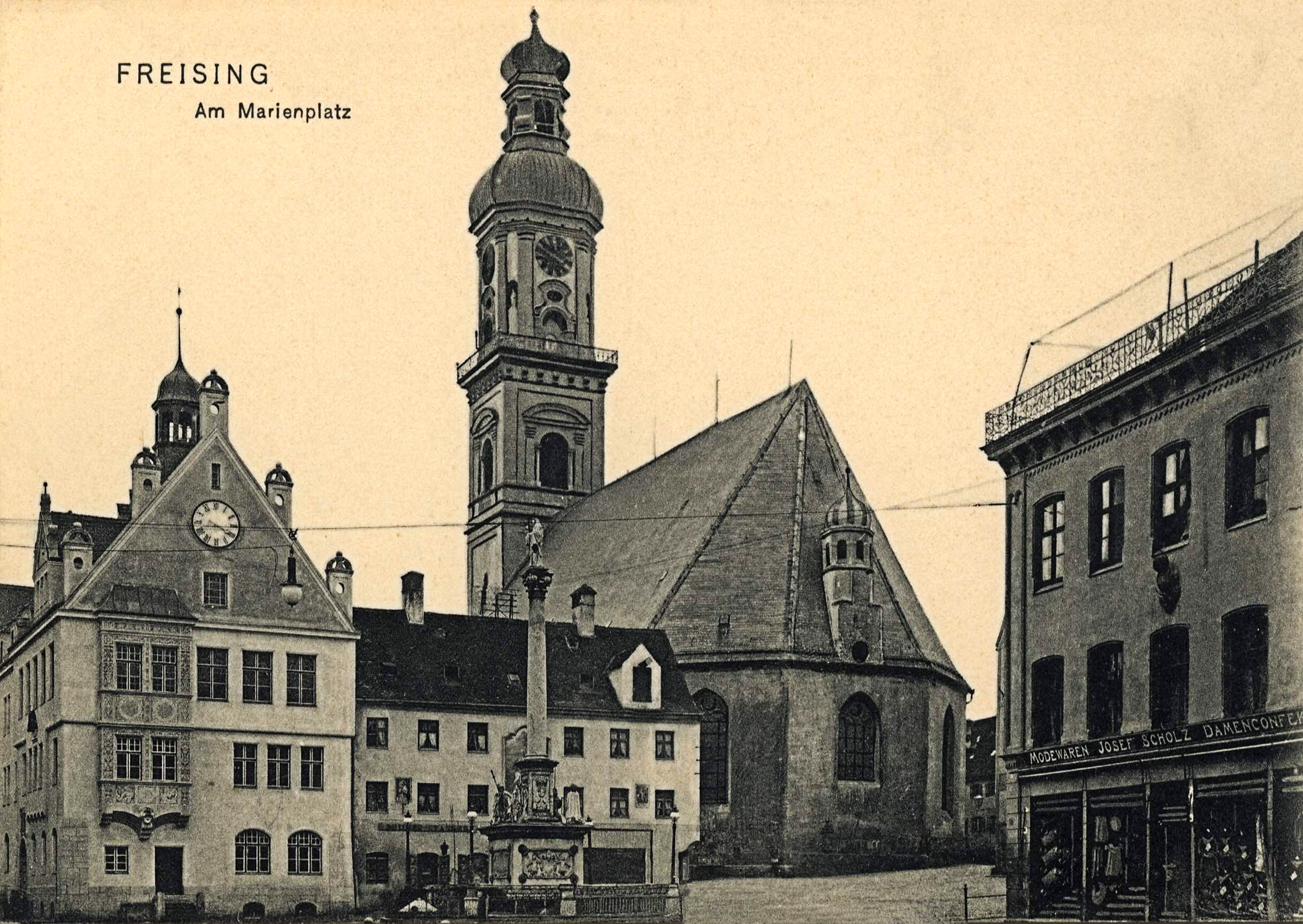
Freisinger Marienplatz um 1900

1918 wurde mit der Novemberrevolution in Bayern die Monarchie abgeschafft, und Kurt Eisner rief die Republik aus. Auch in Freising wurde ein Arbeiter-, Soldaten- und Bauernrat gegründet. Die kommunale Verwaltung um Bürgermeister Stephan Bierner blieb jedoch im Amt und arbeitete weiter. Aus der Landtagswahl am 20. Januar 1919 gingen die Bayerische Volkspartei und die SPD in Freising mit 48 bzw. 39 Prozent als klare Sieger hervor. Im Kabinett von Kurt Eisner war mit Hans Unterleitner als Sozialminister ein gebürtiger Freisinger vertreten.
Wenige Tage nach der Ermordung von Eisner wurde am 7. April 1919 in Freising wie in München die Räterepublik ausgerufen. Gegenüber der kommunistischen Räterepublik einige Tage danach verhielt sich Freising neutral, wenn auch die Freisinger Garnison vermutlich auf deren Seite gestanden hatte. Am 26. April 1919 rückten die Truppen der Regierung im Bamberger Exil, von Regensburg kommend, nach Freising ein, gegen die es keinen Widerstand gab. Die Stadt bekannte sich zur parlamentarischen Regierung, erklärte jedoch, die Anhänger der Räterepublik unter ihren Bürgern zu schützen und sie nicht zu verraten. Am 30. April zogen die Truppen weiter nach München und schlugen in den folgenden Tagen die Herrschaft der Räte gewaltsam nieder.
Am 7. September 1922 wurde die Freisinger NSDAP-Ortsgruppe gegründet. 1924 feierte Freising eine Woche lang das 1.200-jährige Bestehen des Bistums. Zu Gottesdiensten, Vorträgen und Prozessionen kamen etwa 50.000 Besucher. 1925 wurde die Bahnstrecke München–Landshut elektrifiziert, am 14. September 1930 das Missionsseminar der Pallottiner eröffnet und die dazugehörige Pallottinerkirche St. Johannes der Täufer im Norden der Stadt geweiht.
1933 trat Oberbürgermeister Stephan Bierner nach über 30-jähriger Amtszeit zurück. Der Sonderkommissar für Stadt und Bezirk Freising Hans Lechner und der NSDAP-Ortsgruppenleiter Georg Preiser hatten seinen Rücktritt gefordert. Der Bürgermeister bestritt allerdings in einer Rede, dass er zum Rücktritt gezwungen wurde. Er sei zwar kein Nationalsozialist, aber von jeher ein national und deutsch gesinnter Mann gewesen. Sein kommissarischer Nachfolger war der Regierungsbaurat Gottlieb Schwemmer, später wurde Karl Lederer eingesetzt. Am 1. April 1937 kamen Gebietsteile der Gemeinde Vötting zur Stadt, die am 22. Mai 1940 in den Landkreis Freising eingegliedert wurde.

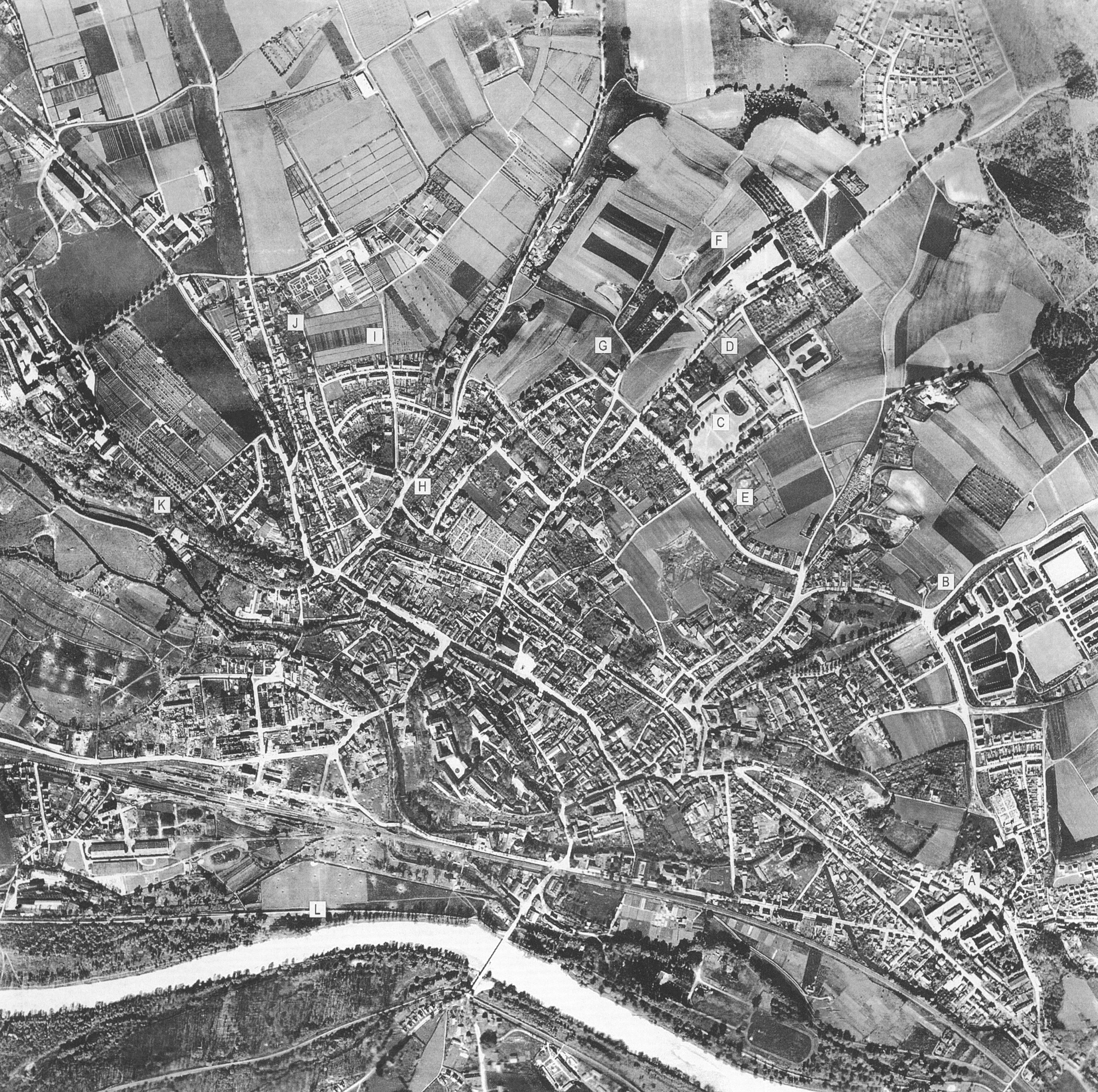
Luftaufnahme vom 25. April 1945. Zu erkennen sind die General-von-Stein-Kaserne (B), die Vimy-Kaserne (C) und die Ersatz-Kaserne (F). Deutlich zu sehen sind die Schäden des Luftangriffs vom 18. April im Bahnhofsgebiet.

Zusätzlich zur Vimy-Kaserne wurden in den 1930er Jahren zwei weitere Kasernen in Freising erbaut. Zwischen 1933 und 1936 entstand an der Haindlfinger Straße die sogenannte Ersatz-Kaserne (E-Kaserne), die zuerst noch als SA-Sportschule getarnt wurde, und 1936/37 die General-von-Stein-Kaserne am Mainburger Berg.
In der Reichspogromnacht gab es 1938 auch in Freising Ausschreitungen. Eine etwa 3.000 Personen umfassende Menschenmenge zog durch die Innenstadt und forderte die jüdischen Einwohner auf, die Stadt zu verlassen. Die Tochter eines Kaufhausbesitzers wurde, nachdem sie auf die Straße gekommen war, zum Anschauen herumgeführt und anschließend wie ihr Vater in Schutzhaft genommen. Ein weiteres Opfer der Ausschreitungen war der Anwalt und spätere Oberbürgermeister der Stadt Max Lehner. Obwohl er kein Jude war, wurde er verprügelt und mit einem Schild mit der Aufschrift Juda verrecke durch die Stadt getrieben. Man warf ihm vor, „judenhörig“ zu sein und Juden vor Gericht zu vertreten. Von den 16 Freisinger Juden des Jahres 1933 lebten 1945 nur noch drei.
Bis kurz vor Kriegsende war die Stadt nicht direkt vom Krieg betroffen. Sie galt, da kaum kriegswichtige Industrie vorhanden war und auf dem Domberg ein Lazarett für ausländische Offiziere lag, bei Bevölkerung und Behörden als sicher vor Bombenangriffen. Der einzige schwere Fliegerangriff auf Freising fand am 18. April 1945 statt und forderte 224 Todesopfer. Ziel des Angriffs mit 61 Boeing B-17 war der Bahnhof. Das Gebiet um den Bahnhof mit den Fabriken von Steinecker und Schlüter war so am stärksten betroffen. Dabei wurde auch die Christi-Himmelfahrts-Kirche zerstört; das Gebiet am Wörth und die Gegend um die Kochbäckergasse wurden stärker getroffen. Auch eine kleine Kapelle am Dombergsüdhang und ein Gebäude auf dem Domberg wurden zerstört. Die Opfer wurden in Massengräbern auf dem Friedhof in Neustift begraben.
Am 29. April 1945 näherten sich amerikanische Truppen der Stadt. Am frühen Nachmittag wurde sie von Artillerie beschossen. Betroffen war vor allem der nördliche Teil der Stadt. Einige Geschäftsleute, darunter der Hotelier Dettenhofer (Hotel Bayerischer Hof), versuchten, den Stadtkommandanten zur Aufgabe zu überreden. Am Kirchturm der Stadtpfarrkirche St. Georg hatten sie die weiße Fahne gehisst, die wieder eingeholt werden musste. Auch ein zweiter Versuch Dettenhofers, den Kommandanten in dessen Gefechtsstand zur Aufgabe zu bringen, brachte keinen Erfolg, weil dieser die SS in der Stadt fürchtete. Da die amerikanischen Truppen mittlerweile den Stadtrand erreicht hatten, begab sich Dettenhofer mit dem Bürgermeister und dem Pfarrer von St. Georg zu ihnen. Sie erreichten eine Feuereinstellung, um Verhandlungen zur Übergabe der Stadt führen zu können. Ein amerikanischer Offizier begleitete sie zurück zum Kommandostand. Die SS war inzwischen abgezogen, und der Kommandant stimmte einer Übergabe der Stadt zu. Am selben Tag gegen 18 Uhr wurde die Korbinianbrücke über die Isar von der SS gesprengt, um den amerikanischen Vormarsch zu behindern. Schon am nächsten Tag wurde eine Pontonbrücke errichtet, die jedoch bis auf wenige Ausnahmen vorerst nur vom Militär benutzt werden durfte. Innerhalb von fünf Tagen wurde bei der gesprengten Brücke ein Fußgängersteg aus Holz und bis zum 2. Juni eine für schwerere Fahrzeuge befahrbare Brücke von Freisinger Firmen gebaut. Die Korbiniansbrücke wurde in etwas veränderter Form bis 1948 wieder errichtet.

### Zeitgeschichte
Als provisorischer Bürgermeister wurde am 30. April der Polizeikommissar Rasch eingesetzt. Schon am 2. Mai löste ihn Emil Berg in diesem Amt ab. Am 8. März 1946 wurde die Stadt wieder aus dem Kreis Freising herausgenommen und erhielt ihre Kreisunmittelbarkeit zurück. Am 26. Mai 1946 fanden die ersten Gemeindewahlen statt, aus der die CSU als Sieger hervorging. Der Stadtrat wählte Karl Wiebel zum neuen Oberbürgermeister. (→ Politik in Freising) Am 15. Januar 1952 verließ der letzte Resident-Officer die Stadt. Damit zogen sich die Amerikaner aus der Politik der Stadt Freising zurück.
1956 wurde der lange geplante Straßendurchbruch vom Johannisplatz zum Bahnhof begonnen und es entstand die heutige Johannisstraße.
Anfang 1957 kamen die ersten 300 Bundeswehr-Soldaten nach Freising als Teil der Transport-Kompanie des Luftwaffenversorgungsregiments Erding I und wurden vorerst in der Artilleriekaserne (General-von-Stein-Kaserne) untergebracht, in der zu dieser Zeit auch noch amerikanische Truppen untergebracht waren. Am 18. Juli ging die Kaserne in deutsche Hände über. 1966 wurde die letzte der drei Freisinger Kasernen von den Amerikanern der Bundeswehr übergeben und nach 21 Jahren verließen die letzten amerikanischen Truppenteile Freising.
1959 wurden Gas-, Wasser- und Stromversorgung der Stadt unter dem Dach der neu gegründeten Stadtwerke Freising vereinigt. Am 8. September des Jahres wurde eine neue Kläranlage in Betrieb genommen und am 30. September 1965 wurde das Freisinger Gefängnis in der Fischergasse geschlossen.
1967 leitete die Staatsregierung für den Hofoldinger Forst und auch für das Erdinger Moos vor den Toren der Stadt Freising das Raumordnungsverfahren für den neuen Münchner Flughafen ein. Am 6. August 1969 fiel die Entscheidung für den Standort Erdinger Moos, was zu heftigen Protesten führte.
1969 wurde die Philosophisch-theologische Hochschule Freising geschlossen und am 1. August 1971 die Fachhochschule Weihenstephan gegründet.
Am 1. Juli 1972 wurde die Stadt mit der Gebietsreform in Bayern wieder ein Teil des Landkreises. Zum gleichen Zeitpunkt wurden die Gemeinden Haindlfing, Itzling (teilweise), Sünzhausen und Tüntenhausen und am 1. Mai 1978 die Gemeinden Pulling und Attaching in die Stadt Freising eingemeindet.
Um den steigenden Verkehr zu bewältigen und die Innenstadt zu entlasten, wurde 1974 die sogenannte Hochtrasse eröffnet. Diese neue Straßenführung überquert die Bahnlinie und die Moosach. Am 11. September des folgenden Jahres wurde die an die Hochtrasse anschließende neue Isarbrücke mit dem Namen Luitpoldbrücke für den Verkehr freigegeben. Das Bauwerk verbindet die nördlichen und südlichen Stadtteile miteinander. Bis dahin lief der Verkehr durch die Innenstadt über einen Bahnübergang mit Schranke und über die enge Korbinianbrücke. Seit dem 26. Mai 1972 verkehrt die S-Bahn von Freising nach München. 1972 wurde die Turnhalle in der Luitpoldanlage eröffnet. Zwischen 1975 und 1980 erhielt das Dom-Gymnasium ein neues Gebäude auf dem Domberg. Dazu wurden das Phillipsschloss umgebaut und zwei Domherrenhöfe durch Neubauten ersetzt.
Aufsehen erregte in Freising 1976 der Entführungsfall Richard Oetker. Der Industriellensohn wurde am 14. Dezember auf dem Parkplatz der Technischen Universität München in Weihenstephan entführt. Zwei Tage später und nach Zahlung von 21 Millionen DM Lösegeld wurde er in der Umgebung freigelassen.
1989 feierte Freising das Jubiläum 1.250 Jahre Geistliche Stadt und 1996 1.000 Jahre Marktrecht Freising.
Zwischen 1988 und 1995 wurde das zwischen zwei Moosacharmen direkt an der Altstadt liegende Gebiet am Wörth grundlegend umgestaltet. Auf den durch Verlegung der Stadtgärtnerei freigewordenen Flächen und einem Parkplatz wurden Neubauten und ein Parkhaus errichtet.

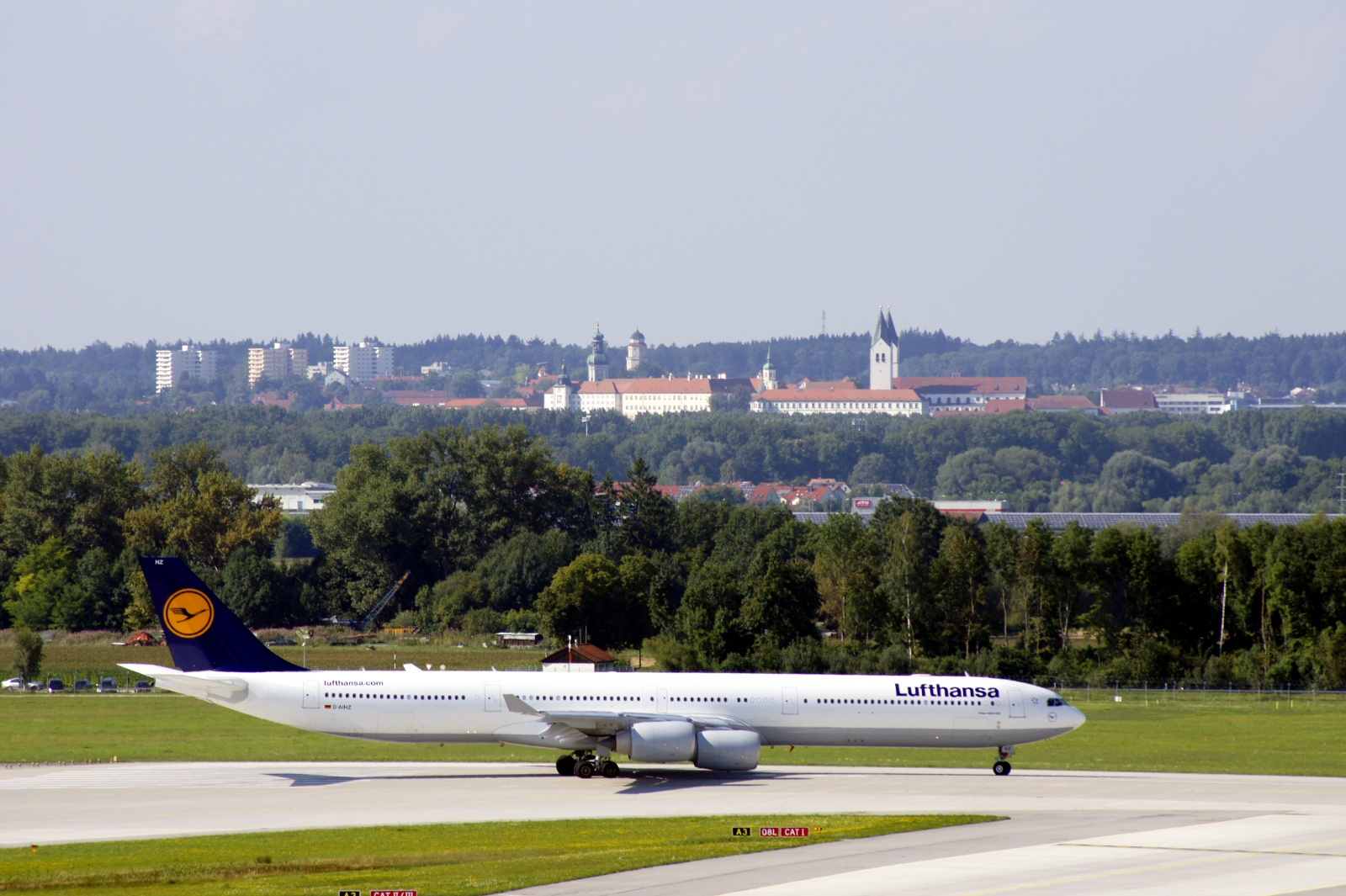
Der Flughafen München liegt seit 1992 vor den Toren der Stadt.

Große städtebauliche Veränderungen und einen massiven Zuwachs an Einwohnern hatte Freising seit dem Bau des Flughafens München im Jahr 1980 und dessen Eröffnung 1992. Der zum Teil auf der Gemarkung der Großen Kreisstadt liegende Flughafen ist nur 5 km vom Zentrum der Stadt und 3 km vom Stadtteil Lerchenfeld entfernt. Der geplante Bau der 3. Start- und Landebahn, die den Flughafen noch näher an Freising heranführen würde, wird in Freising sehr kritisch gesehen. Der Freisinger Ortsteil Attaching wäre davon stark betroffen, da er in niedriger Höhe überflogen werden würde.
1993 schloss der Traktorenhersteller Schlüter sein Werk. Dieses war mehr als 15 Jahre Industrieruine am westlichen Stadtrand und wurde 2009 als Einkaufszentrum umgebaut.
Beim Amoklauf von Eching und Freising eines ehemaligen Schülers an der Wirtschaftsschule am 19. Februar 2002 (kurze Zeit vor dem Amoklauf von Erfurt) starb der Schulleiter; seine Frau und ein Religionslehrer wurden angeschossen. Zwei weitere Menschen wurden in der nahegelegenen Gemeinde Eching erschossen.
Nach etwas mehr als 200 Jahren verließen 2004 die letzten Soldaten die Garnisonsstadt Freising. Als letzte wurde die General-von-Stein-Kaserne aufgelöst. Alle drei Kasernengelände wurden oder werden als Wohngebiete umgewidmet, wobei Teile der Bebauung erhalten bleiben.

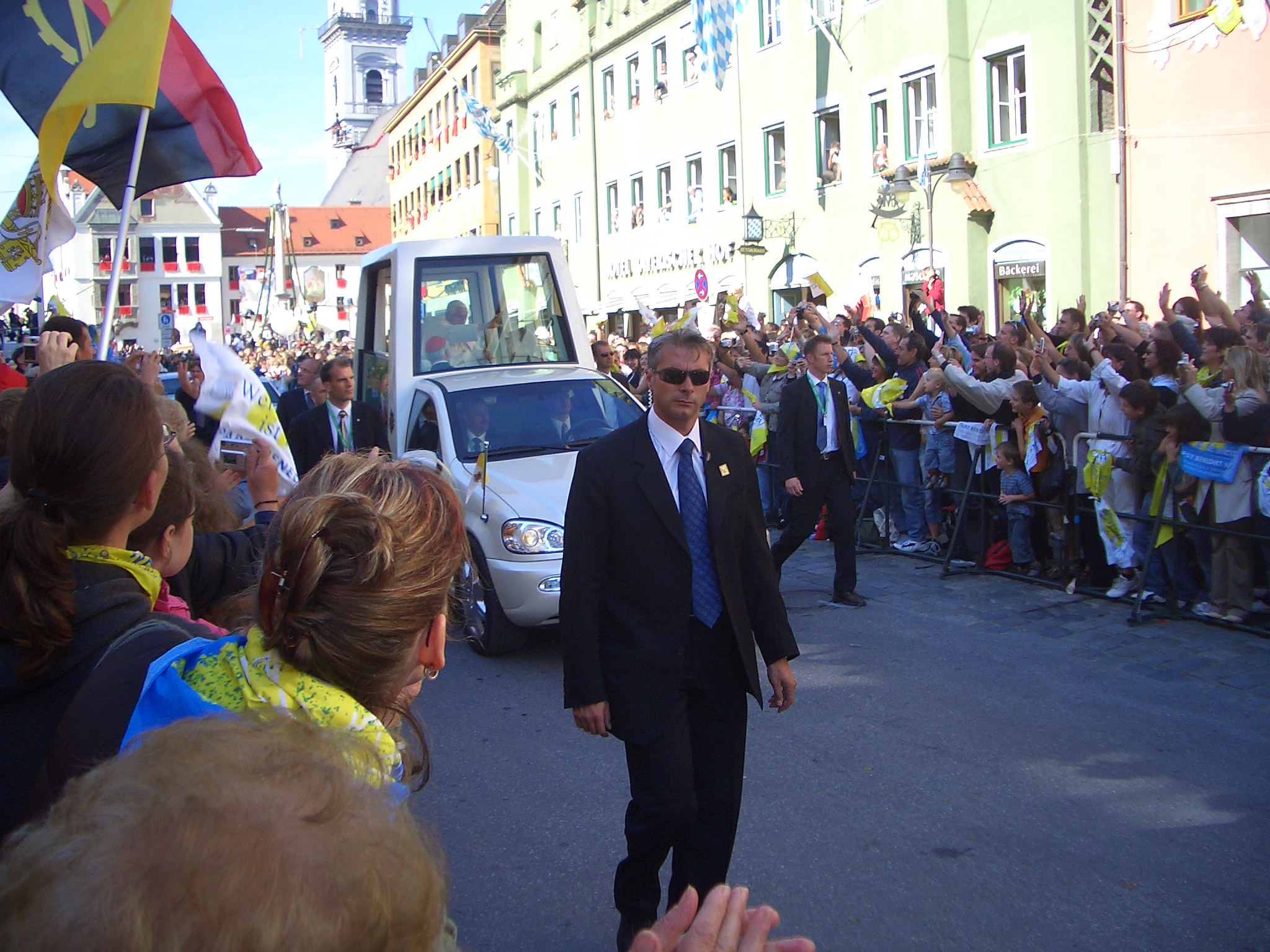
Papst Benedikt bei der Fahrt durch Freising

Am 14. September 2006 besuchte Papst Benedikt XVI. zum Abschluss seiner Bayern-Reise die Stadt Freising. Er fuhr durch die Freisinger Altstadt und traf sich im Dom mit dem versammelten Klerus der Erzdiözese. Er hatte als Josef Ratzinger ab 1946 an der Philosophisch-Theologischen Hochschule Freising Theologie und Philosophie studiert, war 1951 im Freisinger Dom zum Priester geweiht worden und war ab 1954 Theologieprofessor in Freising und München.

### Einwohnerentwicklung

Einwohnerentwicklung Freisings von 1785 bis 2018 nach nebenstehender Tabelle

Die Bevölkerung der Stadt Freising nimmt seit Jahren stetig zu – durch den 1992 unmittelbar vor der Stadt Freising eröffneten Flughafen München und durch das Hochschul- und Wissenschaftszentrum Weihenstephan. Von 1991 bis 2016 ist die Bevölkerungszahl von ca. 38.500 auf ca. 50.000 gestiegen. Um 38,2 % wuchs die Stadt zwischen 1988 und 2018 an bzw. um 13.433 Einwohner. Freising ist nach München die zweitgrößte Stadt in der Planungsregion München.
Durch den resultierenden starken Zuzug von Neubürgern hatte die Stadt Ende 2016 einschließlich Nebenwohnsitzen die Grenze von 50.000 Einwohnern überschritten. Im Januar 2023 wurden 50.032 Einwohner mit Hauptwohnsitz in Freising gezählt. Freising gilt im Jahr 2017 als die – gemessen am Alter der Einwohner – jüngste Stadt Bayerns.
| Einwohnerzahl Gesamt:          | 50.993 |
| Haupt- oder einziger Wohnsitz: | 49.304 |
| Nebenwohnsitz:                 | 1.629  |
| Deutsche:                      | 40.421 |
| – davon männlich:              | 20.044 |
| – davon weiblich:              | 20.377 |
| Ausländer:                     | 10.512 |
| – davon männlich:              | 5.635  |
| – davon weiblich:              | 4.877  |

Einwohner der Stadt Freising:
| Datum      | Einwohner |
| ---------- | --------- |
| 01.12.1785 | 3.580     |
| 01.12.1803 | 3.195     |
| 01.12.1840 | 7.361     |
| 01.12.1871 | 12.116    |
| 01.12.1900 | 14.653    |
| 16.06.1925 | 17.784    |
| 17.05.1939 | 21.574    |
| 13.09.1950 | 28.263    |
| 06.06.1961 | 30.239    |
| 27.05.1970 | 32.454    |
| 25.05.1987 | 34.325    |
| 31.12.1991 | 38.433    |
| 31.12.1995 | 38.674    |
| 31.12.2000 | 40.890    |
| 31.12.2005 | 42.854    |
| 31.12.2010 | 45.223    |
| 31.12.2015 | 46.963    |
| 31.12.2016 | 47.848    |
| 31.12.2018 | 48.634    |

1. ↑  Bei den Zahlen bis einschließlich 1987 handelt es sich um Volkszählungen. Dabei wurden unterschiedliche Begriffe von Bevölkerung gebraucht. Genauere Angaben dazu in der Quelle.

## Religion

### Konfessionsstatistik
Laut der Volkszählung 2011 waren 50,8 % römisch-katholisch, 13,1 % der Einwohner evangelisch und 36,2 % waren konfessionslos, gehörten einer anderen Glaubensgemeinschaft an oder machten keine Angabe. Die Zahl der Protestanten und Katholiken ist seitdem gesunken. Ende 2020 hatte Freising 50.980 Einwohner davon 41,3 % (21.044) Katholiken, 10,8 % (5.494) Protestanten und 47,9 % gehörten entweder einer anderen oder gar keiner Glaubensgemeinschaft an. Mit Stand 31. Dezember 2022 hatte Freising 51.617 Einwohner davon 38,0 % (19.615) Katholiken, 9,8 % (5.074) Protestanten und 52,2 % gehörten einer anderen oder gar keiner Glaubensgemeinschaft an.

### Christentum

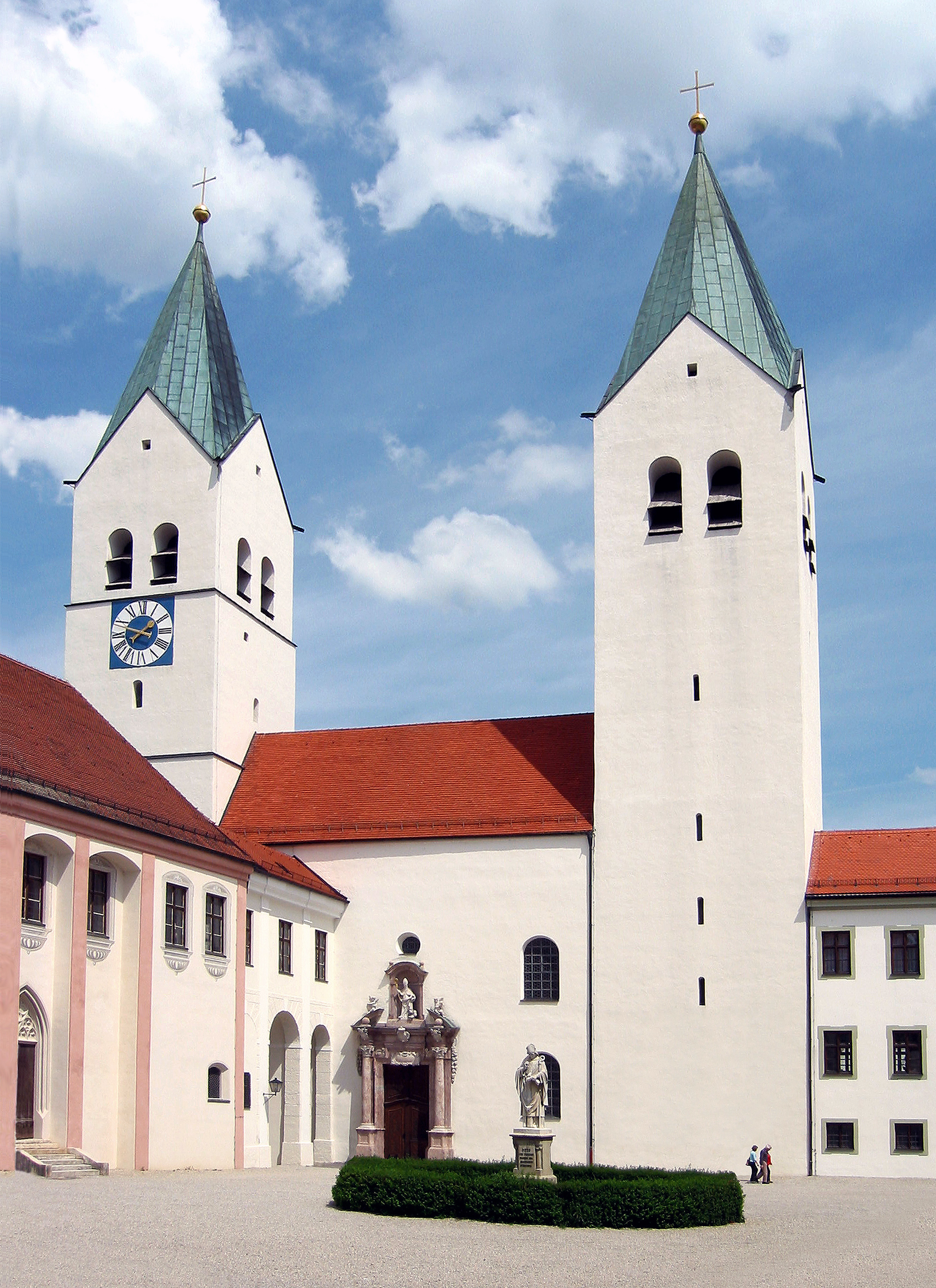
Der Freisinger Dom war Kathedrale des Bistums Freising. Heute ist er Konkathedrale des Erzbistums München-Freising, dessen Priesterweihen hier stattfinden

Freising gehört zum Erzbistum München und Freising. Bis 1803 war Freising Residenzstadt des reichsunmittelbaren Hochstifts und Bistums Freising.
Der romanische, 1723/24 von Cosmas Damian und Egid Quirin Asam barockisierte Dom St. Maria und St. Korbinian hat auf Betreiben des früheren Erzbischofs von München und Freising Joseph Kardinal Ratzinger, des späteren Papstes Benedikt XVI., den Rang einer Konkathedrale. Er gehört mit der Kirche von Neustift, erbaut von Giovanni Antonio Viscardi und dem Diözesanmuseum zu den besonderen Sehenswürdigkeiten der Stadt. Letzteres gilt nach den Vatikanischen Museen in Rom als zweitgrößtes kirchliches Museum der Welt und bietet regelmäßige, viel beachtete Ausstellungen zu sakraler Kunst.
In der ehemaligen Fürstbischöflichen Residenz, dem heutigen Kardinal-Döpfner-Haus, ist heute das Bildungszentrum der Erzdiözese München und Freising beheimatet. Es bietet Seminare in den Bereichen Theologie, Pädagogik, Gesellschaftspolitik und Musik an und fungiert als Tagungshaus, in dem sich Zweimal jährlich die Bayerische Bischofskonferenz trifft, die auch Freisinger Bischofskonferenz genannt wird.
Ordensniederlassungen
Nach den gravierenden Veränderungen und Einschnitten des vorher rührigen Ordenslebens in Freising erholte sich das Ordensleben nach der Säkularisation und der damit verbundenen Klosterauflösungen nur schwerlich. Derzeit sind in Freising noch zwei Orden tätig.
Kloster St. Klara
wurde auf Betreiben des damaligen Stadtpfarrers im Jahre 1850 von den „Armen Schulschwestern unserer lieben Frau“ im ehem. bischöflichen Hofgarten errichtet. Es ist das einzige Frauenkloster in dem derzeit noch 31 Ordensschwestern leben und wirken. Dem Kloster ist die Kirche St. Klara angeschlossen.
Pallottinerkloster
Im Jahre 1919 kam die Gemeinschaft der Pallottiner nach Freising. Die Pallottinerkirche St. Johannes der Täufer (Freising) wurde in den Jahren 1928/30 als moderner Kirchenbau errichtet. Dem Kirchenbau wurde ein Missionsseminar angegliedert.
Protestanten
Eine erste protestantische Zelle bildete sich Mitte der 1520er Jahre, die im sogenannten Speckknödel-Aufstand festgehalten ist.
Seit der ersten Hälfte des 19. Jahrhunderts gibt es Protestanten in Freising. Für die wachsende Gemeinde wurde 1864 deren Stadtkirche, die 1945 zerstörte Christi-Himmelfahrts-Kirche eingeweiht. Am 22. Mai 1952 wurde sieben Jahre nach der Zerstörung der alten die neue schlichte Kirche ihrer Bestimmung übergeben. Einen Turm erhielt die Kirche erst wieder im Jahre 2002. Lerchenfeld erhielt erst im Jahre 2003 mit dem Epiphanias-Zentrum und dem benachbarten Pfarrhaus einen eigenen evangelisch-lutherischen Versammlungsort. Ein weiteres Zentrum für das Gemeindeleben ist das Paul-Gerhardt-Haus in der General-von-Stein-Straße.
Seit 1999 gibt es einen Dekanatsbezirk Freising im Kirchenkreis München der Evangelisch-Lutherischen Kirche in Bayern. Der Dekan hat seinen Sitz im Pfarrhaus in der Martin-Luther-Straße. Die evangelischen Christen haben in Freising einen Anteil von mehr als 15 %, mit wachsender Tendenz.
Freikirchen
Seit 2016 gibt es in Freising eine ICF-Gemeinde. Ausgeschrieben steht ICF für International Christian Fellowship. Dies ist eine überkonfessionelle Freikirche, welche Teil der ICF-Bewegung ist. Der Standort in Freising ist einer von vier Standorten der Muttergemeinde in München.
Seit 1997 gibt es eine Freie evangelische Gemeinde, wobei die Gründungszeit bis ins Jahr 1969 zurückreicht. Sie gehört dem Bund Freier evangelischer Gemeinden in Deutschland an.

### Sonstige
Islam
Seit einigen Jahren gibt es ein islamisches Kulturzentrum in Freising, in dem die Muslime der Stadt und der Umgebung sich zum Freitagsgebet versammeln können.
Buddhismus
Im Februar 2009 wurde ein buddhistisches Kloster mit dem Namen Bodhi Vihara auf dem Domberg eingerichtet. Im Mai 2011 folgte die Eröffnung einer Zweigstelle in der Fischergasse. Die Ansiedlung von buddhistischen Mönchen und das Entstehen einer kleinen buddhistischen Gemeinde stellt die jüngste Entwicklung der religiösen Kultur der Stadt dar. Aufgrund der geringen Anzahl von buddhistischen Klöstern in Deutschland erlangte Freising als Klostersitz schnell überregionale Bekanntheit.

## Kultur und Sehenswürdigkeiten

### Bauwerke
Der Dom St. Maria und St. Korbinian – oft verkürzt Mariendom genannt – war Kathedralkirche und Bischofssitz des früheren Bistums Freising, bevor dieser Sitz im Jahr 1821 für das Erzbistum München und Freising nach München verlegt und die bürgerliche Frauenkirche (München) zur Kathedrale des Erzbischofs erhoben wurde. Der Freisinger Dom hat heute den Rang einer Konkathedrale. Hier finden die Priesterweihen des heutigen Erzbistums statt. Im Ursprung geht der Dom auf eine Marienkirche um das Jahr 715 zurück, die nach Bränden zweimal neu erbaut (860 und 1159) und barock umgestaltet (1619 und 1724) wurde. Seinen wuchtigen Bau hat er den Steinmetzen der Romanik, die Durchwölbung des Langhauses (1481) der Gotik und seine reiche Ausstattung dem Barock zu verdanken. Er gilt als ein Landesdenkmal ersten Ranges. Auch das seit 2007 wiederhergestellte Freisinger Domgeläut ist einzigartig und stellt ein internationales Kulturobjekt erster Ordnung dar. Weitere Bauwerke auf dem Domberg sind der Andreasbrunnen und die Kirche St. Benedikt, die mit dem Dom durch einen Kreuzgang verbunden ist. Um den Domhof gruppieren sich neben dem Dom die Kirche St. Johannes, der darüberführende Fürstengang, der vom Dom zur ehemaligen Fürstbischöflichen Residenz führt. In der Residenz befindet sich das Kardinal-Döpfner-Haus und der Sitz von Renovabis.
Die Stadtpfarrkirche St. Georg ist die Hauptkirche der katholischen Pfarrgemeinde St. Georg und liegt inmitten der Freisinger Altstadt. Zusammen mit dem Rathaus und dem Marienplatz bildet sie das urbane Zentrum. Im 13. Jh. wurde die Pfarrseelsorge vom Domberg in die Stadt verlegt und der damaligen Pfarrkirche „St. Jörg im Moos“ übertragen. Die heutige Kirche geht auf einen Vorgängerbau zurück, dessen Anfänge unbekannt sind, und wurde um 1440 im spätgotischen Stil errichtet. Der 84 Meter hohe Turm mit der Laternenkuppel entstand bis 1689. Im 19. Jahrhundert wurde die Pfarrkirche neugotisch ausgestattet, aber bis zum Jahr 2003 wieder in ihrer Fassung von 1497 restauriert. Auf dem Friedhof von St. Georg befindet sich die Gottesackerkirche St. Maria. Um den Marienplatz gruppieren sich die Stadtpfarrkirche St. Georg, das Stauberhaus und das Rathaus. Die Südseite des Platzes beherrscht das ehemalige Fürstbischöfliche Lyceum mit dem Asamtheater. Im Zentrum des Marienplatzes steht die Mariensäule aus dem Jahr 1674. Wenige Meter nördlich des Platzes steht das Ziererhaus, ein Rokokogebäude, in dem sich heute das Standesamt befindet.
Die Pfarrkirche St. Peter und Paul war die Klosterkirche des ehemaligen Klosters Neustift, eines Prämonstratenserklosters, welches 1141 durch Bischof Otto von Freising gegründet und im Zuge der Säkularisation aufgelöst wurde. Nach 1803 war die Kirche Filialkirche von St. Georg, seit 1892 ist sie eine eigene Pfarrkirche. Sie wurde um 1700 von Giovanni Antonio Viscardi entworfen und ist eine der schönsten Rokokokirchen in Bayern.
Von der Kapelle St. Korbinian am Südhang des Weihenstephaner Berges ist nur noch eine Ruine erhalten. Ebenfalls in Weihenstephan liegt die gleichnamige Brauerei. Auf halbem Weg zwischen Freising und Tüntenhausen liegt die Wieskirche. Dorthin führt der Kreuzweg zur Wies.
Nördlich der Altstadt liegen die Klosterkirche St. Klara, die Pallottinerkirche St. Johannes und das Gräflich von Moy’sches Hofbrauhaus Freising.
Die evangelische Christi-Himmelfahrts-Kirche und die Pfarrkirche St. Lantpert in Lerchenfeld ersetzten zerstörte beziehungsweise zu klein gewordenen Vorgängerbauten. An der Bahnhofstraße steht über der Moosach die Altöttinger Kapelle. Nur wenige Meter entfernt befindet sich der Mohrenbrunnen. Ursprünglich stand die Statue dieses Brunnens im Domhof. Am östlichen Ende der Altstadt liegt das Heiliggeistspital mit der Heiliggeistkirche.
Die Bayerische Denkmalliste verzeichnet mehr als 250 denkmalgeschützte Bauwerke in Freising.

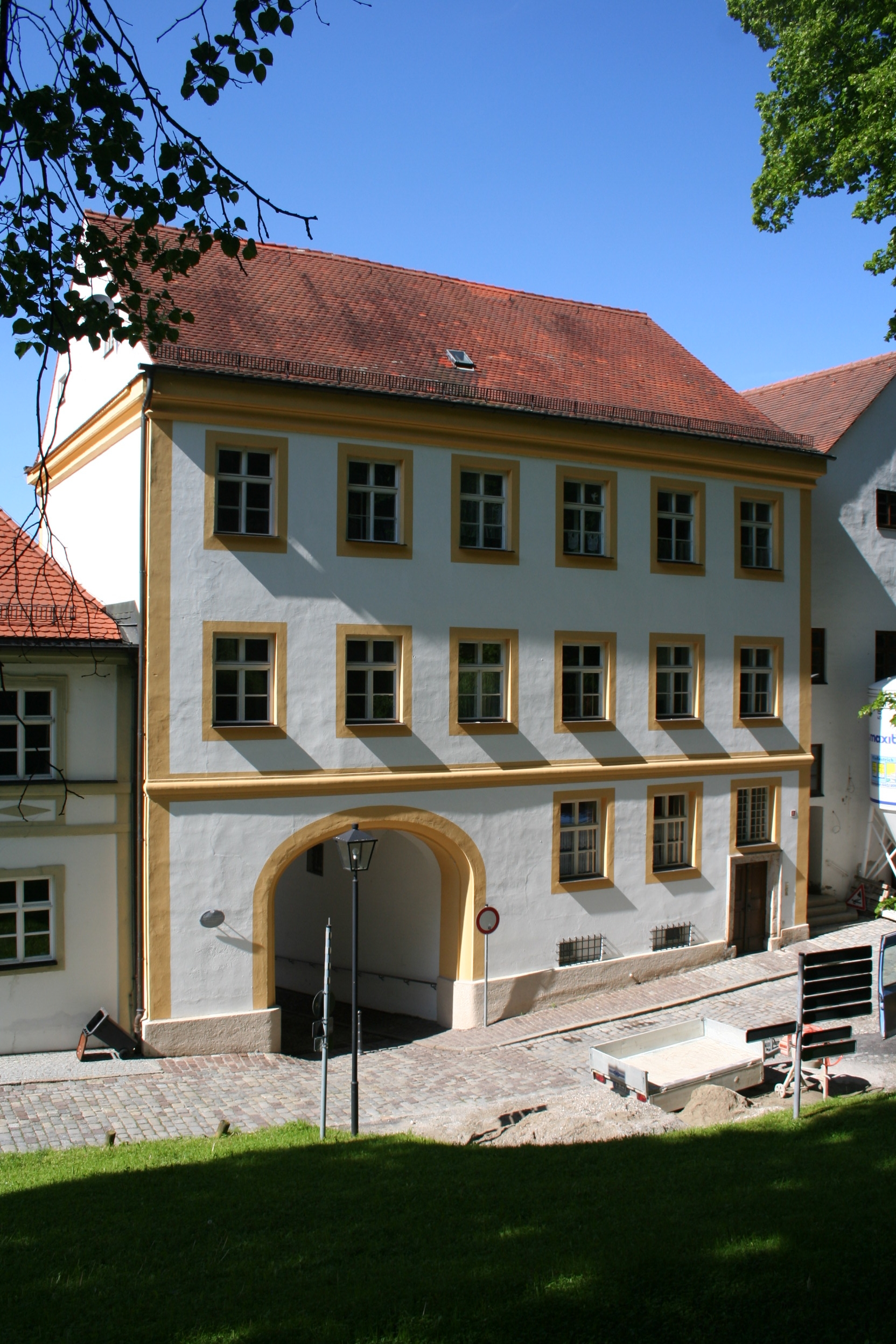
Der Kanzlerbogen ist eines der beiden Tore an den Zufahrten zum Domberg.
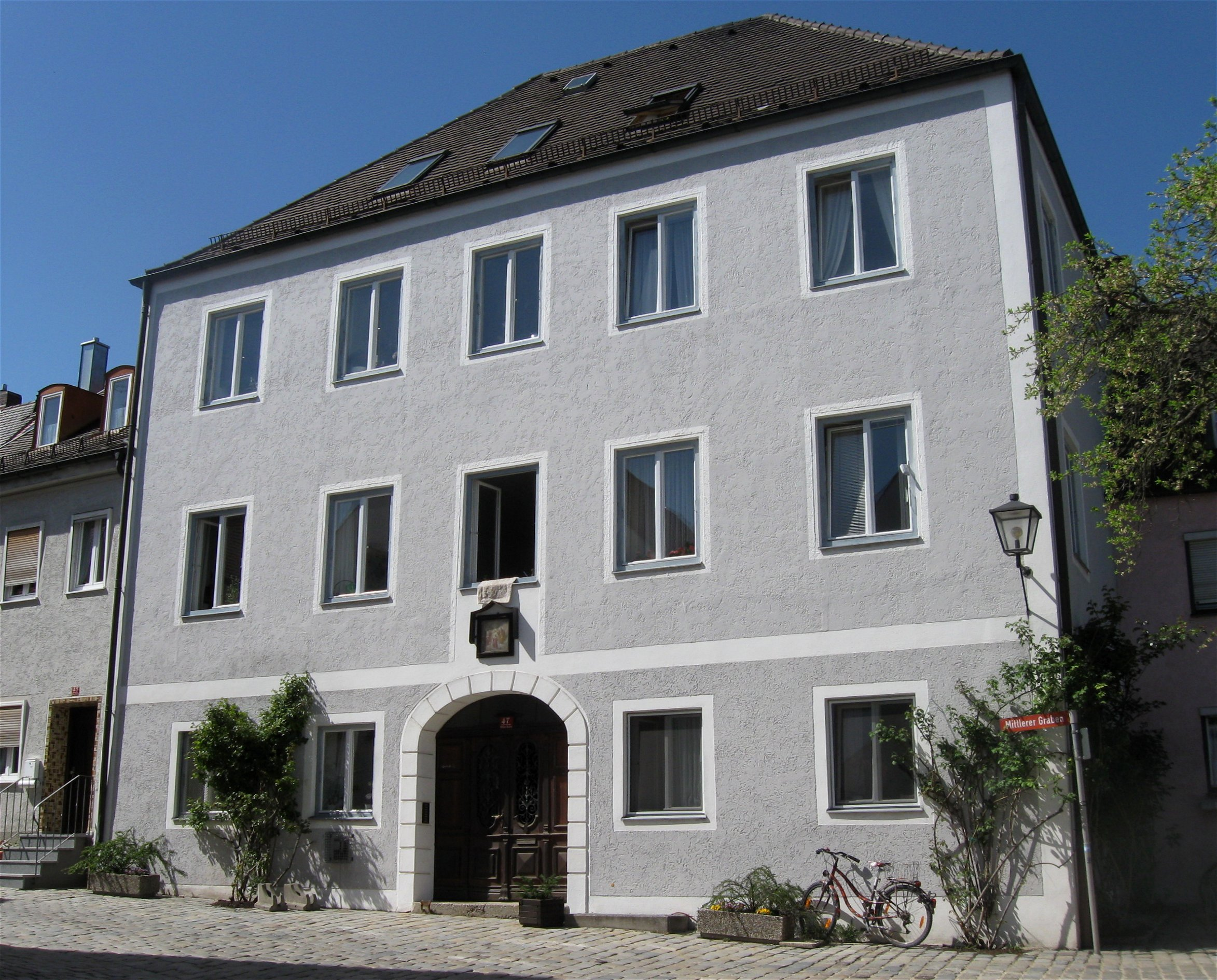
Ehemaliges Domherrenhaus am Mittleren Graben
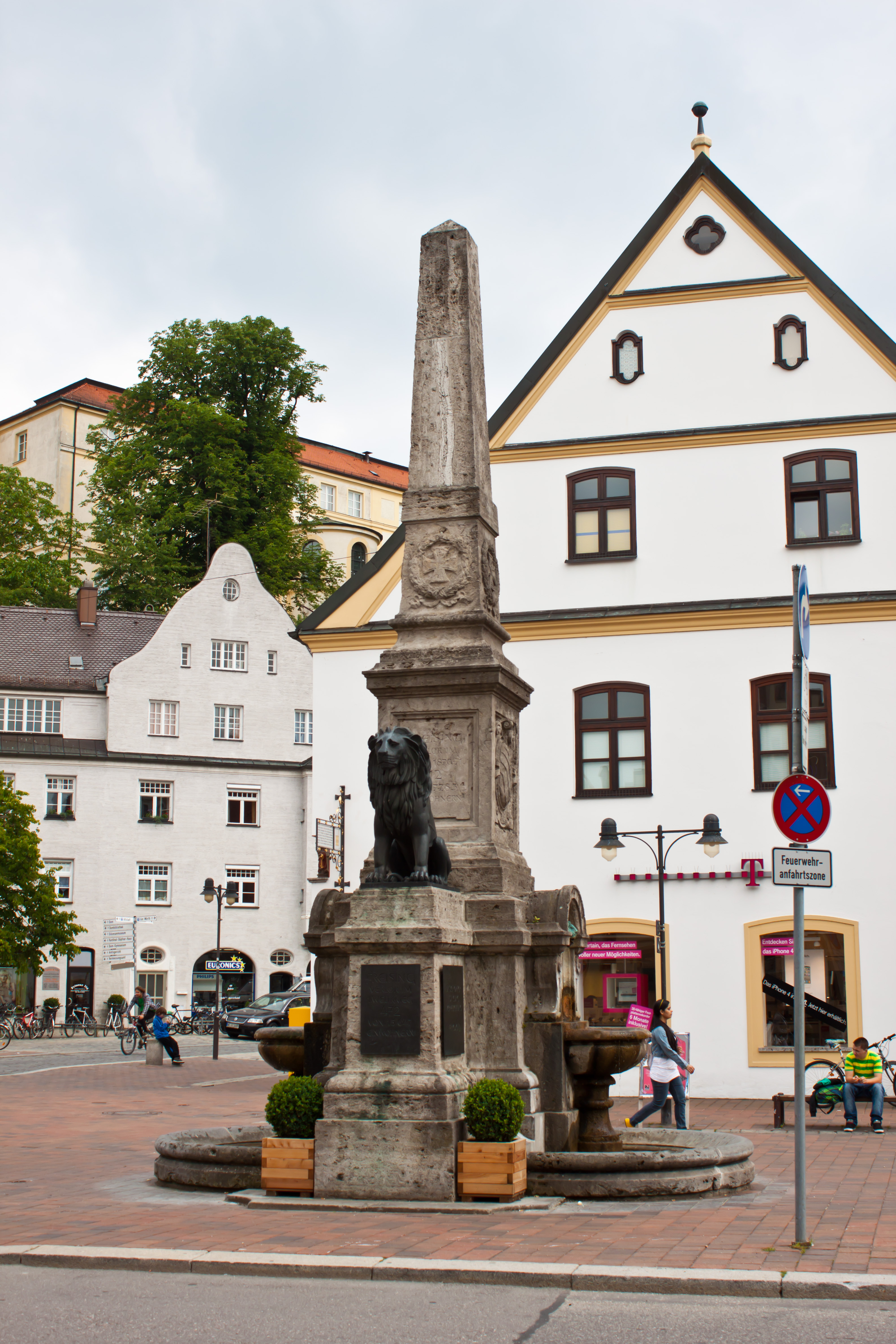
Kriegerdenkmal in der Oberen Hauptstraße
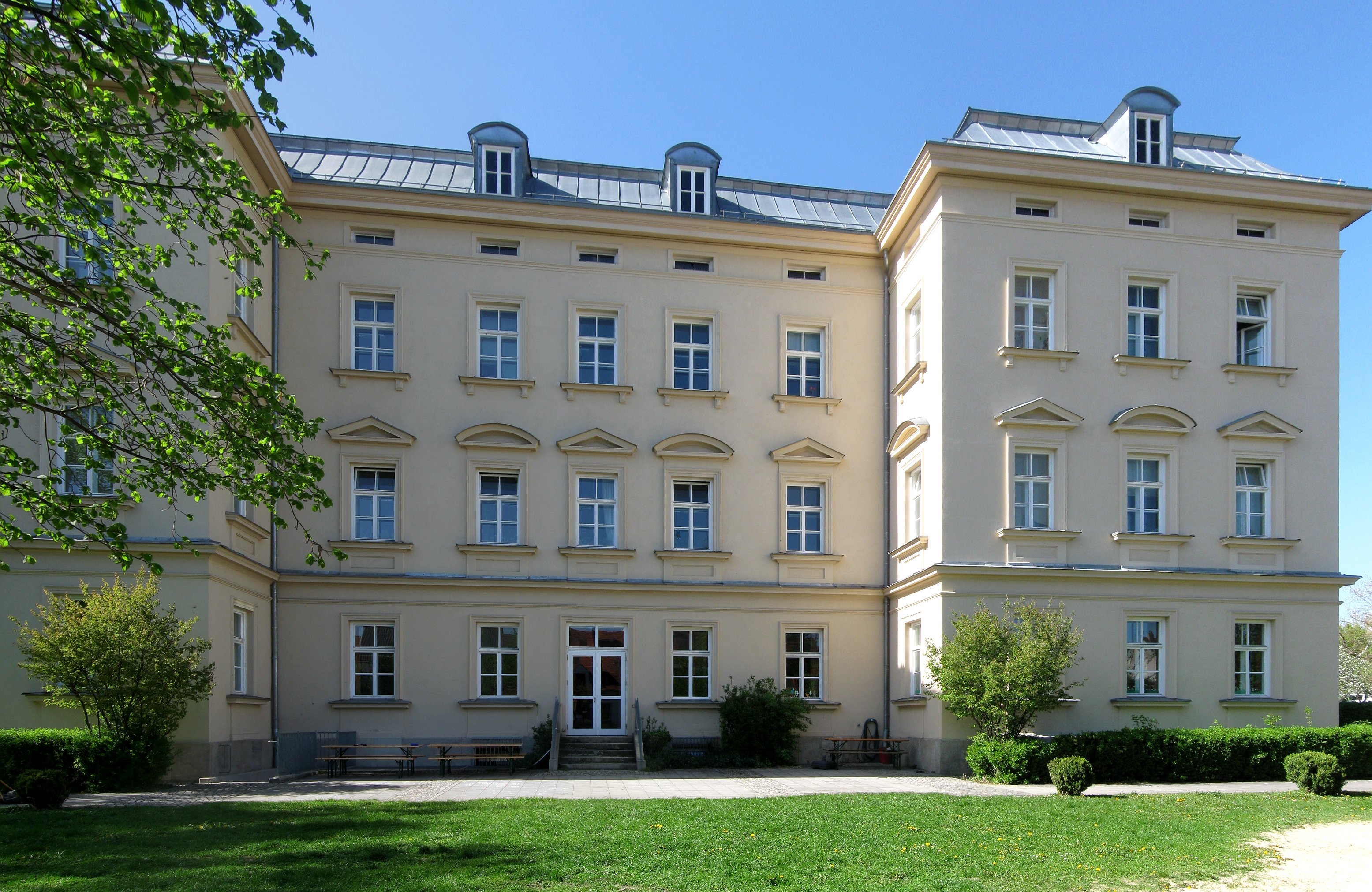
ehem. Kinderheim St. Klara in der Kammergasse
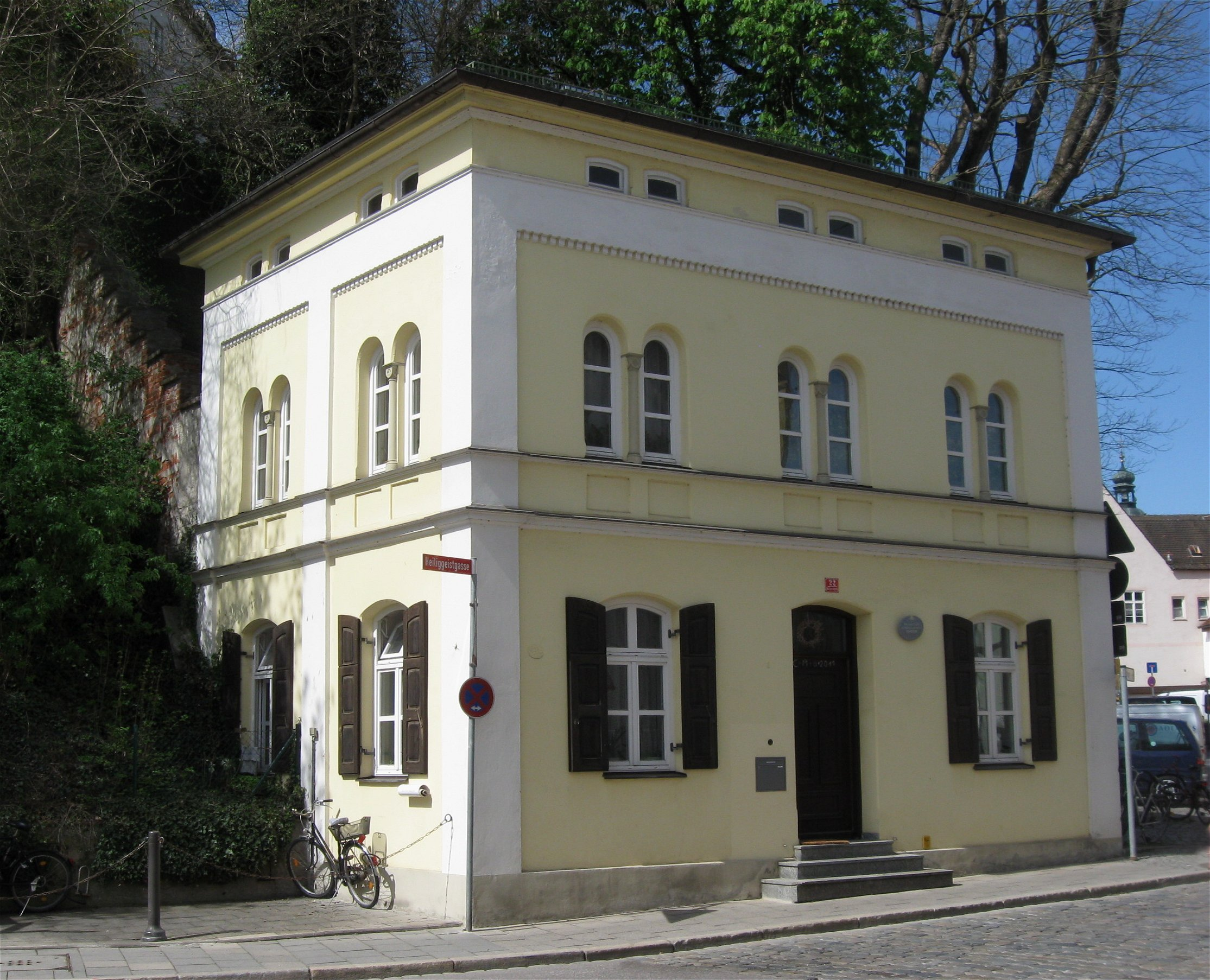
Ehemaliges Zollhaus, das nach dem Abriss des Isartors erbaut wurde.
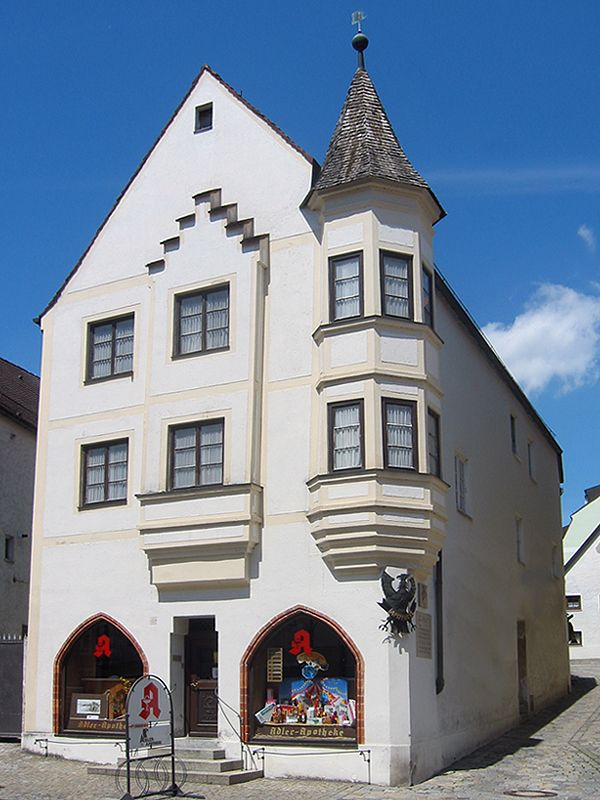
Gotisches Wohn- und Geschäftshaus (15. Jh.) an der oberen Hauptstraße

### Gärten
Der größte Garten in Freising ist der Sichtungsgarten Weihenstephan. Auf 5 Hektar werden Stauden, Gehölze und Rosenneuheiten auf ihren Gebrauchswert in Garten- und Grünanlagen geprüft. ⊙
Der Hofgarten liegt östlich der ehemaligen Klostergebäude des Klosters Weihenstephan (heute Technische Universität München). Er ist der Kernbereich des einstigen Klostergartens. Im Süden fällt das Gelände steil zur Moosach hin ab. Dort befinden sich zwei Aussichtsterrassen und die neu gebaute Zentralbibliothek der Hochschule Weihenstephan-Triesdorf. Im Osten und Norden wird der Garten durch Gebäude der Hochschule und der Bayerischen Staatsbrauerei Weihenstephan begrenzt. Im Zentrum des östlichen Teils liegt eine Wiese, die von Blumenrabatten, deren Bepflanzung saisonal wechselt, umgeben ist. Im Süden und Osten liegen weitere Beet- und Heckenanlagen. Vom Weg an der Südseite ist die östliche Aussichtsterrasse zu erreichen, die schon etwas hangabwärts liegt. Westlich davon befindet sich, halb in den Hang eingelassen, die Bibliothek. Der westliche Teil steht auf einem Gelände, an dem bis zu ihrem Abriss nach der Säkularisation die Klosterkirche und andere Klostergebäude standen. Der Grundriss der Klosterkirche ist im Boden erkennbar. Die gesamte Südseite des Gartens nimmt die östliche Aussichtsterrasse ein. Über eine Treppe ist die Ruine der Kapelle St. Korbinian zu erreichen. ⊙
Nördlich des Hofgartens und einige Meter tiefer liegt der Parterregarten (ehemals Buchsgarten). Sein Grundriss lehnt sich an barocke Vorbilder an, wenn solche aus dieser Zeit dort auch nicht bekannt sind. Die Bepflanzung entspricht allerdings bewusst nicht der eines Barockgartens. Die saisonal wechselnden Bepflanzungen sind meist als Draufsichtpflanzungen konzipiert, die sich vom höher gelegenen Hofgarten am besten erschließen. Ursprünglich wurden an dieser Stelle Obstgehölze in Spalierform gezogen. Schon 1920 gab es Pläne zur Umgestaltung, nach denen schließlich 1982 der Buchsgarten entstand. 2014 wurde die Buchsbepflanzung aufgrund Befalls durch Cylindrocladium buxicola gerodet und durch reine Blumenarrangements ersetzt. ⊙
Der Oberdieckgarten war ursprünglich nur durch die Klostermauer vom Hofgarten abgeteilt. Durch den Bau des Löwentorgebäudes 1925 wurden die Gärten jedoch getrennt. Benannt ist die Anlage nach Johann Georg Conrad Oberdieck, einem der bedeutendsten deutschen Pomologen des 19. Jahrhunderts. ⊙
Alle diese Gärten werden von den Weihenstephaner Gärten (einer zentralen Betriebseinrichtung der Hochschule Weihenstephan-Triesdorf) unterhalten. Weitere öffentliche Gärten der Anstalt haben Kleingärten und Balkonpflanzen zum Thema. Des Weiteren existiert ein Lehrpfad über Pflanzenschutz. Teilweise sind die Gärten im Winter geschlossen. Für die Lehre an der Hochschule stehen weitere Gärten zur Verfügung, die jedoch für die Öffentlichkeit nicht zugänglich sind.
Nur wenige Meter nordöstlich des Marienplatzes befindet sich der Amtsgerichtsgarten. Er liegt neben dem früheren Gebäude des Amtsgerichts, in dem heute Teile der Stadtverwaltung untergebracht sind. ⊙
Der heutige Klostergarten Neustift war der Garten des gleichnamigen Klosters. Heute ist dies eine Grünfläche mit einem Bestand an großen Bäumen. Dort finden seit 1997 die Freisinger Gartentage statt. Der Gartenmarkt mit über hundert Ausstellern zieht während eines Wochenendes mehr als 10.000 Besucher an.⊙ 

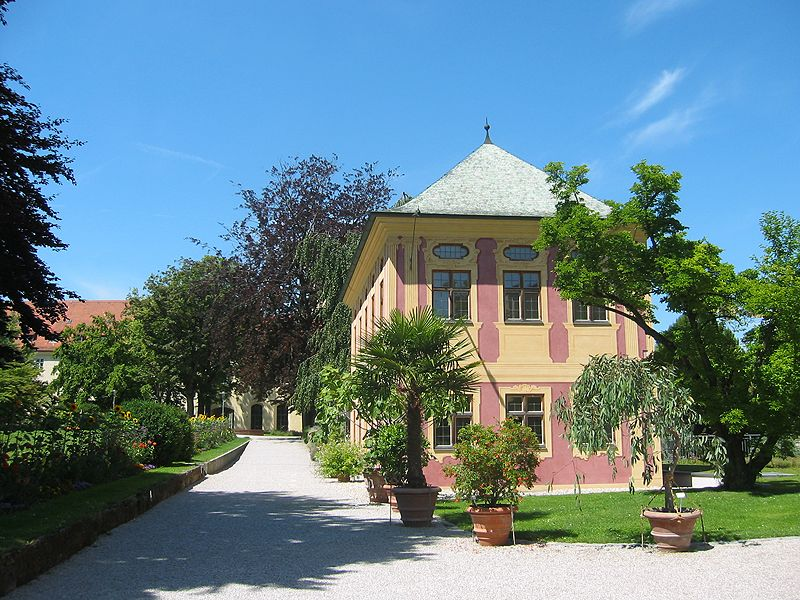
Salettl im Hofgarten
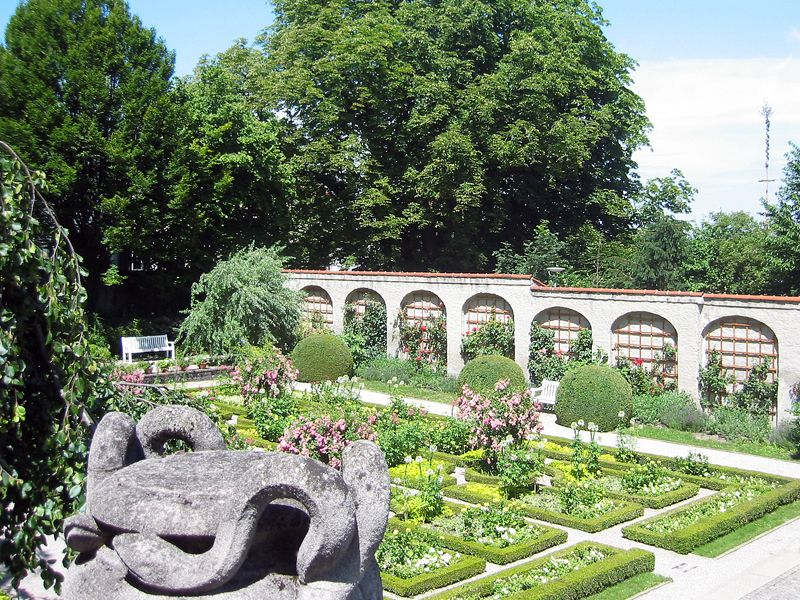
Der Buchsgarten
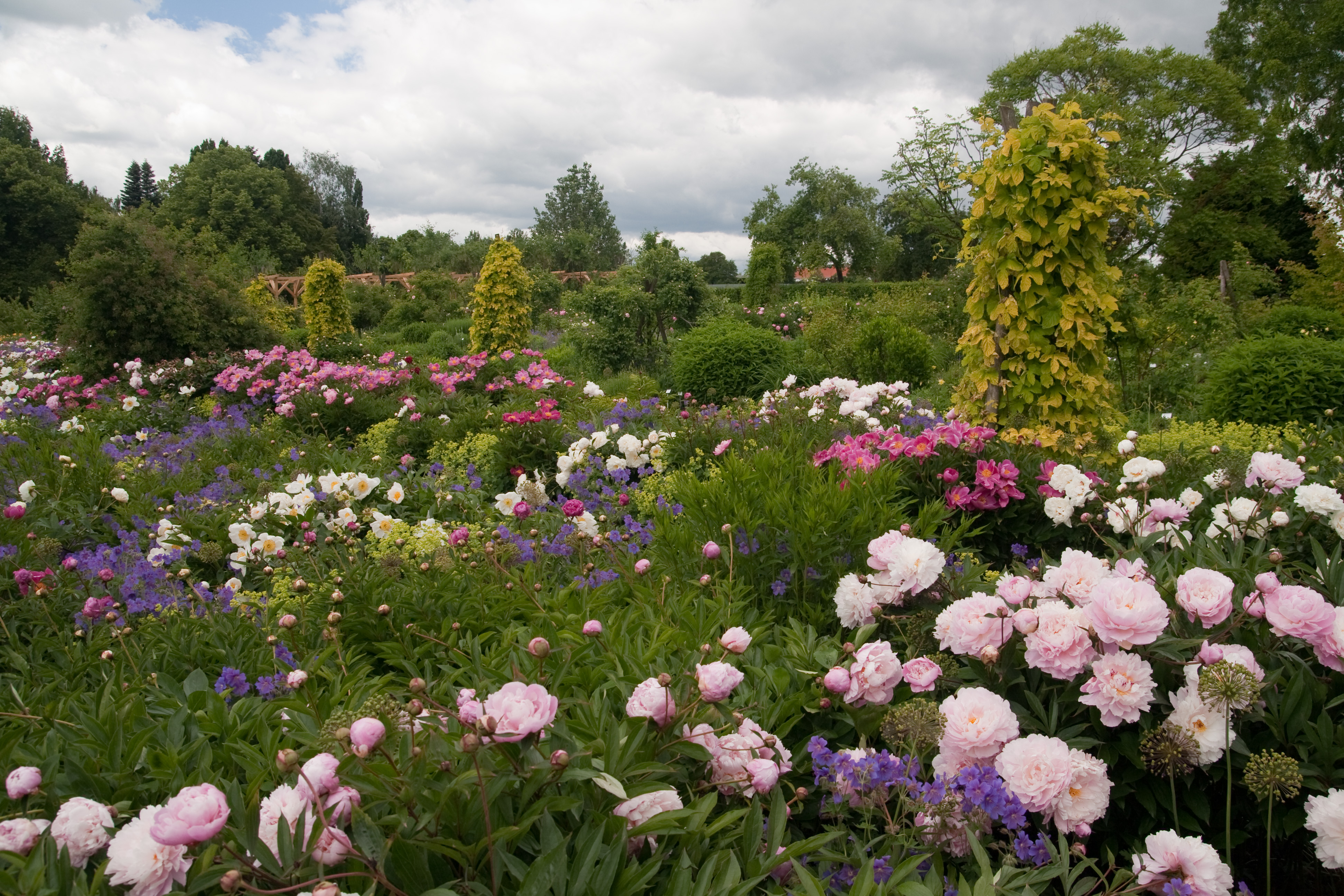
Sichtungsgarten Weihenstephan

### Klöster und Stifte
Bis zur Säkularisation gab es in und um Freising eine Vielzahl von Klöstern und Stiften. Auf dem Domberg bestanden die Stifte St. Paul, St. Johannes und St. Andreas. Bereits im 9. Jahrhundert existierte dort das Domkloster Freising. Westlich des Veitstores lag das Stift St. Veit. In der Altstadt lagen das Franziskanerkloster Freising und das Kloster der Franziskaner-Terziarinnen. Nicht mehr zum Hochstift Freising gehörend, aber auf dem heutigen Stadtgebiet, lagen die Klöster Weihenstephan und Neustift. Seit 2009 gibt es mit dem Bodhi Vihara ein kleines buddhistisches Kloster auf dem Domberg. Als einziges christliches Kloster existiert das Frauenkloster der Armen Schulschwestern mit der Klosterkirche St. Klara.

### Museen
Im Gebäude des ehemaligen Knabenseminars befindet sich das Diözesanmuseum Freising, das Diözesanmuseum der Erzdiözese München und Freising. Im Gebäude des Fürstbischöflichen Lyceums (Asamsaal) ist das Museum des Historischen Vereins Freising untergebracht. Es widmet sich vor allem der Stadtgeschichte. Im Bürgerturm, einem renovierten Turm der ehemaligen Stadtmauer, finden wechselnde Ausstellungen zur Stadtgeschichte statt. Etwas außerhalb liegt das Europäische Künstlerhaus im Schafhof.

### Theater und Veranstaltungsorte
Direkt am Marienplatz, im ehemaligen Fürstbischöflichem Lyceum, befindet sich der barocke Asamsaal. Die ehemalige Aula des Lyceums (um 1700) wurde Ende der 1970er-Jahre renoviert und wird für Theateraufführungen, Konzerte, Vorträge und Festakte der Stadt genutzt. Auf dem Anstieg zum Weihenstephaner Berg, westlich der Altstadt, befindet sich an der Stelle des ehemaligen Stifts St. Veit der Lindenkeller, eine Gaststätte mit Kleinkunst- und Konzertbühne. Für größere Veranstaltungen steht die Luitpoldhalle zur Verfügung.

### Musik
Neben dem Domchor, der vor allem Gottesdienste im Dom begleitet, gibt es noch mehrere andere Chöre in Freising. Lehrer, Schüler und Eltern der Musikschule bilden ein Orchester, das seit 2011 den Namen Freisinger Symphonie-Orchester trägt. Überregional bekannte Bands aus Freising sind Blumentopf, RPWL und Schein.

### Glockenspiel im Rathaus
Seit dem 21. Dezember 2012 erklingt das Rathaus-Glockenspiel zweimal täglich um 11.55 Uhr und um 16.55 Uhr auf dem Marienplatz. Die Melodie wurde vom Freisinger Komponisten Philipp Weigl komponiert.

### Sport
Das Freibad im Stadtteil Lerchenfeld wurde am 4. Juni 1902 eröffnet. Die ursprünglichen beiden Becken wurden 1969 in drei neue Becken umgestaltet. Schon 1964 wurden ein Wettkampfbecken und ein Sprungbecken gebaut. Vor den Olympischen Sommerspielen 1972 wurde das Schwimmbad durch die Olympia-Baugesellschaft saniert und es diente als Trainingscamp für Schwimmmannschaften. Ein städtisches Hallenbad besaß Freising lange Jahre nicht. Die Öffentlichkeit konnte das Schulschwimmbad des Josef-Hofmiller-Gymnasiums mitbenutzen, wenn dort kein Schulunterricht stattfand. Die Diskussion über einen Neubau eines Hallenbades und dessen Standort beschäftigte die Freisinger Politik lange Jahre. Errichtet wurde das Hallenbad seit 2015 auf dem Gelände des Freibades, das im Laufe der Bauarbeiten ebenfalls umgebaut wird. Am 1. März 2019 wurde das neue Hallenbad unter dem Namen Fresch in Betrieb genommen.
In der näheren Umgebung gibt es drei Badeseen, den Vöttinger, den Pullinger Weiher und die Stoibermühle auf dem Gebiet der Gemeinde Marzling, alles ehemalige Kiesgruben. Weitere Bademöglichkeiten bieten mehrere weitere Kiesgruben, die nicht zu Badeseen umgestaltet sind. Dort ist aber meist das Baden offiziell nicht erlaubt. Seit der Nachrüstung einiger Kläranlagen kann auch wieder in der Isar gebadet werden, wenn sie auch kein Badegewässer ist und deshalb nicht überwacht wird.
Das Stadion in der Savoyer Au bietet Platz für 5000 Zuschauer (1132 Sitzplätze, davon 510 überdacht). Neben zwei weiteren Fußball- und Basketballplätzen befindet sich dort die Anlage des Tennis-Clubs „Rot-Weiß Freising“ mit mehreren Freiplätzen und einer Tennishalle. Weitere Sportanlagen gibt es in den Luitpoldanlagen, in Vötting, Pulling und in Attaching. Im Sportpark Attaching liegt auch das Gelände der Freising Grizzlies, einer der wenigen Deutschen Baseballvereine.
Bundesweite Erfolge im Ringen und Gewichtheben kann der SpVgg Freising vorweisen. In Bahnhofsnähe betreibt die Freisinger Sektion des Deutschen Alpenvereins eine Kletterhalle. Zudem sind die Mannschaftssportarten Volleyball und Handball beim SC Freising organisiert. Die 1. Mannschaft der Abteilung Volleyball spielte von 2014 bis 2016 in der Dritten Liga. Zusätzlich bietet der TSV Jahn Freising unter anderem Turnen, Bogenschießen, Faustball und Basketball an.

#### Eissport
Der SE Freising wurde 1996 gegründet und spielt heute in der fünftklassigen Eishockey-Landesliga Bayern. Zu den Erfolgen des Vereins zählen die beiden Meisterschaften der Eishockey-Bezirksliga Bayern Gruppe Ost 2005, 2016 (BBzL-Vizemeister 2016) und der damit verbundene Aufstieg in die „Bayerische Landesliga“. Den bisher größten Erfolg der Vereinsgeschichte erreichten die Black-Bears 2017 mit der Meisterschaft der Eishockey-Landesliga Bayern Gruppe II und dem Einzug in das BEV-Pokal Finale.
In der Luitpoldanlage gab es eine zuletzt im Jahr 2010 sanierte Kunsteisbahn. Diese war nur einige Monate im Jahr in Betrieb. 2013 beschloss die Stadt Freising nach jahrelangen Diskussionen ein überdachtes Eisstadion am gleichen Standort zu errichten. Die 2014 fertiggestellte Weihenstephan-Arena hat ein Fassungsvermögen von 400 Zuschauern und ist die Heimspielstätte der SE Freising – Black Bears.

### Traditionen und Feste

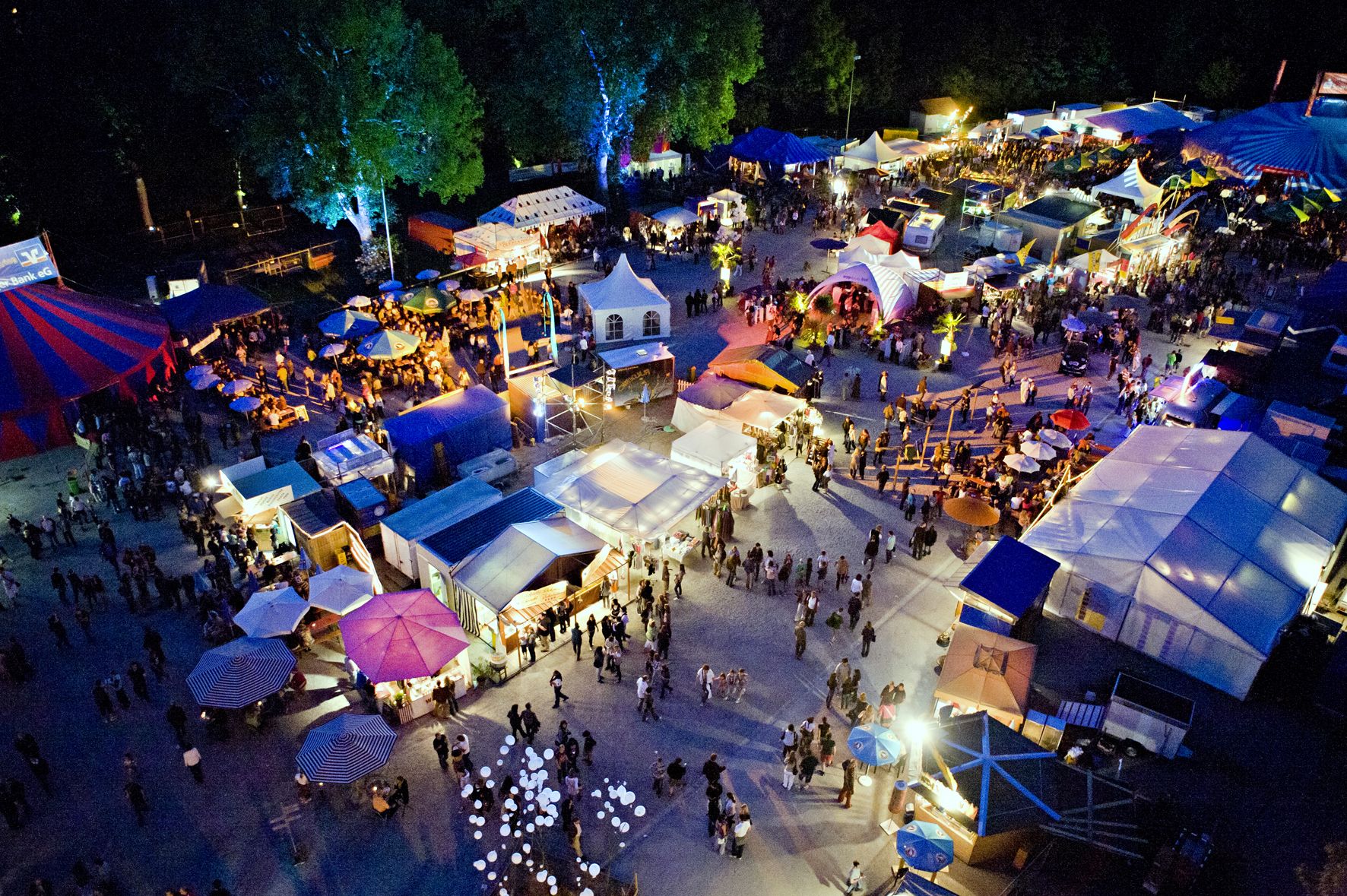
Das Uferlos Festival, das im Frühling in der Luitpoldanlage stattfindet

Das Korbiniansfest lockt jedes Jahr zahlreiche Pilger aus der ganzen Welt in den Freisinger Dom. Der Korbiniansschrein in der Krypta des Doms wird außer bei der jährlichen Priesterweihe, die für das Erzbistum München und Freising immer in Freising stattfindet, nur bei diesem Fest in den Kirchenraum gebracht. Bei der Vesper, die das Fest beschließt, wird der Schrein feierlich durch den Kreuzgang des Domes getragen. Am Wochenende vor dem Korbiniansfest kommen tausende Jugendliche aus ganz Bayern und weit über seine Grenzen hinaus auf dem Domberg zusammen, um dort gemeinsam das Jugendkorbiniansfest zu feiern. Neben Gottesdiensten gibt es unter anderem Workshops und Diskussionsrunden.
Im September findet jedes Jahr das zehn Tage dauernde Freisinger Volksfest in den Luitpoldanlagen statt. Das Frühlingsfest an gleicher Stelle wurde durch das Uferlos Festival mit einer Mischung aus Gastronomie, Kunsthandwerk und Auftritten von Künstlern auf mehreren Bühnen abgelöst. An einem Samstag im Juli findet das von Freisinger Sportvereinen organisierte Altstadtfest statt.
Prima leben und stereo, das Open Air am Vöttinger Weiher, findet seit 1991 am ersten Augustwochenende in Freising statt. Das Open Air mit alternativer Gitarrenmusik wird jährlich von 4.300 Gästen pro Tag (insgesamt 8.600) besucht und ist seit vielen Jahren regelmäßig ausverkauft. Es wird vom Kulturverein Prima leben und stereo (PLUS) organisiert. Der gleiche Verein veranstaltet auch die Nacht der Musik, den Freisinger Advent und das Kino am Rang, bei dem eine Woche lang am Campus Weihenstephan Kinofilme unter freiem Himmel gezeigt werden.
Jeden Mittwoch und Samstag findet am Marienplatz und jeden Freitag am Kirchplatz in Neustift ein Wochenmarkt statt.

## Politik

### Stadtrat
Dem Stadtrat gehören seit der Kommunalwahl am 15. März 2020 neun Parteien und Gruppierungen an.
- Linke: 2
- SPD: 3
- Grüne: 10
- FSM: 11
- ÖDP: 3
- FDP: 1
- FW: 5
- CSU: 4
- AfD: 1

| Jahr | CSU     | SPD    | FW | Grüne | ÖDP | Linke | FDP | BP | FSM     | Sonstige                | Gesamt  |
| ---- | ------- | ------ | -- | ----- | --- | ----- | --- | -- | ------- | ----------------------- | ------- |
| 2020 | 4       | 3      | 5  | 10    | 3   | 2     | 1   |    | 11      | AfD: 1                  | 40      |
| 2014 | 6       | 4      | 5  | 7 (9) | 2   | 2     | 1   |    | 12 (11) | fraktionslos: 1 (0)     | 40      |
| 2008 | 5 (11)  | 5 (6)  | 8  | 9 (9) | 3   | 2     | 1   |    |         | FSM: 7, fraktionslos: 1 | 40      |
| 2002 | 16      | 9      | 5  | 6     | 3   | 1     |     |    |         |                         | 40      |
| 1996 | 15      | 9      | 5  | 6     | 2   | 1     | 1   |    |         | BF 1                    | 40      |
| 1990 | 14      | 10     |    | 6     | 1   |       | 2   | 1  |         | U 2; FB 4               | 40      |
| 1984 | 16      | 10     |    | 3     |     |       | 1   | 1  |         | UFB 3; FB 6             | 40      |
| 1978 | 23      | 12     |    |       |     |       | 2   |    |         | UFB 3;                  | 40      |
| 1972 | 19      | 17     |    |       |     |       | 2   | 2  |         |                         | 40      |
| 1966 | 12      | 8      |    |       |     |       | 3   | 2  |         | GDP/BHE 1               | 26      |
| 1960 | 10      | 9      |    |       |     |       | 2   | 2  |         | GDP/BHE 2; UF 1         | 26      |
| 1956 | 8       | 7      |    |       |     |       | 2   | 4  |         | UF 2; BHE 2; HB 1       | 26      |
| 1952 | 7       | 8      |    |       |     |       |     | 5  |         | LH 4; FDW 2             | 26      |
| 1948 | 8       | 7      |    |       |     |       |     | 11 |         | KPD: 1, FLÜ 3; WAV 1    | 31      |
| 1946 | 19 (15) | 11 (8) |    |       |     |       |     | 1  |         | KPD: 1                  | 31 (24) |

| FSM = Freisinger Mitte BF = Bürgerforum FB = Freisinger Block U = Union Freisinger Bürger UFB = Unabhängige Freisinger Bürger | UF = Unabhängige Freisinger HB = Hausbesitzer LH = Liste der Heimatvertriebenen FDW = Freie Demokratische Wählergemeinschaft FLÜ = Flüchtlingsparteien |

1. ↑  2011 bildeten 8 Stadträte der CSU-Fraktion und eine Stadträtin der Grünen die neue Fraktion Freisinger Mitte. Zwei ihrer Mitglieder sind inzwischen aus dem Stadtrat ausgeschieden (Tobias Eschenbacher wurde zum Oberbürgermeister gewählt, Florian Notter wurde Leiter des Stadtarchivs). Nachrücker waren jeweils Mitglieder der CSU, da die Freisinger Mitte bei der Wahl 2008 noch nicht existierte. In Klammern die ursprüngliche Zahl der Sitze nach der Wahl. Eine Stadträtin der SPD wechselte 2012 zu den Grünen. Ein Stadtrat der FSM verließ später die Fraktion und blieb als fraktionsloser im Stadtrat.
2. ↑  Der Stadtrat wurde auf Anordnung des bayerischen Innenministeriums nachträglich vergrößert. Die zusätzlichen Sitze gingen an die CSU und die SPD.

### Bürgermeister
Die Stadt Freising wird geleitet von einem Oberbürgermeister und zwei Bürgermeistern. Oberbürgermeister ist seit 2012 Tobias Eschenbacher von der Freisinger Mitte. Zweite Bürgermeisterin ist Eva Bönig (Grüne) und dritte Bürgermeisterin Birgit Mooser-Niefanger (Freisinger Mitte).
Mit einem Wahlergebnis von 56,9 % bei der Oberbürgermeisterwahl 2012 setzte sich Tobias Eschenbacher, Kandidat der Wählervereinigung Freisinger Mitte, am 25. März 2012 in der Stichwahl gegen Sebastian Habermeyer von den Freisinger Grünen durch. Seit 1. Mai ist er im Amt, am 3. Mai war seine Amtseinführung.
| Person                 | Amtszeit              | Partei                              |
| ---------------------- | --------------------- | ----------------------------------- |
| Tobias Eschenbacher    | seit 2012             | Freisinger Mitte                    |
| Dieter Thalhammer      | 1994–2012             | SPD                                 |
| Adolf Schäfer          | 1970–1994             | SPD, ab 1978 parteilos/Freie Wähler |
| Max Lehner             | 1948–1970             | parteilos                           |
| Karl Wiebel            | 1946–1948             |                                     |
| Emil Berg              | 1945–1946             |                                     |
| Andreas Rasch          | 30. April–2. Mai 1945 |                                     |
| Hans Lechner           | 1942–1945             | NSDAP                               |
| Karl Lederer           | 1933–1942             | NSDAP                               |
| Gottlieb Schwemmer     | kommissarisch         | NSDAP                               |
| Stephan Bierner        | 1899–1933             | parteilos, später BVP               |
| Martin Mauermayr       | 1869–1899             |                                     |
| Franz Krumbach         | 1853–1869             |                                     |
| Franz Sporrer          | 1848–1853             |                                     |
| Philipp Stauber        | 1842–1848             |                                     |
| Joseph Albin Parth     | 1839–1842             |                                     |
| Johann Nepumuk Götzl   | 1833–1839             |                                     |
| Johann Nepumuk Einsele | 1825–1832             |                                     |
| Thomas Heigl           | 1813–1825             |                                     |
| Ignaz Zehetmayr        | 1802–1813             |                                     |

### Vertreter in Land- und Bundestag
Die Stadt Freising liegt im Bundestagswahlkreis Freising, der die Landkreise Freising und Pfaffenhofen umfasst. Bundestagsabgeordneter ist seit 2013 Erich Irlstorfer. Abgeordneter für den Stimmkreis Freising des Bayerischen Landtags, bestehend aus dem Landkreis Freising, ist seit 2008 Florian Herrmann.

### Wappen
Der obere Teil des Wappens zeigt die Bayerische Raute. Der Bär im unteren Teil erschien das erste Mal 1340, als er zwischen zwei Stadttürmen abgebildet war. Der Korbiniansbär ist das Symbol des ersten Bischofs von Freising Korbinian. Ursprünglich war auch der Freisinger Mohr und Kirchtürme auf dem Wappen abgebildet. Ab dem Ende des 18. Jahrhunderts war der Bär das alleinige Motiv. Nach der Säkularisation wurde Freising ein Teil Bayerns und dementsprechend wurden 1806 die bayerischen Rauten in das Wappen integriert. Das heutige Stadtwappen wurde 1819 festgelegt. Zur Vorbereitung auf das Koriniansjahr 2024 wurde das Wappen 2022 graphisch bearbeitet und modernisiert.
Die Stadtfarben von Freising sind rot und weiß. Das Bündel des Bären im Stadtwappen zeigt eben jene Farben (beziehungsweise heraldisches silber statt weiß). Seit 1938 werden die Straßenschilder in Freising in diesen Farben gestaltet.
Als erster der Erzbischöfe von München und Freising nahm Josef Ratzinger, in Erinnerung an seine Freisinger Zeiten, außer dem üblichen Freisinger Mohren, der seit 1286 im Wappen der Bischöfe erscheint, auch den Korbiniansbären in sein Bischofswappen auf. Bär wie Mohr führte er als Papst Benedikt XVI. weiterhin in seinem Wappen.

Wappen der Stadt Freising, überarbeitete Version von 2022
Kardinalswappen von Joseph Kardinal Ratzinger
Papstwappen von Benedikt XVI.
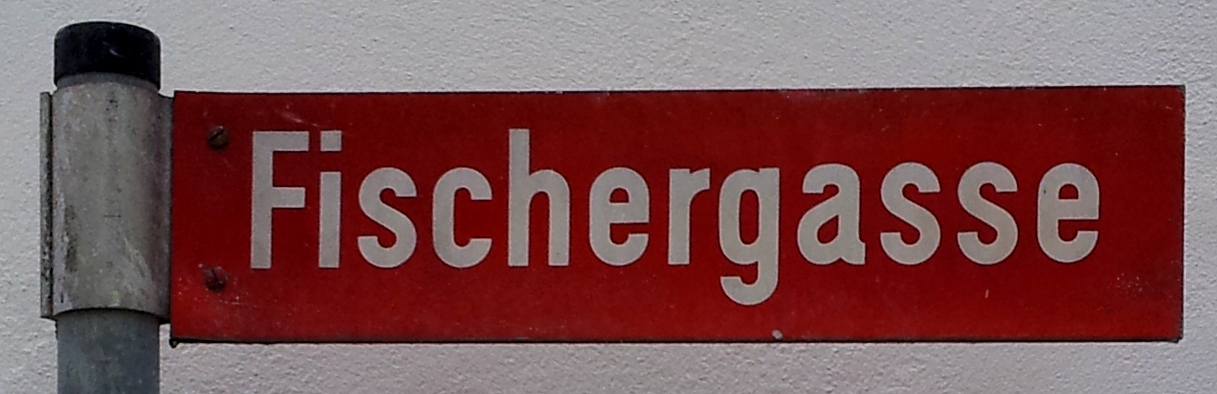
Die Straßenschilder in Freising sind in den Farben der Stadt rot und weiß gestaltet.

### Partnerschaften und Patenschaften
Die erste Städtepartnerschaft schloss Freising 1963 mit Obervellach. Bis 2004 folgten weitere fünf Städte. Während Arpajon als Geburtsort des Bistumsgründers Korbinian gilt, lagen die anderen Orte früher auf Besitzungen des Hochstifts Freising.
| Partnerstadt            | Staat      | seit |
| ----------------------- | ---------- | ---- |
| Obervellach             | Österreich | 1963 |
| Innichen/San Candido    | Italien    | 1969 |
| Maria Wörth             | Österreich | 1978 |
| Waidhofen an der Ybbs   | Österreich | 1986 |
| Arpajon                 | Frankreich | 1991 |
| Bischoflack/Škofja Loka | Slowenien  | 2004 |

Ein 2018 ausgelieferter Airbus A320neo (D-AINM) der Lufthansa ist auf den Namen Freising getauft. Zuvor trugen eine 2011 ausgelieferte Embraer ERJ-195LR (D-AEBH) der Lufthansa CityLine und eine 1991 ausgelieferte Boeing 737-500 (D-ABJD) den gleichen Namen. Letztere sollte am 17. Mai 1992 gemeinsam mit der Schwestermaschine Erding im Parallelanflug die ersten offiziellen Landungen am neu eröffneten Münchner Flughafen durchführen. 10 Minuten vorher landete aber bereits eine MD 83 der Aero Lloyd.

## Wirtschaft und Infrastruktur

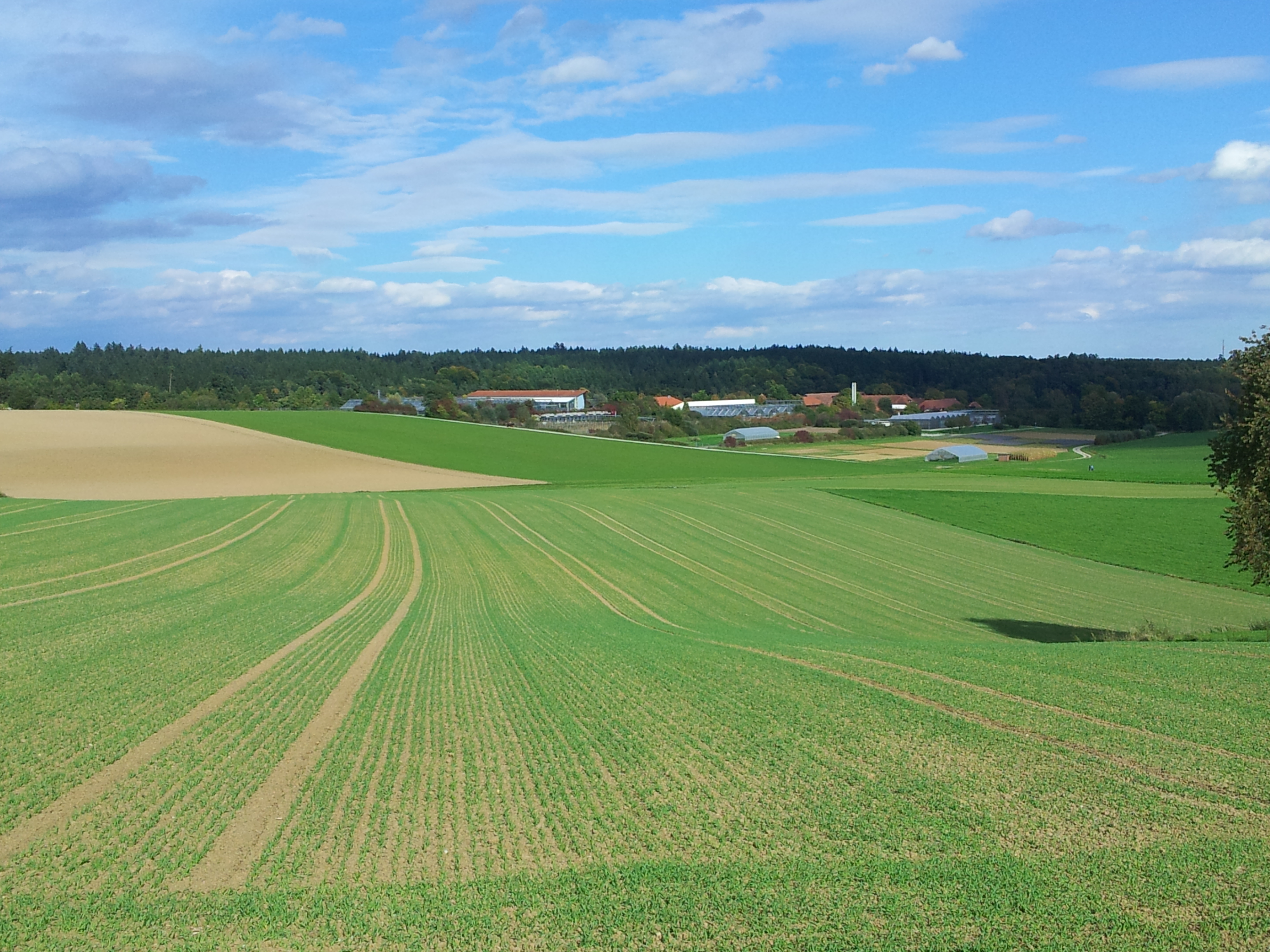
Versuchsgut Dürnast der Technischen Universität München

2021 gab es in Freising 41.672 sozialversicherungspflichtig Beschäftigte. Von der ansässigen Bevölkerung standen 23.284 Personen in einer versicherungspflichtigen Beschäftigung. Der Pendlersaldo lag damit bei 18.388 Arbeitskräften. Der weitaus größte Teil der Arbeitsplätze liegt im Bereich „Handel, Verkehr und Gastgewerbe“ (24.124). Öffentliche, private und Unternehmensdienstleister beschäftigten insgesamt 13.334 Mitarbeiter. Im produzierenden Gewerbe waren 3.947 Arbeitnehmer tätig. Die Zahl der Lohn- und Einkommenssteuerpflichtigen stieg zwischen 1992 und 2018 von 16.200 auf über 28.000 an. Die Arbeitslosenquote im Bezirk Freising-Erding liegt seit Jahren bei etwa 3 % und damit nahe der Vollbeschäftigung.

### Landwirtschaft
2010 gab es in Freising 134 landwirtschaftliche Betriebe, die 4.154 Hektar Land bewirtschafteten. Die Fläche verteilte sich etwa auf ein Drittel Grünland und zwei Drittel Ackerland. Die dominierenden Getreidearten waren Weizen (etwa 800 ha) und Gerste (etwa 440 ha). Die restliche Fläche wurde vor allem zum Anbau von Raps und Futterpflanzen genutzt. In der zurückgehenden Tierhaltung dominierte die Rinder- und Hühnerhaltung. Von den fast 3.000 Rindern waren etwa ein Drittel Milchvieh. Die Technische Universität München betreibt im Umkreis von Freising mehrere Landwirtschaftliche Forschungsstationen, von denen das Gut Dürnast und der Veitshof auf dem Gebiet der Stadt Freising liegen.

### Unternehmen von überregionaler Bedeutung
Der größte Arbeitgeber der Region ist der Flughafen München mit den auf dem Flughafengelände angesiedelten Firmen, der aber nur zu einem Teil auf dem Gebiet der Stadt Freising liegt. Unter anderem betreibt hier die Deutsche Post AG eine der größten Briefniederlassungen in Bayern. Ein weiterer wichtiger Arbeitgeber ist Texas Instruments. Heute arbeiten am europäischen Konzernsitz in Freising mehr als 1.000 Mitarbeiter. Der Halbleiterhersteller eröffnete seine Zweigstelle in Freising 1966 und ist sowohl in der Entwicklung als auch in der Produktion tätig. Im Ortsteil Attaching fertigt Krones Brauereianlagen. Krones übernahm 1983 die ansässige Maschinenfabrik Anton Steinecker. In Lerchenfeld betreibt HAWE Hydraulik ein Werk. Ein weiterer Maschinenbaubetrieb war bis 1993 der Traktorenhersteller Anton Schlüter München. Die Fixit Gruppe, ein international tätiger Baustoffhersteller, hat ihren Sitz im Stadtteil Neustift. 2012 wurde bekannt, dass Volkswagen in Freising ein Schulungs- und Qualifizierungszentrum für die Bereiche Verkauf und Service im Raum München und Bayern baut.
Neben der Bayerischen Staatsbrauerei Weihenstephan, der ältesten Brauerei der Welt (seit 1040), braut auch das Hofbrauhaus Freising Bier. Auf dem Schlütergut, dem ehemaligen Gut der Maschinenfabrik Schlüter, betreibt die Unternehmensgruppe Theo Müller die Molkerei Weihenstephan.
In Freising haben drei Banken ihren Hauptsitz. Neben der Sparkasse Freising-Moosburg und der Freisinger Bank ist dies das Bankhaus Ludwig Sperrer, einer der wenigen Privatbankiers in Deutschland. Daneben gibt es Filialen der üblichen überregionalen Banken.

### Wirtschaftsverbände
Der größte und am breitesten aufgestellte Wirtschaftsverband vor Ort ist der Gewerbeverband Freising im Bund der Selbständigen – Gewerbeverband Bayern e. V. mit weit über 100 Mitgliedsunternehmen. Der Einzelhandel im Zentrum wurde lange Zeit durch den Verein Einkaufszentrum Freisinger Innenstadt vertreten. 2014 wurde die neue Vereinigung, Aktive City Freising, gegründet, der neben dem Einzelhandel auch freie Berufe, Vereine und Bewohner der Freisinger Innenstadt beitreten können. Bei den Wirtschaftsjunioren Freising engagieren sich vor allem junge Selbständige, Unternehmer und Führungskräfte. Die Industrie- und Handelskammer (IHK) für München und Oberbayern wird durch das IHK-Gremium Erding-Freising repräsentiert, die Handwerkskammer für München und Oberbayern durch die Kreishandwerkerschaft Freising. Der Bundesverband Deutscher Milchviehhalter hat seinen Sitz in Freising.

### Medien
In Freising erscheinen zwei Tageszeitungen als Lokalausgaben: das Freisinger Tagblatt als Teil des Münchner Merkurs und die Süddeutsche Zeitung. Wöchentlich erscheinen die beiden Anzeigenblätter Forum und Wochenblatt. Seit 2007 erscheint monatlich das Stadtmagazin fink. Freising liegt im Sendebereich des Lokalsenders Rock Antenne, der die Sendefrequenz von Radio Hitwelle übernahm.

### Fremdenverkehr
Hauptanziehungspunkte sind die historische Altstadt und der Domberg und dabei insbesondere die zahlreichen Kirchen wie der Freisinger Dom. Ein weiteres Ziel ist der Stadtteil Weihenstephan, mit den Einrichtungen und Gärten der beiden Hochschulen, sowie der Brauerei Weihenstephan. Es werden Stadtführungen zu verschiedenen Themengebieten angeboten, auch kulinarische Führungen und Bierverkostungen.
Unter anderem durch die Wahl von Benedikt XVI. zum Papst und dessen früheres Wirken in Freising nehmen die Besucherzahlen in den letzten Jahren zu. Freising liegt am Isar-Radweg und ist Endpunkt der Deutschen Hopfenstraße durch die nördlich gelegene Hallertau. Ein Anziehungspunkt, der ebenfalls auf dem Gebiet der Gemeinde Freising liegt, ist der Besucherpark des Flughafens, mit dem Besucherhügel und einer Ausstellung historischer Flugzeuge. Hier starten auch Besucherrundfahrten über das Flughafengelände.
In Freising gibt es bedingt durch die Nähe der Großstadt München und des Flughafens eine große Anzahl an Übernachtungsmöglichkeiten. Unweit des Marienplatzes liegt das Hotel Bayerischer Hof. Seit der Eröffnung des Flughafens eröffneten in Freising mehrere Hotelketten neue Häuser (Mercure, Marriott International, Novotel). Daneben gibt es einige kleinere Hotels, sowie Gasthäuser und Pensionen. 2011 boten 24 Betriebe mit mehr als 9 Betten insgesamt 2.125 Gästebetten an. Die 201.179 angekommenen Gäste führten zu 319.399 Übernachtungen. Mehr als ein Drittel der Gäste stammen aus dem Ausland.

### Verkehr

#### Straßenverkehr

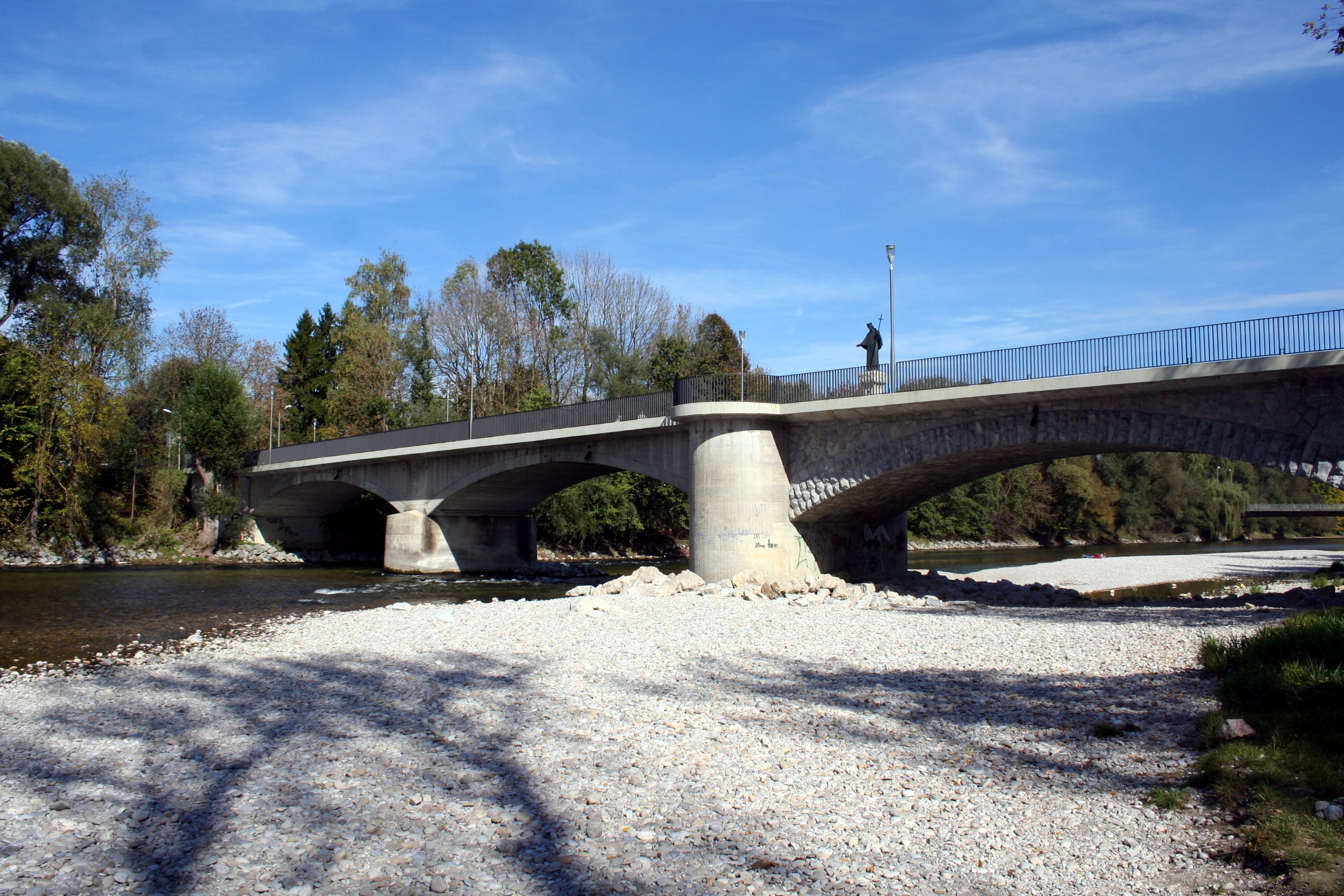
Die Korbinianbrücke ist die älteste der Freisinger Isarbrücken und heute für den Autoverkehr gesperrt.

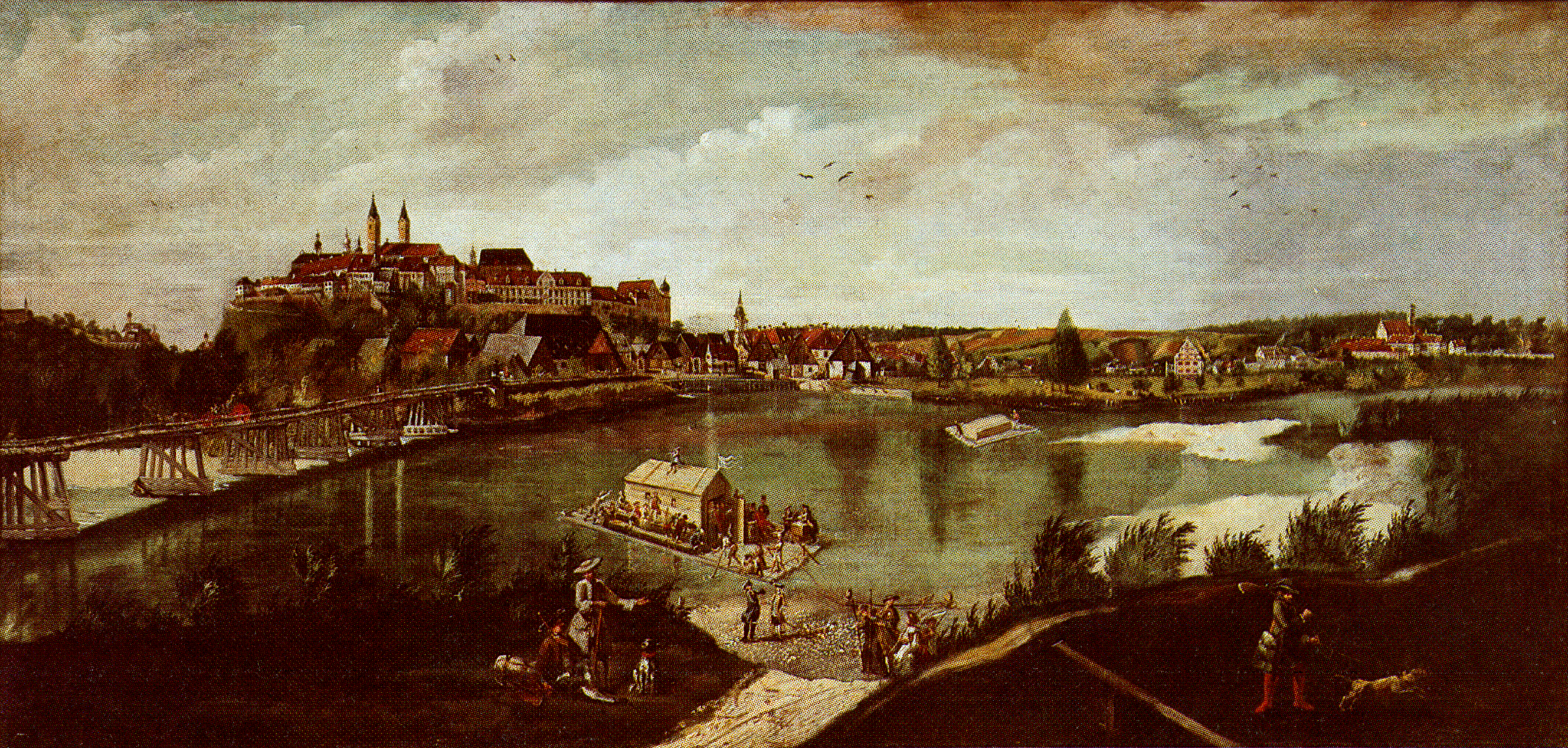
Flößerei auf der Isar (Johann Baptist Deyrer um 1772)

Den Süden des Stadtgebietes durchquert die Bundesautobahn 92, die Freising an München und Niederbayern anbindet. Wenige Kilometer westlich bei Allershausen verläuft die A 9. Von Freising durch die Hallertau nach Abensberg verläuft die Bundesstraße 301. Die Bundesstraße 11 von Krün nach Bayerisch Eisenstein verlief durch Freising, wurde inzwischen jedoch zur Staatsstraße 2350 herabgestuft. Sie verläuft zwischen München und Landshut parallel zur A 92, östlich von Freising jedoch auf der jeweils anderen Isarseite, so dass sie dennoch stark befahren ist. Bei Achering trifft die St 2350 an der Anschlussstelle Freising Süd auf die A 92. Die Staatsstraße 2084 verbindet Freising einerseits mit Allershausen und andererseits mit Erding. Die Staatsstraße 2339 führt bis zur Bundesstraße 13 bei Heimhausen. Zur Anbindung des Flughafens an die A 92 gibt es die Anschlussstelle Flughafen München. Dabei existieren nur Anschlüsse in Richtung München. Auf dem ersten Kilometer bis zur Anschlussstelle Hallbergmoos ist die Zubringerstraße als Autobahn gewidmet. Danach geht sie in die Staatsstraße 2584 über, die bis zur Flughafentangente Ost führt und die Hauptzufahrt zum Flughafen ist. Bis zur Abzweigung zum Terminal 1 liegt die Straße auf dem Gebiet der Stadt Freising. Die Straße ist bis auf einen Kreisverkehr im Osten des Flughafens höhenfrei ausgebaut und weist bis zu diesem Kreisverkehr getrennte Richtungsfahrbahnen auf. Auf dem Gelände des Flughafens ist die Straße nicht gewidmet, so dass die Staatsstraße 2584 rein rechtlich gesehen aus zwei Teilstücken besteht. Das westliche der beiden, auf dem Gebiet der Stadt Freising, ist nur wenige hundert Meter lang (zwischen Autobahnende und Flughafengrenze).
Stark befahren ist die Kreisstraße FS 44. Sie führt von der St 2350 im Süden der Stadt über die Schlüterbrücke bis zur Autobahnanschlussstelle der A 92 Freising Mitte, von wo sie als B 301 weiter bis zur B 388 geführt wird. Der Abschnitt der B 301 zwischen Hallbergmoos und Fischerhäuser wurde 2013 eröffnet und entlastet die bestehende Staatsstraße auf der Ostseite der Isar, auf der der Verkehr wegen des Flughafens stark angestiegen war.
Um den Verkehr in der Innenstadt zu vermindern, wurden mehrere Umgehungsstraßen gebaut. Im Osten führt der Autobahnzubringer (B 301) von der ehemaligen B 11 (jetzt St 2350) zur Autobahnausfahrt Freising Ost und geht dort in die Staatsstraße 2084 Richtung Erding über. In der Nähe beginnt auch der Südring, der parallel zur A 92 im Süden von Lerchenfeld verläuft und über die Schlüterbrücke (FS 44) zur St 2350 im Süden Freisings führt. Im Norden verbinden der Weihenstephaner Ring, der Wettersteinring und der Karwendelring die Staatsstraße 2084 mit der Kreisstraße FS 46, die zur B 301 führt. Die Lücke zwischen dieser Nordumgehung und der Südumgehung schließt die Westtangente. Diese unterquert in einem Tunnel den Ortsteil Vötting und trifft bei der Schlüterbrücke auf die St 2350 und die Südumfahrung. Die Bauarbeiten für dieses umstrittene Projekt begannen nach jahrzehntelangen Diskussionen im Jahr 2015 und endeten Anfang 2022. Im November 2020 wurde die Nordostumfahrung der B 301 eröffnet. Diese führt von Erlau bis zum Knotenpunkt mit der St 2350 und dem Autobahnzubringer bei Marzling.
Die älteste Isarquerung in Freising ist die Korbinianbrücke, die nur noch für Stadtbusse sowie Fußgänger und Radfahrer freigegeben ist. Der Großteil des Verkehrs läuft heute über die wenige hundert Meter entfernt liegende Luitpoldbrücke. Weitere Brücken liegen an der Südumgehung (Schlüterbrücke) und im Osten (Autobahnzubringer). Für Fußgänger wurde 2015 der Isarsteg Nord eröffnet, der im östlichen Stadtgebiet die Isar quert. Noch im Gemeindegebiet liegen die Autobahnbrücke bei Achering und die parallel verlaufende Bahnbrücke der Strecke zum Flughafen München. Nahe den beiden letzteren Brücken gibt es noch den Isarsteg Achering, der hauptsächlich von Fußgängern und Radfahrern benutzt wird.

#### Schienenverkehr
Freising liegt an der Bahnstrecke München–Regensburg, die von der Actiengesellschaft der bayerischen Ostbahnen am 3. November 1858 in Betrieb genommen wurde. Am Bahnhof Freising (DS100: MFR) verkehren heute Regionalzüge der DB Regio von München über Landshut in Richtung Passau, Regensburg, Nürnberg und Hof. Außerdem besteht alle zwei Stunden eine Verbindung mit dem alex zwischen München, Freising und Prag. Die Fahrzeit zum Münchner Hauptbahnhof beträgt (ohne Zwischenhalte) knapp 25 Minuten. Über den Flughafenexpress (ÜFEX = Überregionaler Flughafen-Express, Regensburg – Landshut – Flughafen München) besteht außerdem eine direkte Verbindung zum Flughafen München.
Seit 1972 ist Freising zusätzlich durch die S-Bahnlinie 1 des Münchner Verkehrsverbunds (MVV) an die Landeshauptstadt München angebunden. Im Gemeindeteil Pulling gibt es einen weiteren S-Bahn-Halt. Daneben liegt die S-Bahn-Station Flughafen-Besucherpark auf dem Freisinger Stadtgebiet. Neben dem zweiten Ast der S 1, der von Neufahrn über die Neufahrner Spange zum Flughafen verläuft, fährt hier die S 8, die die Bahnstrecke München Ost–München Flughafen nach München nutzt. Bis in die 1970er Jahre gab es noch einen Haltepunkt im Stadtteil Neustift⊙. Dort hielten die Züge, die über Langenbach und weiter über die Hallertauer Lokalbahn nach Mainburg verkehrten. Nach deren Einstellung wurde der Haltepunkt aufgegeben.
| Linie | Linienverlauf |
| ----- | --- |
| S1    | Freising – Pulling – Neufahrn / Flughafen München – Flughafen Besucherpark – Neufahrn – Eching – Lohhof – Unterschleißheim – Oberschleißheim – Feldmoching – Fasanerie – Moosach – Laim – Hirschgarten – Donnersbergerbrücke – Hackerbrücke – Hauptbahnhof – Karlsplatz (Stachus) – Marienplatz – Isartor – Rosenheimer Platz – Ostbahnhof – Leuchtenbergring |

Nach Fertigstellung des Erdinger Ringschlusses ist u. a. eine Verlängerung der S-Bahnlinie 2 geplant, die Freising über den Flughafen mit Erding verbinden soll. Seit 2024 führt die Dombergbahn von der Bahnhofstraße auf den Domberg.

#### Öffentlicher Personennahverkehr
Die Stadtwerke Freising betreiben ein Stadtbusnetz mit mehreren Linien, das in den Münchner Verkehrsverbund (MVV) integriert ist. Zu diesem Netz gehören auch eine Buslinie nach Marzling und eine zum Flughafen. In Nächten vor Samstagen, Sonntagen, Feiertagen sowie zu größeren Festen (Volksfest u. ä.) verkehren zwei Nachtlinien im Stundentakt. Alle Linien beginnen am Bahnhof. Dort befindet sich auch ein Busbahnhof für Regionalbusse. Darüber hinaus besteht auch die Fahrtmöglichkeit mit vier Ruftaxilinien.
| Linie | Linienverlauf | Verkehrsunternehmen            |
| ----- | --- | ------------------------------ |
| 511   | Erding S – Notzing/Oberding – Schwaig – Freising, Berufsschule / Obervellacherstraße – Freising S R                     | RVO                            |
| 601   | Schweitenkirchen – Paunzhausen – Kirchdorf – Wolfersdorf – Freising S R                                                 | Stanglmeier                    |
| 602   | Mainburg – Rudelzhausen – Au – Attenkirchen – Freising S R                                                              | Bayernbus                      |
| 603   | Mainburg – Rudelzhausen – Nandlstadt – Zolling – Freising S R                                                           | Bayernbus                      |
| 614   | Haimhausen/Deutenhausen – Hetzenhausen/Massenhausen – Freising S R                                                      | Omnibusbetrieb Knab            |
| 615   | Viehbach/Höchenberg – Sickenhausen – Freising S R                                                                       | Omnibusbetrieb Knab            |
| 616   | Freising S R – Kranzberg – Allershausen – Hohenkammer                                                                   | Boos Bus                       |
| 617   | Rudelzhausen – Berg – Oberhaindlfing – Wolfersdorf – Freising S R                                                       | Hadersdorfer                   |
| 618   | Sünzhausen – Gütlsdorf – Jägersdorf – Freising S R                                                                      | Hadersdorfer                   |
| 619   | Freising S R – Schönbichl/Eberspoint – Allershausen – Hohenkammer – Petershausen S R                                    | Boos Bus                       |
| 620   | Freising S R – Berufsschule – Waldfriedhof – Neustift – Freising S R                                                    | PVG Stadtwerke Freising        |
| 621   | Freising S R – Heiliggeistgasse – Neustift – Waldfriedhof – Schönmetzlerstraße – Freising S R                           | PVG Stadtwerke Freising        |
| 622   | Freising S R – Haggertystraße – Freising, Park-and-Ride S – Haggertystraße – Freising S R                               | PVG Stadtwerke Freising        |
| 623   | Freising, Park-and-Ride S – Gute Änger – Jagdstraße – Park-and-Ride S                                                   | PVG Stadtwerke Freising        |
| 624   | Freising, Park-and-Ride S – Haggertystraße – Park-and-Ride S – Kirche Sankt Lantpert – Haggertystraße – Park-and-Ride S | PVG Stadtwerke Freising        |
| 630   | Freising S R – Prinz-Ludwig-Straße – Kleine Wies – Seniorenzentrum – Freising S R                                       | PVG Stadtwerke Freising        |
| 631   | Freising S R – Seniorenzentrum – Kleine Wies – Prinz-Ludwig-Straße – Freising S R                                       | PVG Stadtwerke Freising        |
| 633   | Freising, Gutenbergstraße – Freising S R – Marzling                                                                     | PVG Stadtwerke Freising        |
| 634   | Freising, Park-and-Ride S – Rabenweg – Attaching                                                                        | PVG Stadtwerke Freising        |
| 635   | Freising S R – Flughafen, Terminalstraße Mitte S R                                                                      | Busverkehr Südbayern           |
| 637   | Freising S R – Dürnast – Hohenbachern                                                                                   | PVG Stadtwerke Freising        |
| 638   | Freising S R – Weihenstephan – Fraunhofer-Institut                                                                      | PVG Stadtwerke Freising        |
| 639   | Freising S R – Weihenstephan – Lange Point – Schönmetzlerstraße – Freising S R                                          | PVG Stadtwerke Freising        |
| 640   | Freising S R – Weihenstephan – Waldfriedhof – Neustift – Altstadt (Nachtbus)                                            | PVG Stadtwerke Freising        |
| 641   | Freising S R – Haggertystraße – Landshuter Straße – Freising S R (Nachtbus)                                             | PVG Stadtwerke Freising        |
| 691   | Freising S R – Hallbergmoos S – Neufahrn S                                                                              | Bayernbus, RVO und Stanglmeier |
| X660  | Freising, Weihenstephaner Berg – Garching-Forschungszentrum U                                                           | Stanglmeier                    |
| 6001  | Freising S R – Pettenbrunn – Itzling – Haindlfing – Garten                                                              | PVG Stadtwerke Freising        |
| 6002  | Freising S R – Sünzhausen – Pallhausen                                                                                  | PVG Stadtwerke Freising        |
| 6003  | Freising S R – Dürneck – Achering – Pulling S                                                                           | PVG Stadtwerke Freising        |
| 6004  | Freising S R – Altenhausen – Edenhofen – Zellhausen                                                                     | PVG Stadtwerke Freising        |

#### Luftverkehr
Der Münchener Flughafen, dessen Nordwesten mit dem Besucherpark zum Gemeindegebiet der Stadt Freising gehört, ist nur 6 km vom Zentrum Freisings entfernt. Mit etwa 41 Millionen abgefertigten Passagieren (2015) ist er der zweitgrößte deutsche Flughafen und einer der 10 größten Europas.

#### Wasserverkehr
Bis zum Aufkommen der Eisenbahn spielte die Flößerei auf der Isar für den Transport eine bedeutende Rolle.

### Stromversorgung

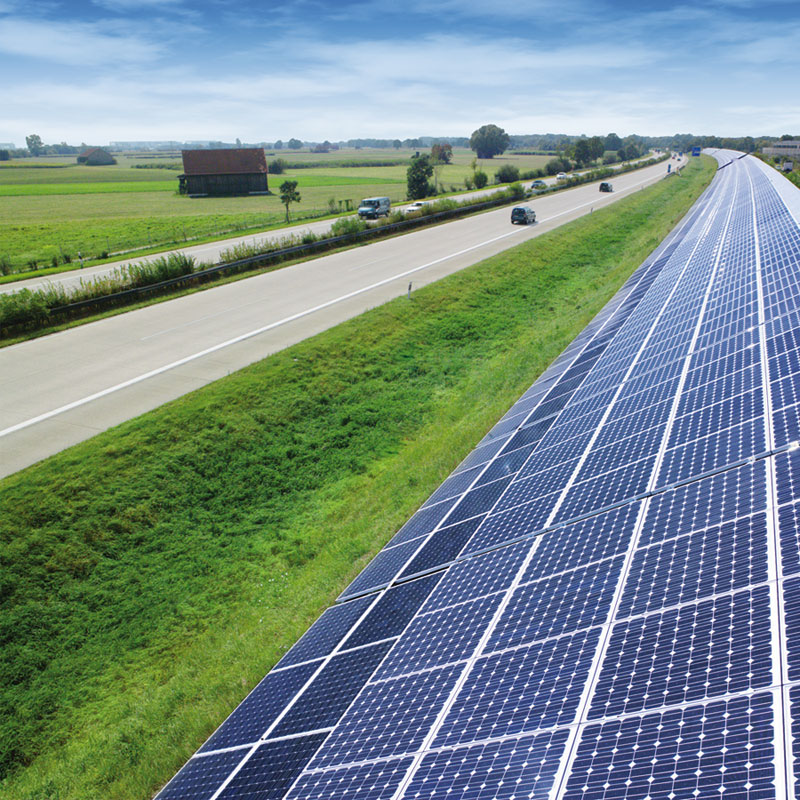
Photovoltaikanlage an der A 92

Der wichtigste Verteilnetzbetreiber in Freising sind heute die Stadtwerke Freising. Nur das Netz im Bereich Attaching wird vom E-Werk Schweiger versorgt. Einen eigenen Netzbereich bildet auch das Netz Weihenstephan. Die Stromerzeugung in Freising beschränkt sich auf ein kleines Wasserkraftwerk und zwei landwirtschaftliche Biogasanlagen, sowie Photovoltaikanlagen. Die größte dieser Anlagen zieht sich in Form einer Lärmschutzwand 1200 m entlang der A 92. Auf dem Flughafengelände betreibt der Flughafen ein Blockheizkraftwerk mit einer Leistung von 18,5 MW (Blockheizkraftwerk Flughafen München). Wenige Kilometer nordöstlich bei Anglberg liegt das Kraftwerk Zolling. An diesem Standort werden ein Steinkohlekraftwerk, sowie Gasturbinen und ein Biomasseheizkraftwerk (BMHKW) betrieben. Durch den Norden der Stadt führt eine 110-kV-Hochspannungsleitung, die östlich von Marzling von der Verbindungsleitung vom Kraftwerk Zolling zum Umspannwerk Neufinsing abzweigt und nach Unterschleißheim führt. An mehreren Umspannwerken in der Stadt Freising (Umspannwerk Freising Nord ⊙ 1969, Umspannwerk Freising West ⊙ 1990) wird Strom ins 20-kV-Mittelspannungsnetz eingespeist. Vom Umspannwerk Freising Nord führt eine Erdleitung mit 110 kV zum Umspannwerk Freising-Ost in Lerchenfeld, das 2002 in Betrieb ging um diesen Ortsteil, die dort liegenden Anlagen von Texas Instruments und das Gewerbegebiet Clemensänger zu versorgen. Parallel zur Hochspannungsleitung durch den Norden der Stadt führt eine weitere Hochspannungsleitung der DB Energie für Bahnstrom. Über einen Abzweig wird das Unterwerk Pulling versorgt, das Strom in die Bahnstrecken nach München und am Flughafen einspeist.

### Fernwärme

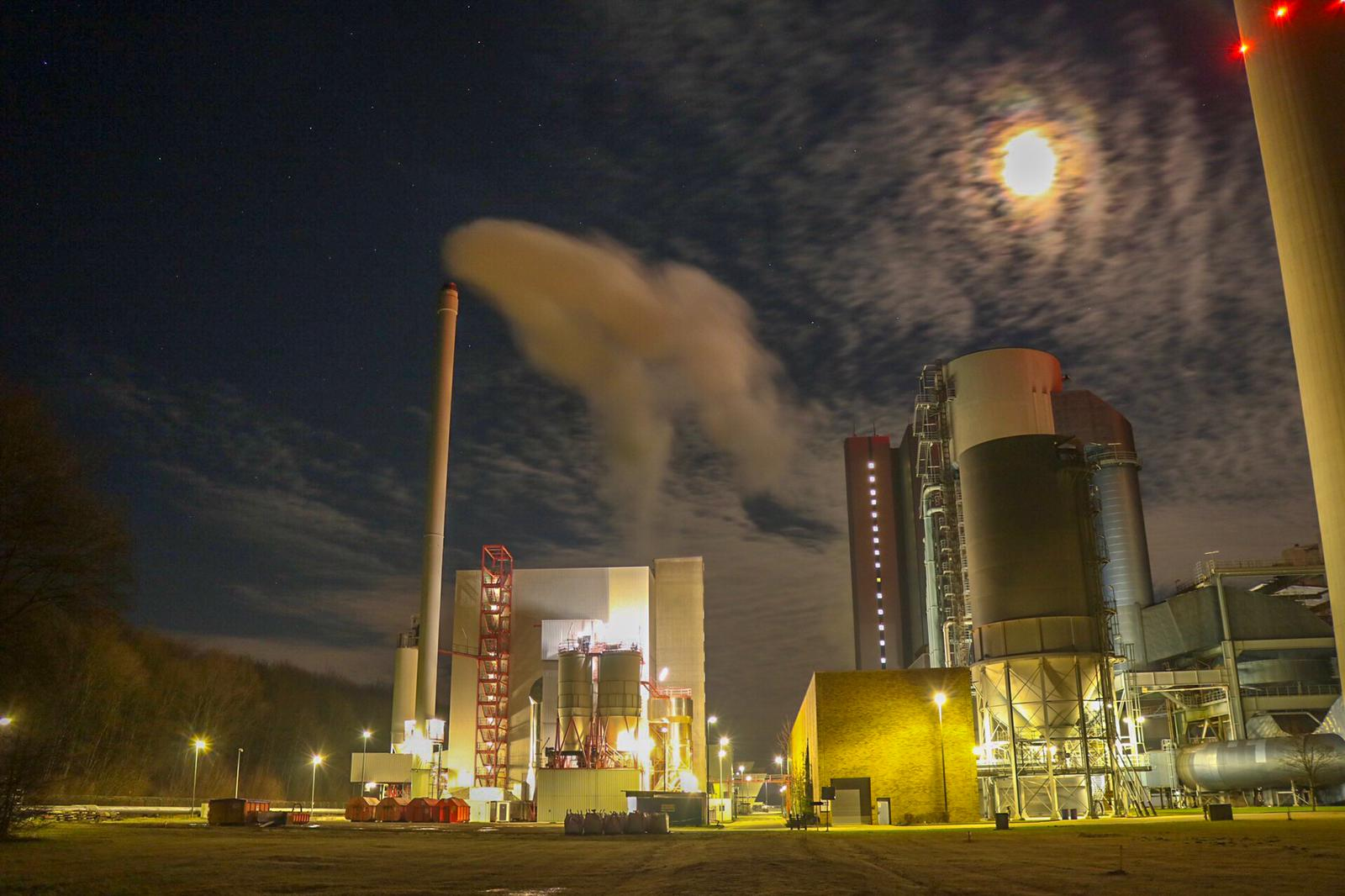
Blick auf das Biomasseheizkraftwerk (links) und den Steinkohleblock (rechts) bei Nacht

In Freising besteht seit 1988 ein von der Fernwärmeversorgung Freising GmbH betriebenes Fernwärmenetz. Gesellschafter der GmbH sind die Stadtwerke Freising und die Bayernwerk AG. Das Netz erstreckt sich über die Gemeinden Freising, Zolling, Hallbergmoos sowie über das Flughafengelände. Versorgt werden folgende Anschlüsse:
- Verwaltungsgebäude des Kraftwerks Zolling
- Zolling
- Freising
- TU Weihenstephan
- Freising Ost
- Attaching
- Flughafen München
- Hallbergmoos

Die größte Wärmequelle im Netz ist das Kraftwerk Zolling. Neben den 150 MWth des Steinkohleblocks und den 30 MWth des BMHKWs (Kraft-Wärme-Kopplung), stehen ein Elektrokessel (35 MWth) sowie ein Anfahrkessel (40 MWth) zur Verfügung. Zusätzlich befindet sich auf dem Kraftwerksgelände ein Fernwärmespeicher, der eine Speicherkapazität von 400 Megawattstunden besitzt und eine Leistung von 18 MWth abgeben kann. Außerhalb vom Kraftwerksgelände sind je ein Heizwerk in Weihenstephan (39,5 MWth) und in Hallbergmoos (32 MWth) für die Abdeckung von Lastspitzen in das Fernwärmenetz miteingebunden. Größter Verbraucher im Netz ist der Flughafen München, mit einer Anschlussleistung von 31 MWth. Der Flughafen München betreibt daneben noch ein eigenes Blockheizkraftwerk und stellt damit über Kraft-Wärme-Kopplung Wärme und Strom für den Eigenbedarf her.

### Gas
Die Versorgung mit Gas begann 1864 mit dem Bau eines privaten Werks zur Kohlevergasung an der Wippenhauser Straße. Nach einigen Besitzerwechseln gelangte das Werk 1907 in die Hände der Stadt Freising. Das Gaswerk wurde 1957 stillgelegt und von da an Stadtgas von den Stadtwerken München bezogen. 1975 wurde das Netz von Stadtgas auf Erdgas umgestellt. Lokaler Versorger sind die Stadtwerke Freising. Das Gasnetz erstreckt sich über die Stadt Freising, sowie die Ortsteile Pulling, Hohenbachern und Altenhausen. Des Weiteren betreiben die Stadtwerke Freising die Gasnetze in den nahe gelegenen Ortschaften Marzling und Langenbach, die nicht mehr im Gemeindegebiet Freising liegen. Insgesamt hat das Gasnetz eine Länge von 160 Kilometern. Das Gas wird aus dem vorgelagerten Netz der Energie Südbayern entnommen. Der Flughafen besitzt einen eigenen Anschluss an dieses Netz.

### Wasser

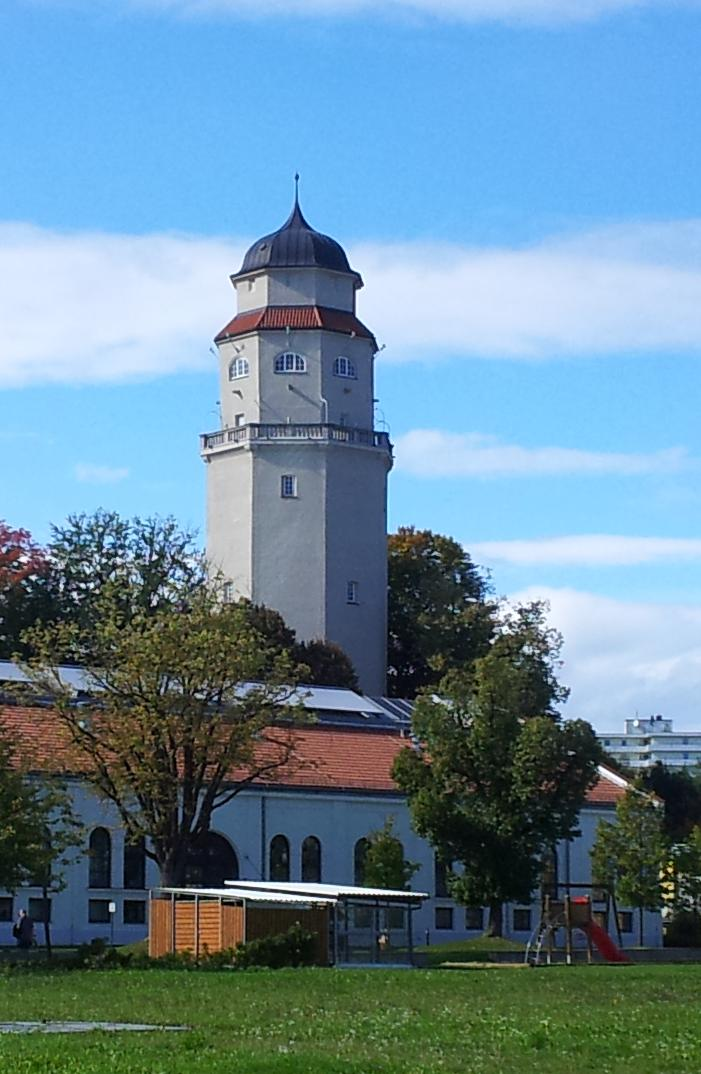
Der Freisinger Wasserturm wurde 1906 in Betrieb genommen.

Die Stadtwerke Freising, in deren Händen sich die Wasserversorgung seit 1959 befindet, versorgen bis auf zwei Ausnahmen den gesamten Gemeindebereich. Die Gemeindeteile Pulling und Achering gehören dem Zweckverband Wasserversorgungsgruppe Freising-Süd an, der das Gebiet mehrerer Gemeinden im Süden des Landkreises Freising umfasst. Der Flughafen bezieht sein Wasser vom Zweckverband zur Wasserversorgung Moosrain (Gemeinden Eitting, Finsing, Moosinning, Neuching und Oberding).
Im Mittelalter versorgte sich die Bevölkerung über eigene Hausbrunnen oder über öffentliche Brunnen. Für einige Großverbraucher, unter anderem Brauereien, gab es Pumpwerke, die Flusswasser förderten. Auch die höher gelegenen Gebiete der Stadt (Domberg, Weihenstephaner Berg) erforderten den Einsatz von Pumpwerken. Der Domberg wurde im 16. Jahrhundert mit einem Pumpwerk von der Moosach aus mit Wasser versorgt. Der große Residenzturm der Fürstbischöfliche Residenz diente dabei als Wasserturm. Nach dem Ausbruch von Seuchen (Asiatische Brechruhr 1836, Cholera 1854, Typhus 1880) erhielt die Stadt Freising 1883 die Auflage den Zustand der Wasserversorgung zu verbessern. Während der Amtszeit von Bürgermeister Martin Mauermayr wurde eine zentrale Trinkwasserversorgung geplant und 1888 in Betrieb genommen. Der Brunnen entstand nahe der Bahnlinie nach München. Über ein Pumpwerk an der Moosach nahe dem Veitshof wurde das Wasser in einen Erdbehälter an der Prinz-Ludwig-Straße gepumpt. Mit dem Bau der Jägerkaserne (Vimy-Kaserne) wurde an gleicher Stelle ein neues Pumpwerk und ein Freisinger Wasserturm errichtet. Seitdem wurde das Wassernetz stetig ausgebaut und weitere Wasserspeicher hinzugefügt, zuletzt 2006 ein Hochbehälter in der Nähe der Waldsiedlung ⊙. Heute wird das Wasser aus Flach- und Tiefbrunnen in der Nähe von Vötting gefördert.
Neben den Hochbehältern und dem Wasserturm der Stadtwerke gab und gibt es noch mehrere andere Wassertürme in der Stadt. In Betrieb sind noch die beiden weit sichtbaren Wassertürme der Brauerei Weihenstephan. Beide Türme entstanden in den 1920er Jahren. Der mit einer Höhe von 20 Metern kleinere Turm dient als Zwischenspeicher für enthärtetes Wasser für die Brauerei. Er wurde 1924 errichtet. Der mit 32 Metern größere Turm versorgt den Stadtteil Weihenstephan mit Trinkwasser aus zwei Behältern mit je 99 m³ Fassungsvermögen. Weitere Wassertürme betrieb die Traktorenfabrik Schlüter. Diese benötigte das Wasser sowohl für die Produktion als auch zur Versorgung der Arbeiterhäuser. 1916 wurde der erste Turm, ein Jahr später der zweite gebaut. Beide Türme sind baugleich und etwa 30 Meter hoch. Die Eisen- und Betonkonstruktion hat eine Grundfläche je 6,60 m × 6,60 m. Im obersten Stockwerk befindet sich jeweils ein Wasserbehälter mit einem Fassungsvermögen von 100 m³. Auf dem ehemaligen Versuchsgut der Firma Schlüter (heute Molkerei Weihenstephan) befand sich ebenfalls ein Wasserturm, der heute für Büroräume genutzt wird.

### Entwässerung
Für die Stadtentwässerung des größten Teils des Gemeindegebiets ist die Stadtentwässerung Freising zuständig, ein Eigenbetrieb der Stadt Freising. Ausnahme ist das Flughafengelände, dessen Betreiber dem Abwasserzweckverband Erdinger Moos angehört und an die Kläranlage Eitting angeschlossen ist. Das restliche Gemeindegebiet (bis auf einige kleine Orte mit Kleinkläranlagen) und die Nachbargemeinde Marzling sind an die Kläranlage im Stadtteil Neustift angeschlossen⊙. Diese wurde 1958/59 gebaut und hat nach mehreren Erweiterungen und Modernisierungen eine Anlagenkapazität von 110.000 Einwohnerwerten. Das gereinigte Wasser wird in die Isar abgegeben. Wie in anderen Kläranlagen an der Isar wird das Wasser vor der Einleitung mit Ultraviolettstrahlung behandelt, um die Keimzahlen im Wasser zu senken und das Baden im Fluss zu ermöglichen. Bei der Kanalisation werden zwei Ableitungssysteme eingesetzt. Nördlich der Isar sind 61 km der Kanalisation als Mischsystem ausgeführt. Um die Leistungsfähigkeit dieses Systems zu erhöhen, wurde zwischen 1994 und 1998 ein Stauraumkanal (Umgehungssammler) mit einer Länge von 4,1 km gebaut. Südlich der Isar ist das Abwassersystem als Trennsystem ausgeführt mit 89,3 km Schmutzwasserkanal und 21,2 km Regenwasserkanal.

### Bildung und Forschung

#### Schulen
In der Stadt Freising gibt es sechs Grundschulen. In der Innenstadt liegt die Grundschule St. Korbinian, in Neustift, Weinmiller-Straße 2, die Grundschule am SteinPark, in Lerchenfeld die Grundschule St. Lantbert und im Norden der Stadt die Paul-Gerhardt-Grundschule. Im Stadtteil Vötting gibt es eine weitere Grundschule, zu der auch das Schulhaus in Pulling gehört. Außerdem gibt es die Montessori-Schule Freising, private Grundschule des Montessori Landkreis Freising e. V.
Zu den weiterführenden Schulen gehören die drei Mittelschulen Neustift (Weinmiller-Straße 2), Lerchenfeld und Paul-Gerhard. Die beiden erstgenannten befinden sich an den Standorten der gleichnamigen Grundschulen. In direkter Nachbarschaft zur Paul-Gerhard-Schule befindet sich die Karl-Meichelbeck-Realschule. Am Guten Änger in Lerchenfeld wurde 2015 der Neubau der Montessorischule und 2018 eine zweite Realschule eröffnet. In der Wippenhauser Straße befinden sich die Wirtschaftsschule und die Fachoberschule/Berufsoberschule. Das älteste der drei Freisinger Gymnasien ist das Dom-Gymnasium auf dem Domberg. Das Camerloher-Gymnasium ist eines der wenigen musischen Gymnasien. Das aus dem Dom-Gymnasium hervorgegangene Josef-Hofmiller-Gymnasium ist das größte Freisinger Gymnasium.
In einem gemeinsamen Gebäude befinden sich die Berufsschule Freising und die Berufsfachschule für Kinderpflege. Letztere bildet als Vollzeitschule in zwei Jahren Kinderpfleger aus. Dem Klinikum Freising ist die Berufsfachschule für Krankenpflege angeschlossen. Die Staatliche Fachschule für Blumenkunst Weihenstephan bietet Fortbildungen zum Staatlich geprüften Gestalter für Blumenkunst.
In der Gartenstraße hat die Förderschule der Lebenshilfe Freising ihren Sitz. Eine weitere Förderschule ist das Sonderpädagogisches Förderzentrum Freising-Pulling im Gemeindeteil Pulling (Planung Schunck-Ullrich). In Freising gibt es zwei Musikschulen, die Sing- und Musikschule der Stadt Freising im Eckher-Haus und die private Musikschule des Vereins 3klang. Im ehemaligen Krankenhaus an der Kammergasse befindet sich die Volkshochschule Freising.

#### Hochschulen im Campus Freising-Weihenstephan

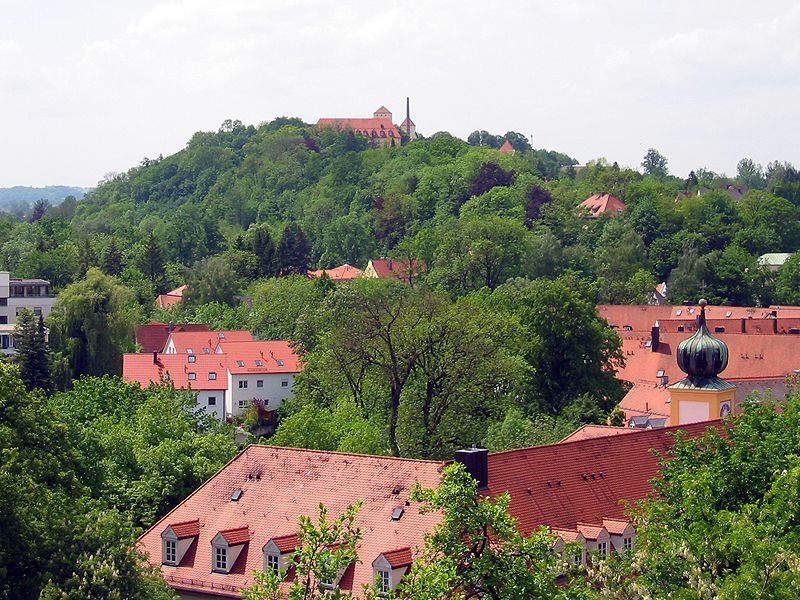
Blick vom Domberg zum Weihenstephaner Berg

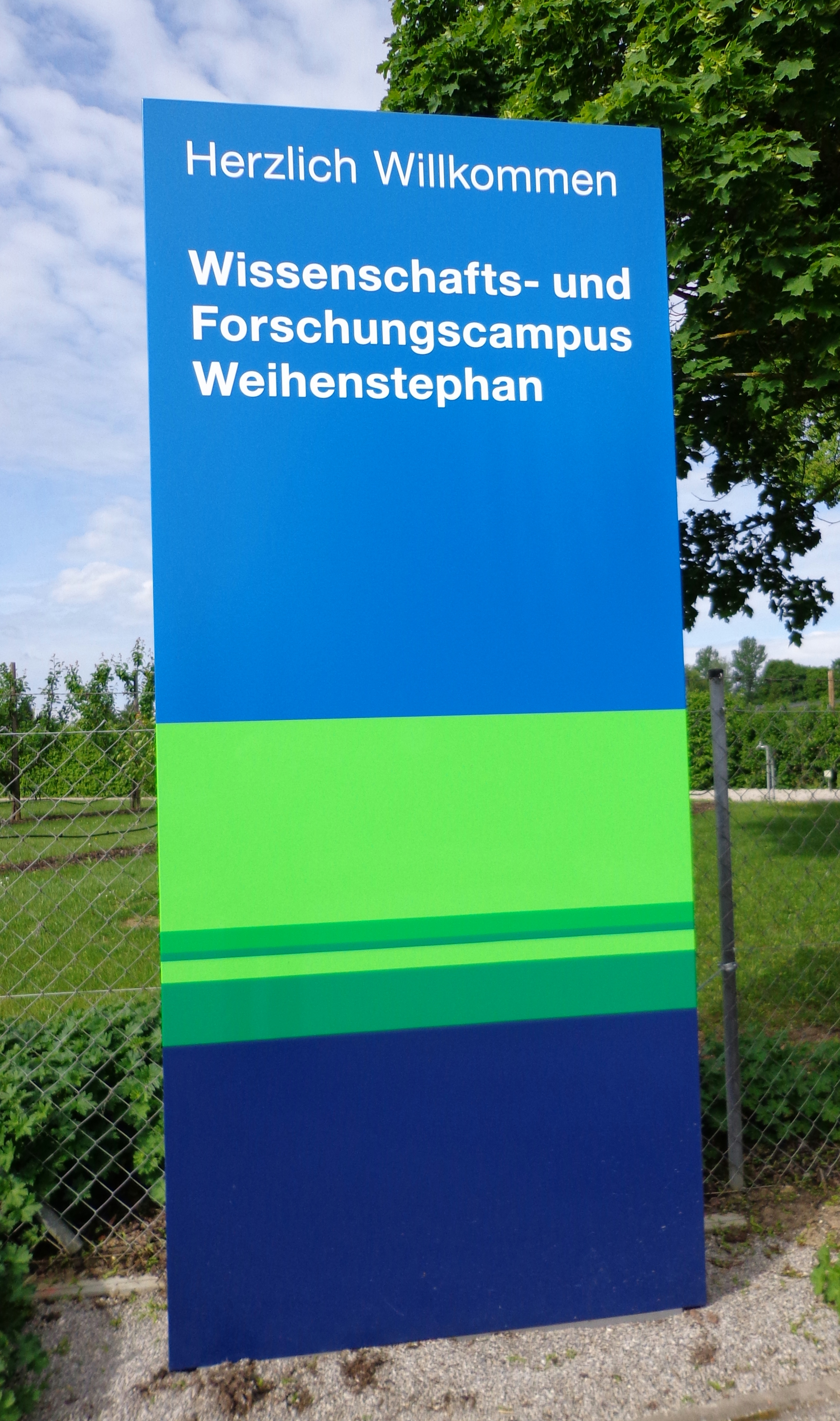
Hinweistafel am Rande des Campus Freising-Weihenstephan

Der Campus Freising-Weihenstephan ist ein ausgedehnter Komplex von Hochschuleinrichtungen und Forschungsinstituten im westlichen Stadtgebiet von Freising, in den Stadtteilen Weihenstephan und Vötting. Er ist seit Jahrzehnten zum sogenannten „Grünen Zentrum Bayerns“ entwickelt worden und wird weiterhin als „Wissenschafts- und Forschungscampus“ modernisiert und ausgestaltet. Er umfasst nicht nur das „Center of Life Sciences“, das TUM School of Life Sciences, sondern auch den wichtigsten Teil der Hochschule für angewandte Wissenschaften Weihenstephan-Triesdorf.
Die Hochschulen entstanden aus den Forst- und Landwirtschaftsschulen, die in den Gebäuden des Klosters Weihenstephan eingerichtet wurden, als diese zu Beginn des 19. Jahrhunderts (nach der Säkularisation) leer standen.
Zu diesen Hochschuleinrichtungen gesellen sich innerhalb des Campus-Gebiets noch weitere Institute, zwei Landesanstalten und verschiedene Organisationen, die thematisch mit dem „Grünen Zentrum“ Bayerns verbunden sind oder Standortvorteile in diesem „Cluster“ sehen.
Das Klinikum Freising ist ein Akademisches Lehrkrankenhaus der Technischen Universität München. Es liegt nördlich der Altstadt.

#### Forschungs- und Bildungszentren
Im Umkreis um die beiden Hochschulen, also meist auf dem Campus angesiedelt, entstanden mehrere Forschungszentren. Zur Technischen Universität München gehören das TUM Forschungszentrum Weihenstephan für Brau- und Lebensmittelqualität, das TUM Zentralinstitut für Ernährungs- und Lebensmittelforschung und das TUM Hans Eisenmann-Zentrum für Agrarwissenschaften. Die Bayerische Landesanstalt für Landwirtschaft und die Bayerische Landesanstalt für Wald und Forstwirtschaft sind Behörden des Freistaates Bayern. Weitere außeruniversitäre Einrichtungen sind die Deutsche Forschungsanstalt für Lebensmittelchemie, das Fraunhofer-Institut für Verfahrenstechnik und Verpackung, die DEULA Bayern und das Gründerzentrum für die Grüne Biotechnologie IZB Freising-Weihenstephan. Das Forschungszentrum der Degussa Food Ingredients GmbH wurde 2006 geschlossen, nachdem sich Degussa aus diesem Bereich zurückzogen hatte.
Neben dem naturwissenschaftlichen und technischen Bereich gibt es Einrichtungen im Bereich der religiösen Bildung. Das Institut für Theologische und Pastorale Fortbildung Freising widmet sich der Fortbildung von Seelsorgern. Ebenfalls in der ehemaligen Residenz auf dem Domberg hat das Bildungszentrum Kardinal-Döpfner-Haus seinen Sitz. Weitere Angebote bieten das Katholische Kreisbildungswerk und das Pallotti-Haus, ein christliches Bildungshaus und Therapiezentrum.

#### Bibliotheken
Die älteste Bibliothek in Freising ist die auf dem Domberg gelegene Dombibliothek Freising. Diese wurde von Bischof Arbeo († 784) gegründet und ist die zentrale Bibliothek des Erzbistums München und Freising und eine der größten kirchlichen Bibliotheken Deutschlands. Die Stadtbibliothek wurde 1959 gegründet. Nach mehreren Standortwechseln befindet sie sich seit 2006 in der alten Feuerwache in der Unteren Hauptstraße ⊙. Diese wurde für diesen Zweck aufwändig renoviert. Im Hofgarten in Weihenstephan liegt die Zentralbibliothek der Hochschule Weihenstephan-Triesdorf ⊙. Ebenfalls in Weihenstephan liegt eine Teilbibliothek der Universitätsbibliothek der Technischen Universität München ⊙. Seit Mai 2011 bieten diese vier Bibliotheken einen gemeinsamen Freisinger Bibliothekskatalog an. Damit können die etwa 850.000 Medien der Bibliotheken von einer Online-Oberfläche aus durchsucht werden. Ebenfalls auf dem Domberg befindet sich seit 2009 die Bibliothek des Buddhistischen Klosters Bodhi Vihara.

#### Stadtarchiv
Das Stadtarchiv Freising ist eine wissenschaftliche Einrichtung der Stadt Freising. Es verwahrt Unterlagen aus der Zeit vom 14. Jahrhundert bis heute. Als Institution existiert es seit 1909. Es ist eine öffentliche Einrichtung, steht allen Bürgern offen und bietet eine Präsenzbibliothek mit etwa 4500 Bänden in einem Lesesaal.
Hauptaufgabe des Stadtarchivs ist die Ordnung und Sicherung des städtischen Aktenwesens – alle Dokumente der Stadtverwaltung, die in kulturell-historischer oder rechtlicher Hinsicht von Bedeutung sind, werden hier aufbewahrt. Aber auch Archivbestände nicht-städtischer Herkunft werden verwahrt, wie z. B. Personennachlässe, Firmen- und Vereinsarchive sowie umfangreiche Sammlungsbestände. Bedeutung hat es auch für die wissenschaftliche Erforschung der Geschichte der Stadt, der Diözese Freising und des früheren Hochstifts Freising.
Seit dem Jahr 2003 hat das Stadtarchiv Freising seinen provisorischen Standort im „Haus der Vereine“, einem Kasernenbau der 1906 errichteten und inzwischen aufgelassenen Jägerkaserne (ab 1938 Vimy-Kaserne). In diesem denkmalgeschützten Gebäude bleibt es so lange, bis ein Neubau in der Fischergasse, östlich des ehemaligen Gefängnisses, realisiert wird.

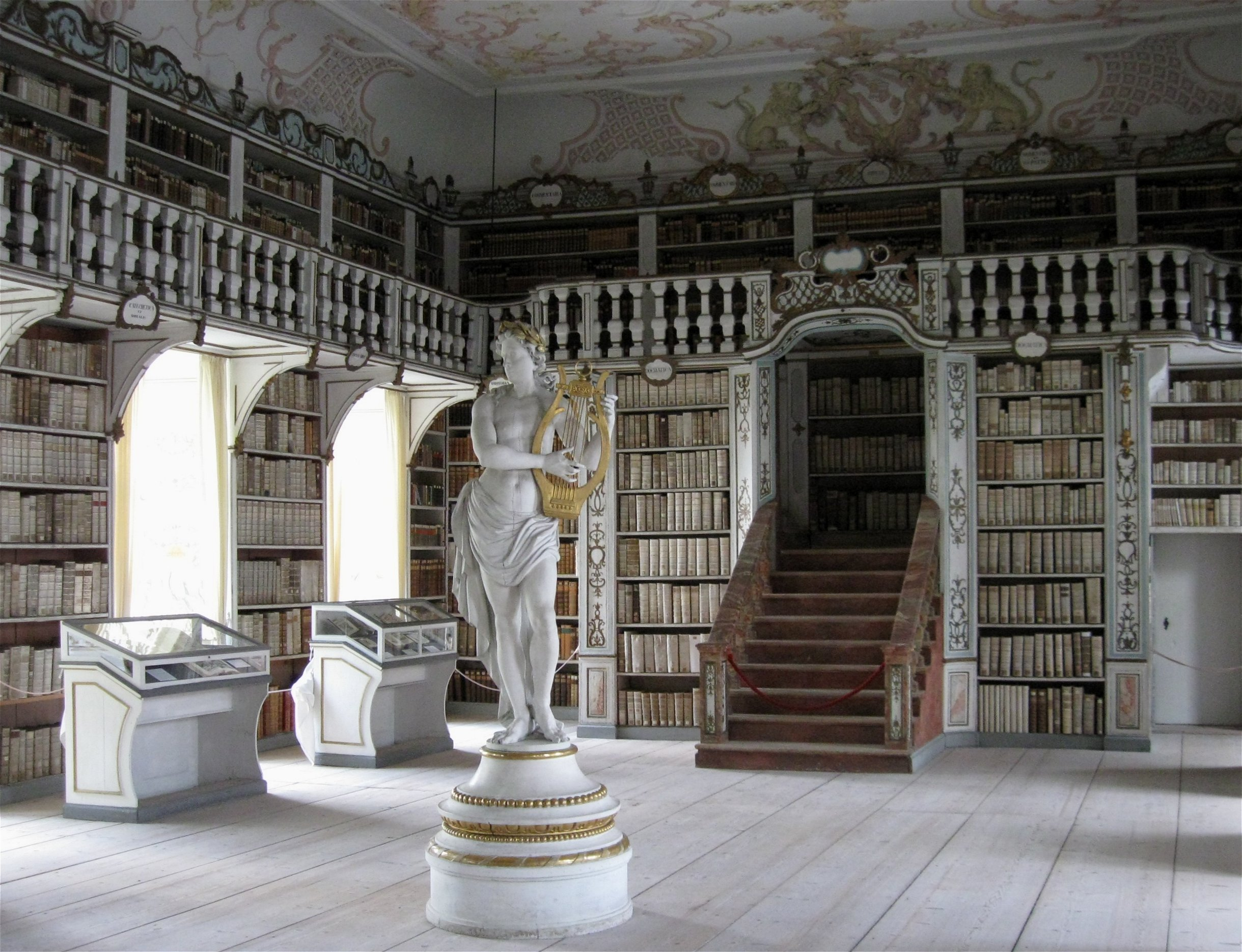
Barocksaal der Dombibliothek
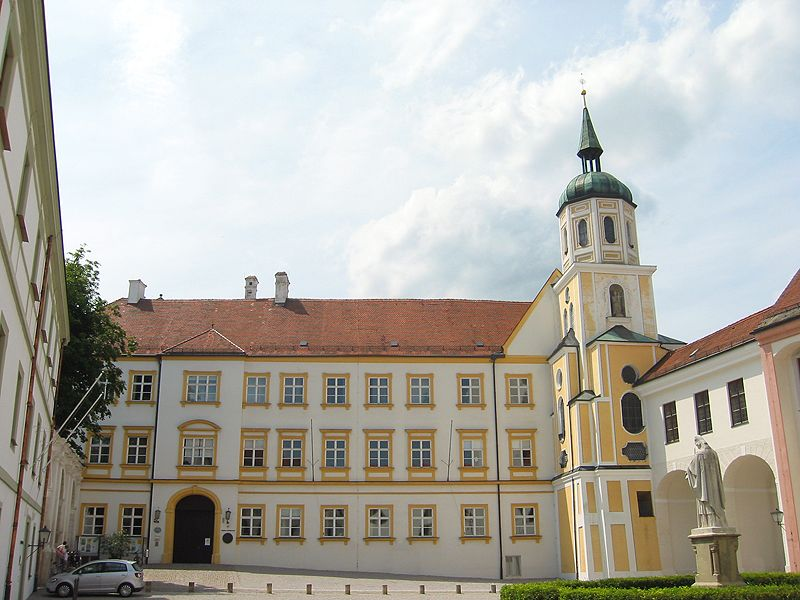
Ehemals fürstbischöfliche Residenz, heute Kardinal-Döpfner-Haus (im Kern 14. Jh.)
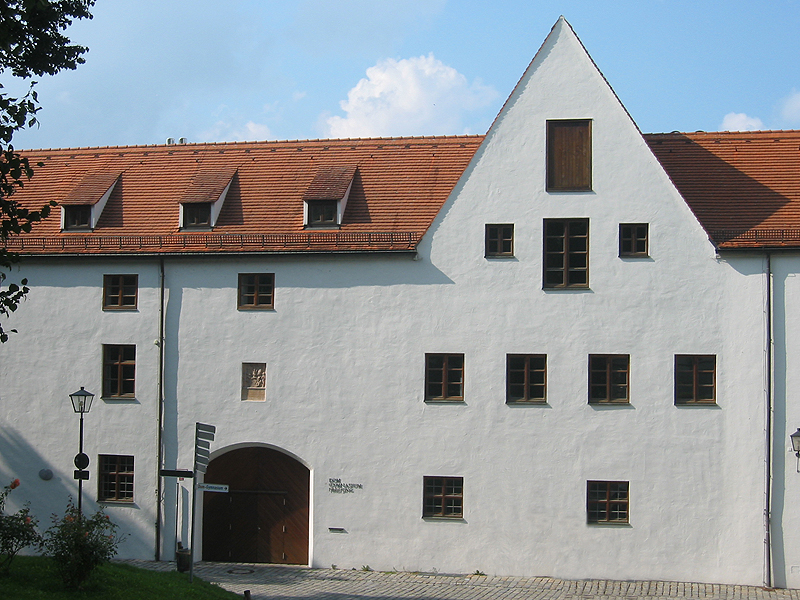
Dom-Gymnasium im ehem. Phillipsschloss
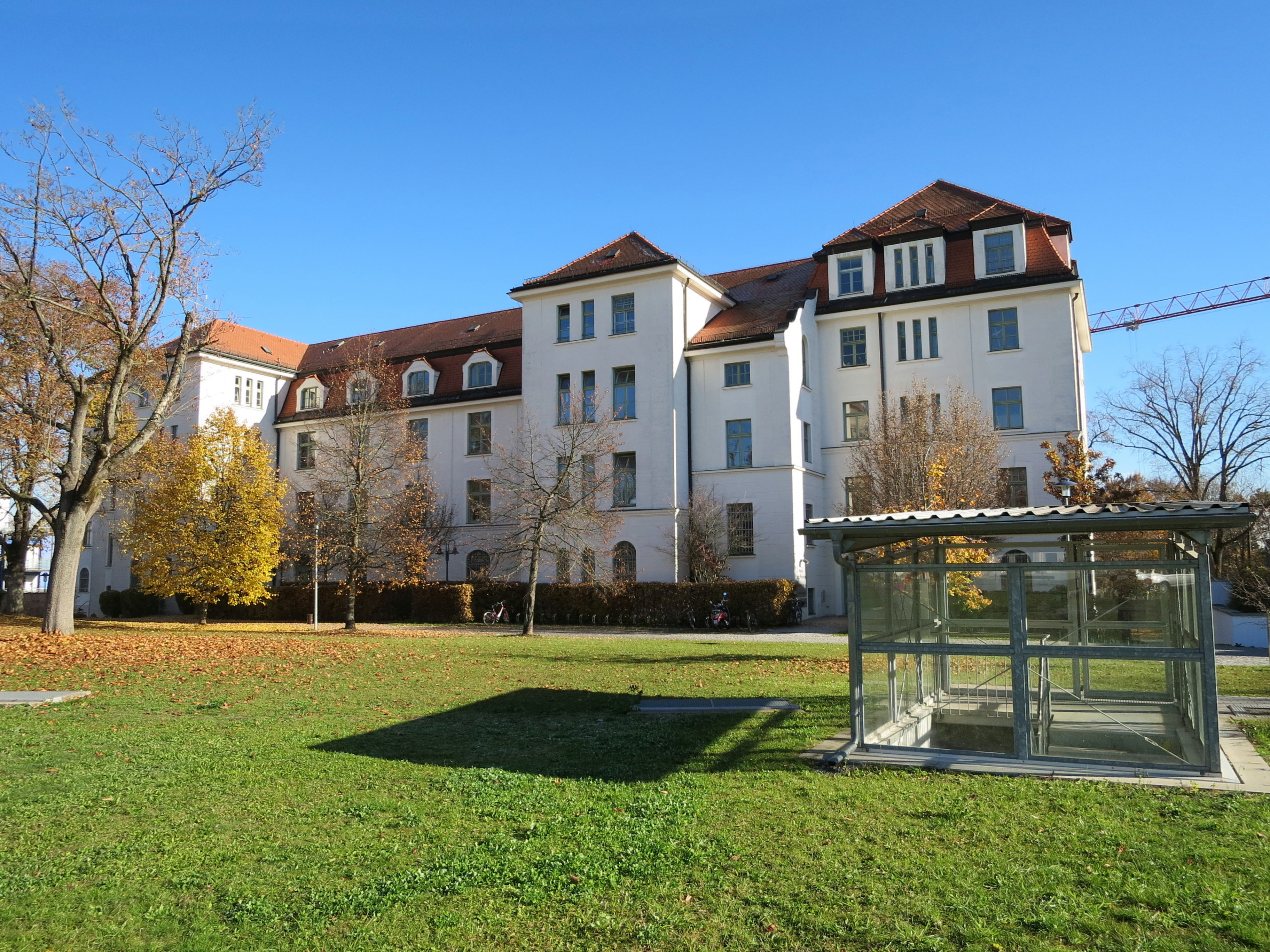
Kasernenbau der Vimy-Kaserne, Sitz des Stadtarchivs

### Feuerwehren
Die Freiwillige Feuerwehr Freising ist eine Feuerwehr ohne hauptamtliche Einsatzkräfte. Gegründet wurde die Freiwillige Feuerwehr Freising im Jahr 1863. Die Feuerwehr Freising besteht aus zwei Feuerwachen. Die Feuerwache 1 (Hauptfeuerwache) deckt primär die Stadtbereiche links der Isar ab. Lange Jahre befand sich die Wache in der Innenstadt im Gebäude der heutigen Stadtbibliothek ⊙. 2002 wurde eine neue Wache am Standort des ehemaligen Schlachthofes an der Dr.-von-Daller-Straße bezogen ⊙. Das Einsatzgebiet der seit 1974 bestehenden Feuerwache 2 ist der Stadtteil Lerchenfeld ⊙.
Auf dem Gebiet der Stadt gibt es auch die Werkfeuerwehr TUM-Weihenstephan sowie die Freiwilligen Feuerwehren Achering, Attaching, Haindlfing-Itzling, Hohenbachern, Pulling, Sünzhausen und Tüntenhausen. Für den teilweise auf dem Stadtgebiet liegenden Flughafen München ist die Flughafenfeuerwehr München zuständig.

### Gesundheitswesen
1705 veranlasste Fürstbischof Johann Franz Eckher von Kapfing und Liechteneck den Bau eines Krankenhauses. Dieses entstand östlich der Stadt an der Landshuter Straße. Ab 1818 war es das Militärlazarett der Kaserne, die nach der Säkularisation im Kloster Neustift bestand. Diesem Zweck diente das Gebäude bis zum Ende des Ersten Weltkrieges 1918/19. 1929 erwarb die Stadt das Gebäude und richtete dort Wohnungen ein. Ab 1938/39 diente es als Wohnheim für Schülerinnen. 1945 wurde es als Hilfskrankenhaus wieder eröffnet. 1952 wurde eine Isolierstation angebaut. Nach der Fertigstellung des Neubaus des Kreiskrankenhauses an der Mainburger Straße wurde es am 30. Juni 1972 geschlossen. Heute befindet sich dort unter anderem die städtische Musikschule.⊙
Als Ersatz für das dem Militär übergebene Krankenhaus entschied sich die Stadt, nördlich der Innenstadt ein neues städtisches Krankenhaus zu errichten. Die Grundsteinlegung fand 1829 statt. Dieses wurde 1834 auf dem Gelände des ehemaligen Hofgartens eröffnet. Nach der Wiedereröffnung des Krankenhauses an der Landshuter Straße wurde es zum Chirurgisches Krankenhaus. Nach 1972 blieb nur die neue Abteilung für Gynäkologie und Geburtshilfe im Gebäude. 1974 wurde auch diese ins neue Kreiskrankenhaus verlegt und das Krankenhaus endgültig geschlossen. Heute befindet sich dort die Volkshochschule Freising. ⊙
Aufgrund eines Gesetzes war der Distrikt Freising (Vorläufer des Landkreises Freising) 1860 verpflichtet, ein eigenes Krankenhaus zu errichten. Aus Geldmangel konnte vorerst kein eigenes Gebäude für diesen Zweck errichtet werden. Bis 1884 war das Distriktkrankenhaus deswegen im Gebäude des städtischen Krankenhauses untergebracht. 1884 konnte ein eigenes Gebäude (ein umgebauter Bauernhof) an der Mainburger Straße bezogen werden. Nach mehreren Erweiterungen wurde es 1919 in Bezirkskrankenhaus und 1939 in Kreiskrankenhaus umbenannt. 1955 wurde ein Zweckverband gegründet, um die Krankenhäuser von Stadt und Kreis unter einem Dach zu vereinigen. Dieser wurde schon ein Jahr später wieder aufgelöst. Der Kreis errichtete infolgedessen bis 1958 einen Neubau neben dem bestehenden Gebäude von 1884, das danach nicht mehr genutzt, aber erst 1970 abgerissen wurde. Nach der Gründung eines neuen Zweckverbandes 1963 wurde beschlossen, die drei Häuser zu vereinigen. Dazu wurde das Kreiskrankenhaus um zwei neue Bettenbauten erweitert. Da Freising 1972 seine Kreisangehörigkeit verlor, löste sich der Zweckverband 1973 auf. Die Erweiterung wurde 1974 abgeschlossen. Ab 1993 wurden große Teile des Hauses saniert oder neu gebaut. Seit 2005 trägt das Krankenhaus den Namen Klinikum Freising und seit 2006 ist es ein Akademisches Lehrkrankenhaus der TU-München.

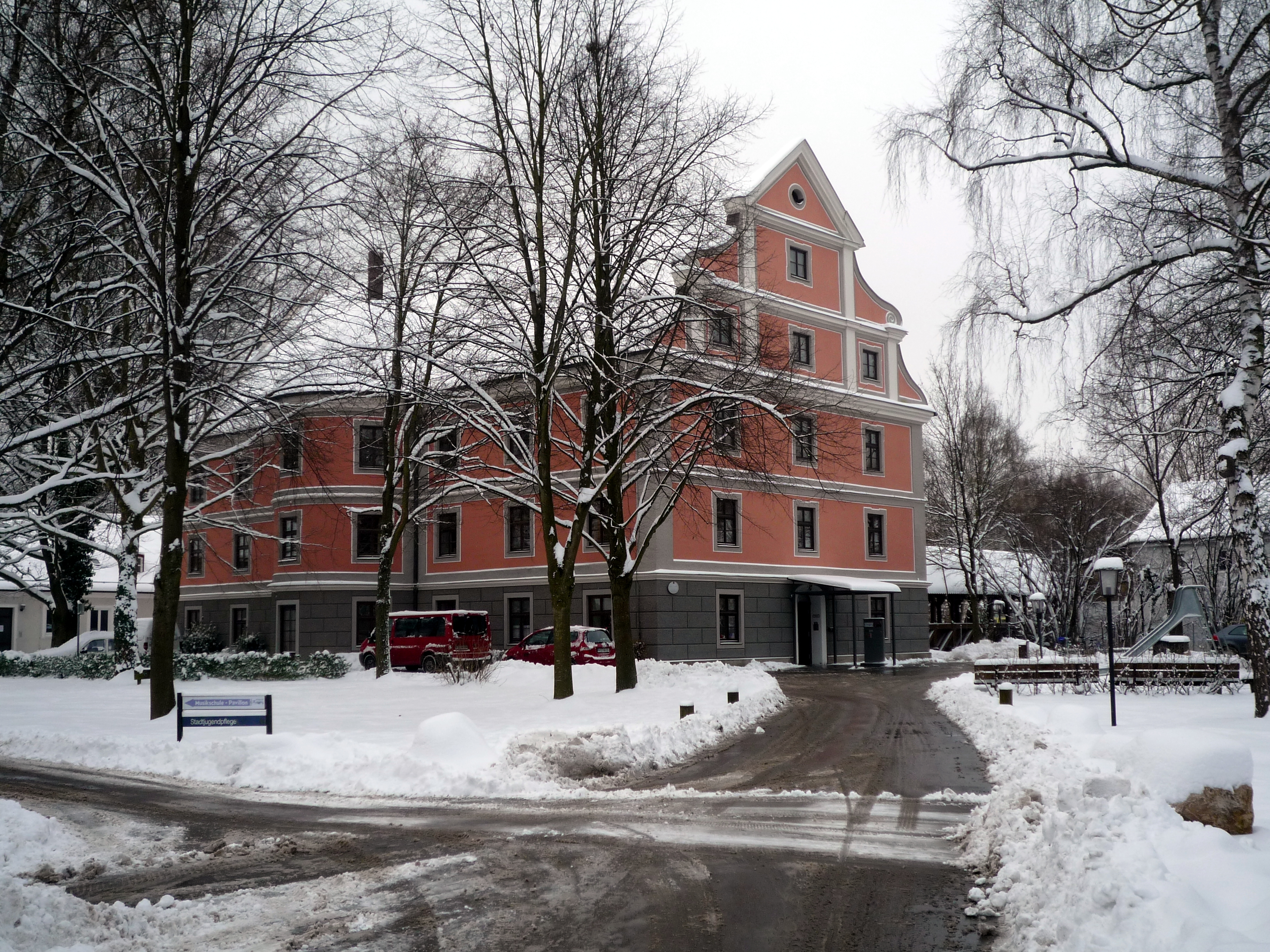
Eckherhaus, das erste Krankenhaus in Freising, heute u. a. Musikschule
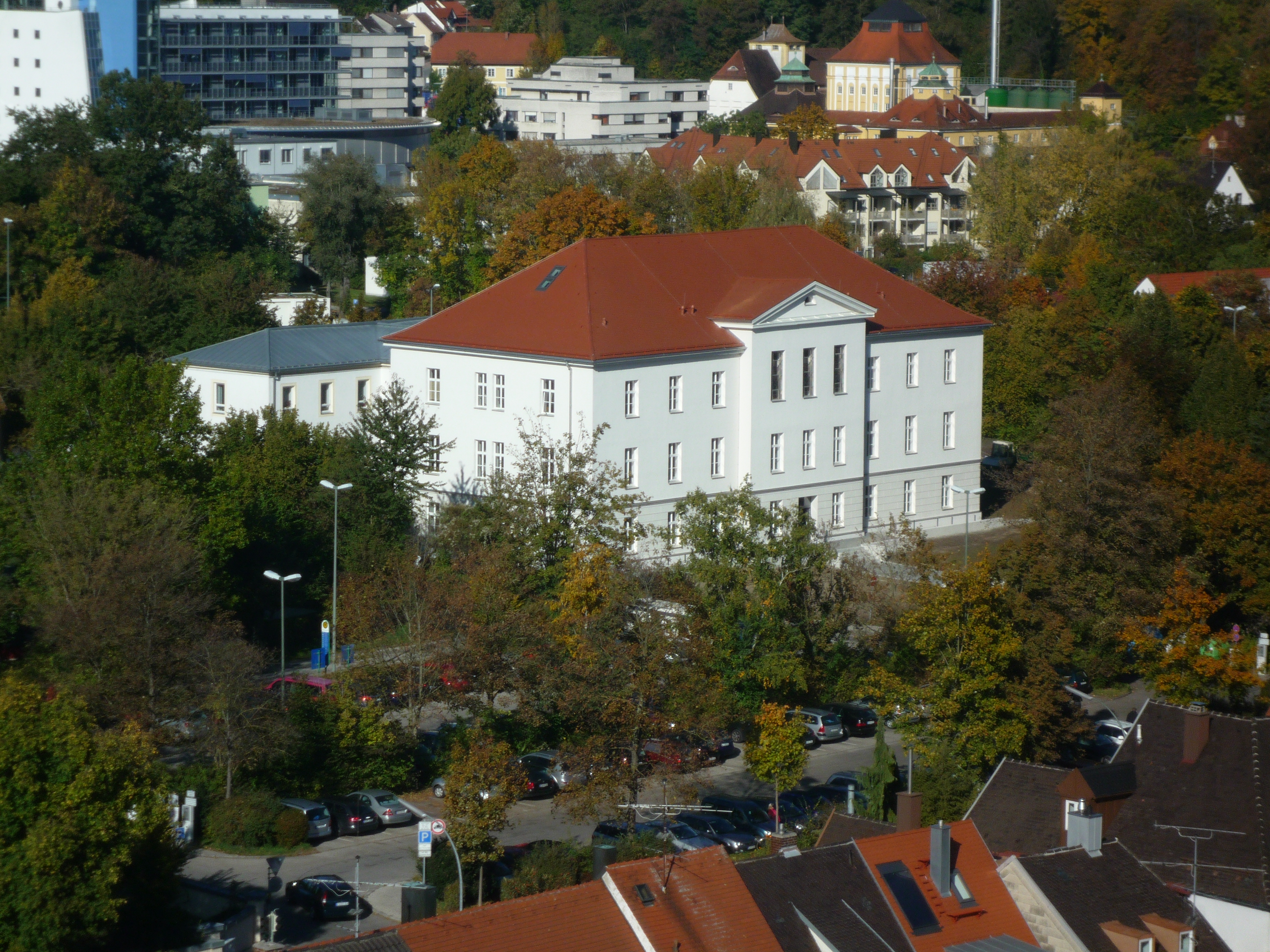
Ehemaliges Städtisches Krankenhaus an der Kammergasse, heute Volkshochschule
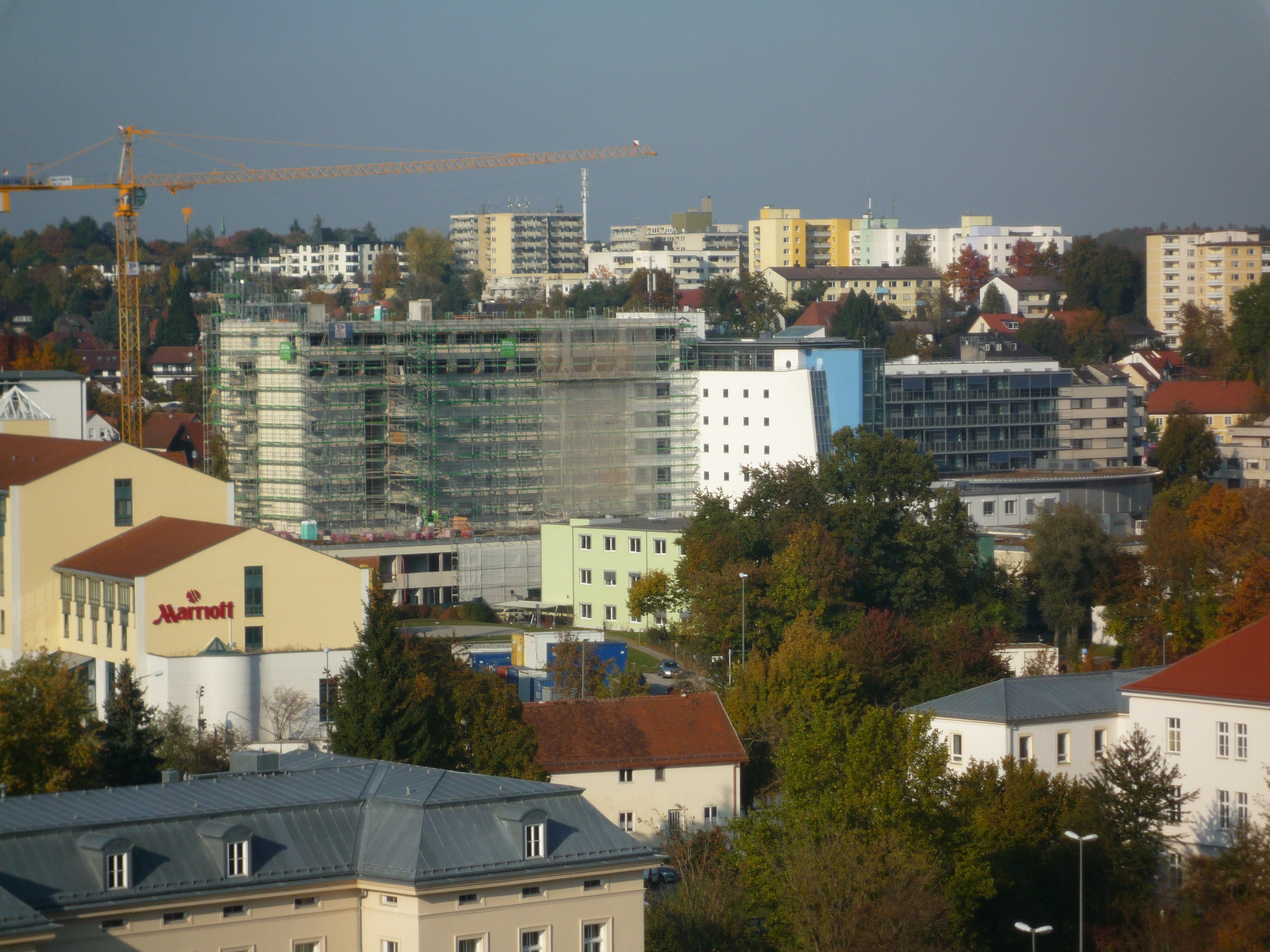
Klinikum Freising

### Militär
Der Abgesetzte Technischer Zug 248 der Luftwaffe betreibt ein Phased-Array Radarsystem des Typs GM 406F zur Luftverteidigung in Freising.

### Regionalgeld
Seit 2015 hat auch Freising eigene lokale Zahlungsmittel: Geldscheine zu 1, 5, 10, 20 und 50 BäRling (mit großem R).

## Persönlichkeiten

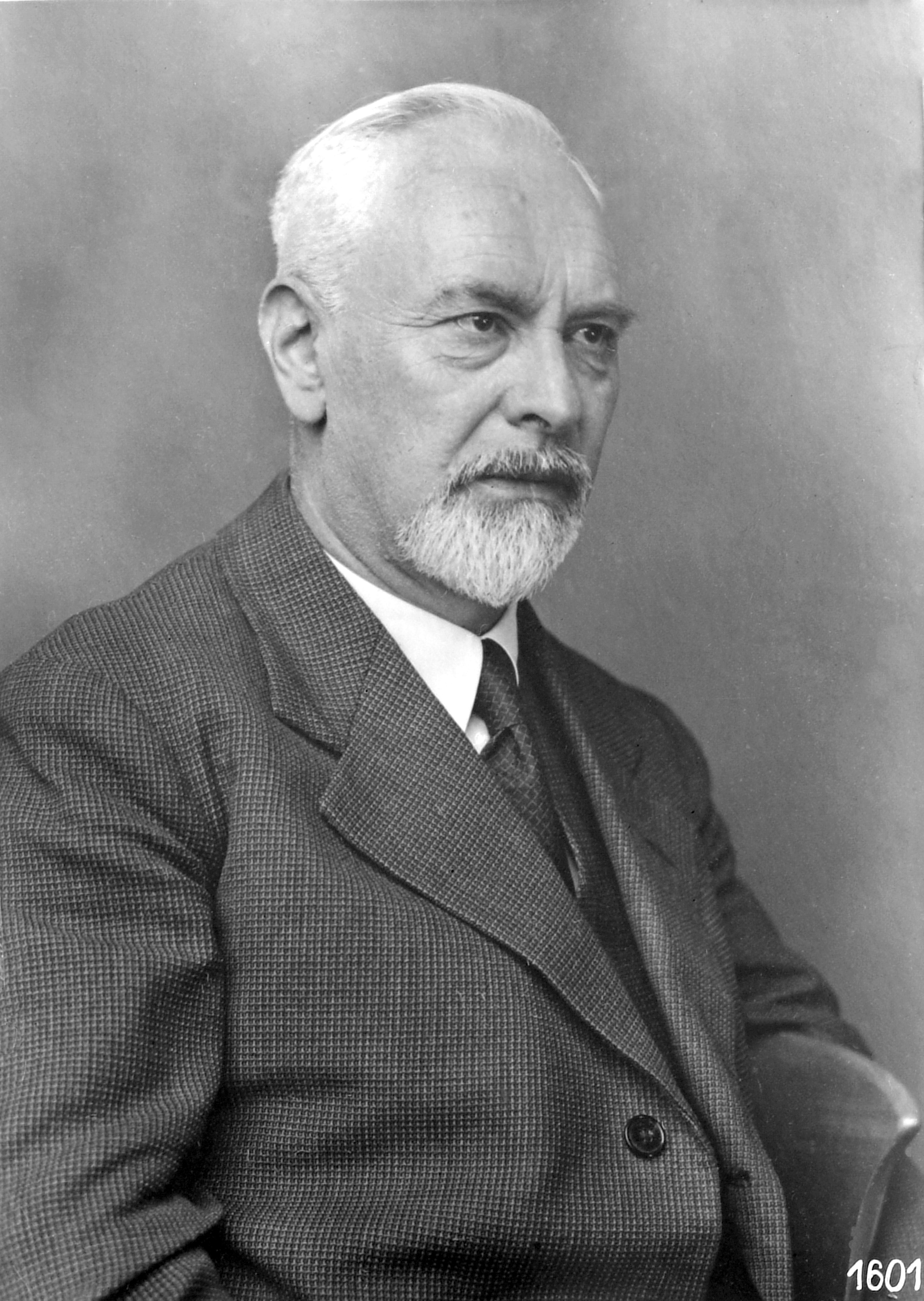
Ludwig Prandtl (1875–1953), Physiker

### Ehrenbürger
Die Stadt Freising oder in sie eingemeindete Gemeinden haben seit 1869 insgesamt 25 Personen die Ehrenbürgerschaft verliehen. Der bekannteste Ehrenbürger Freisings ist der emeritierte Papst Benedikt XVI., der von 1977 bis 1982 Erzbischof von München und Freising war.

### Söhne und Töchter der Stadt
Der Physiker Ludwig Prandtl wurde in Freising geboren und lieferte bedeutende Beiträge zum grundlegenden Verständnis der Strömungsmechanik und entwickelte die Grenzschichttheorie. Der bekannteste Sportler aus Freising ist Hans Pflügler, der 1990 Fußballweltmeister wurde und mit dem FC Bayern München mehrere nationale Titel gewann. Der Weihbischof Wolfgang Bischof der Seelsorgsregion Süd des Erzbistums München und Freising stammt auch aus Freising.

### Persönlichkeiten, die in Freising wirkten
Bis zur Säkularisation prägten über Jahrhunderte die Bischöfe von Freising und andere kirchliche Würdenträger die Geschichte der Stadt.
Der fürstbischöfliche Hof und die Klöster zogen auch Künstler wie Cosmas Damian Asam und dessen Söhne die Brüder Asam an. Weitere Künstler waren Antonio Riva, Johann Baptist Zimmermann, Philipp Dirr, Johann Lorenz Hirschstötter, Christopher Paudiß, Giovanni Antonio Viscardi, Franz Joseph Lederer, Valentin Gappnigg, Johann Baptist Deyrer und Andreas Wolff.
Auch an den verschiedenen Hochschulen Freisings (Lyceum, PTH, TUM-WZW, HSWT) wirkten namhafte Wissenschaftler. Die bekanntesten Professoren am Fürstbischöfliches Lyceum waren Karl Meichelbeck und Ferdinand Rosner. Der Theologe und Professor Johannes Gründel, der bis zu deren Auflösung an der PTH lehrte, lebte im Ortsteil Hohenbachern. Der ehemalige Präsident der Technischen Universität München Wolfgang A. Herrmann lebt ebenfalls in Freising.
Der Volkssänger Roider Jackl lebte vor seinem Tod lange Jahre in Freising.

## Perzeptionen
Die Freisinger Landstraße in München ist nach Freising benannt.

### Zitate über Freising
- „Freysing, die vornehmste Stadt in Oberbayern.“ Michael Wening, 1701
- „Wer in Freysingen keinen Pfaffen gesehen, der darf nicht sagen, daß er dort gewesen.“ Johann Pezzl, 1784
- „Wer Freising nicht gesehen hat, kennt Altbayern nicht.“ Wilhelm Heinrich Riehl, 1866
- „Wenn heute nicht Weihenstephan wäre, könnte etwas Ähnliches an keiner anderen Stelle geschaffen werden.“ Paul Kulisch, 1927
- „Freising ist das Herz und Hirn Altbayerns.“ Rudolf Pörtner, 1964
- „Die Herzmitte unseres Erzbistums.“ Friedrich Wetter, 2006
- „Freising, Zuhause meines Herzens“ Papst Benedikt XVI., 2010

### Freising in den Medien
- Die Autorin Roswitha Wildgans siedelt die Handlung ihrer Bücher in Freising an. Bis 2010 erschienen 5 Kriminalromane.
- Der Krimi Mord im Moos von Mia Arkelsson und Alexandra Mesmer spielt in Freising und unter dem Eindruck des Baus der dritten Startbahn am Münchner Flughafen.[111]
- Die beiden Romane Der Franzosenbaum und Gerechtigkeit für Jakob Schmid von Reinfried Keilich basieren auf wahren Begebenheiten in Freising und Umgebung.[112][113]
- Carl Amery stellt Freising, den Dom und vor allem die Bestiensäule in den Mittelpunkt seines Romans Das Geheimnis der Krypta.[114]